# Pioniertruppe (Bundeswehr)

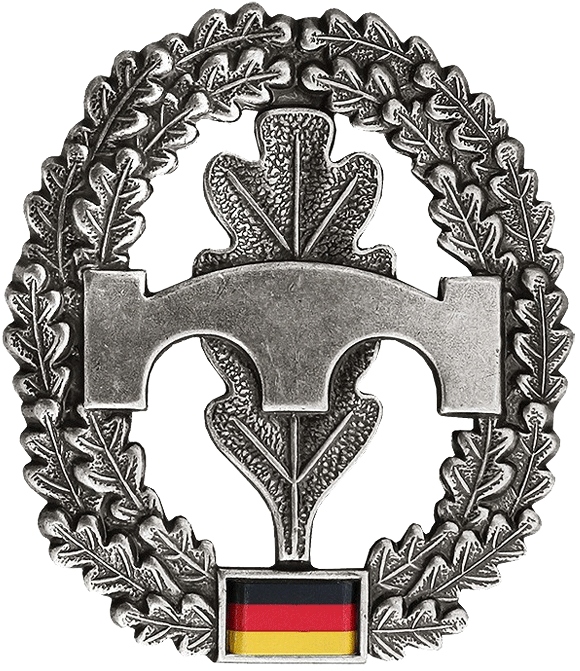
Barettabzeichen der Pioniere in der Bundeswehr

Taktisches Zeichen der Pioniertruppe der Bundeswehr, das Zeichen symbolisiert eine Brücke (wie im oberen Barettabzeichen)

Taktisches Zeichen der Panzerpioniere, wieder die Brücke, umrahmt vom taktischen Zeichen der Panzertruppe (Kette)

Die Pioniertruppe ist eine Truppengattung im Heer und in der Streitkräftebasis der Bundeswehr. Die deutschen Pioniere zählen zu den Kampfunterstützungstruppen. Ausbildung und technische Ausrüstung befähigen Pioniere, die Beweglichkeit und Durchhaltefähigkeit der eigenen Truppe zu fördern sowie die Beweglichkeit gegnerischer Truppen zu hemmen.

## Auftrag

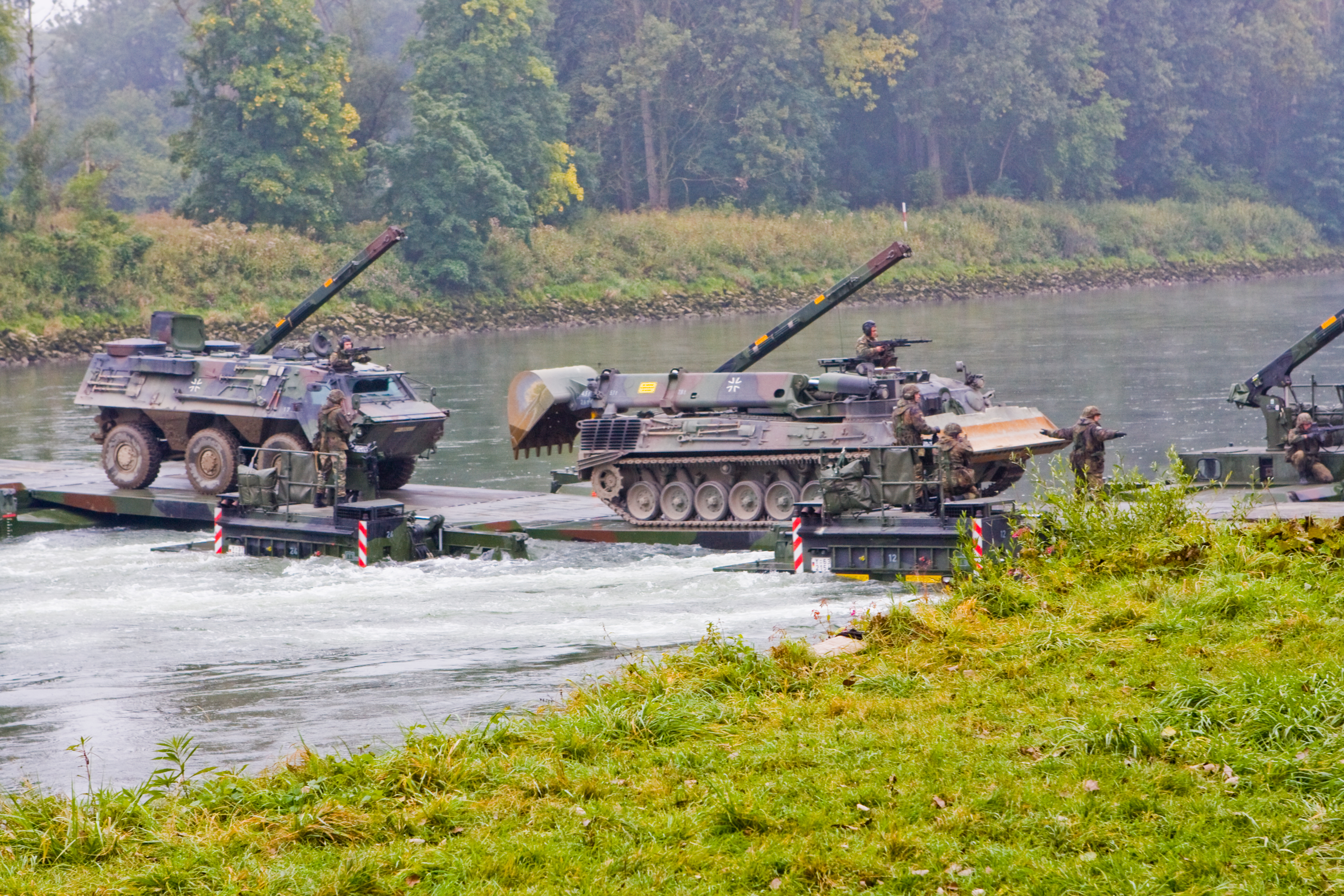
Schwimmschnellbrücken ermöglichen die Überquerung auch tiefer Gewässer

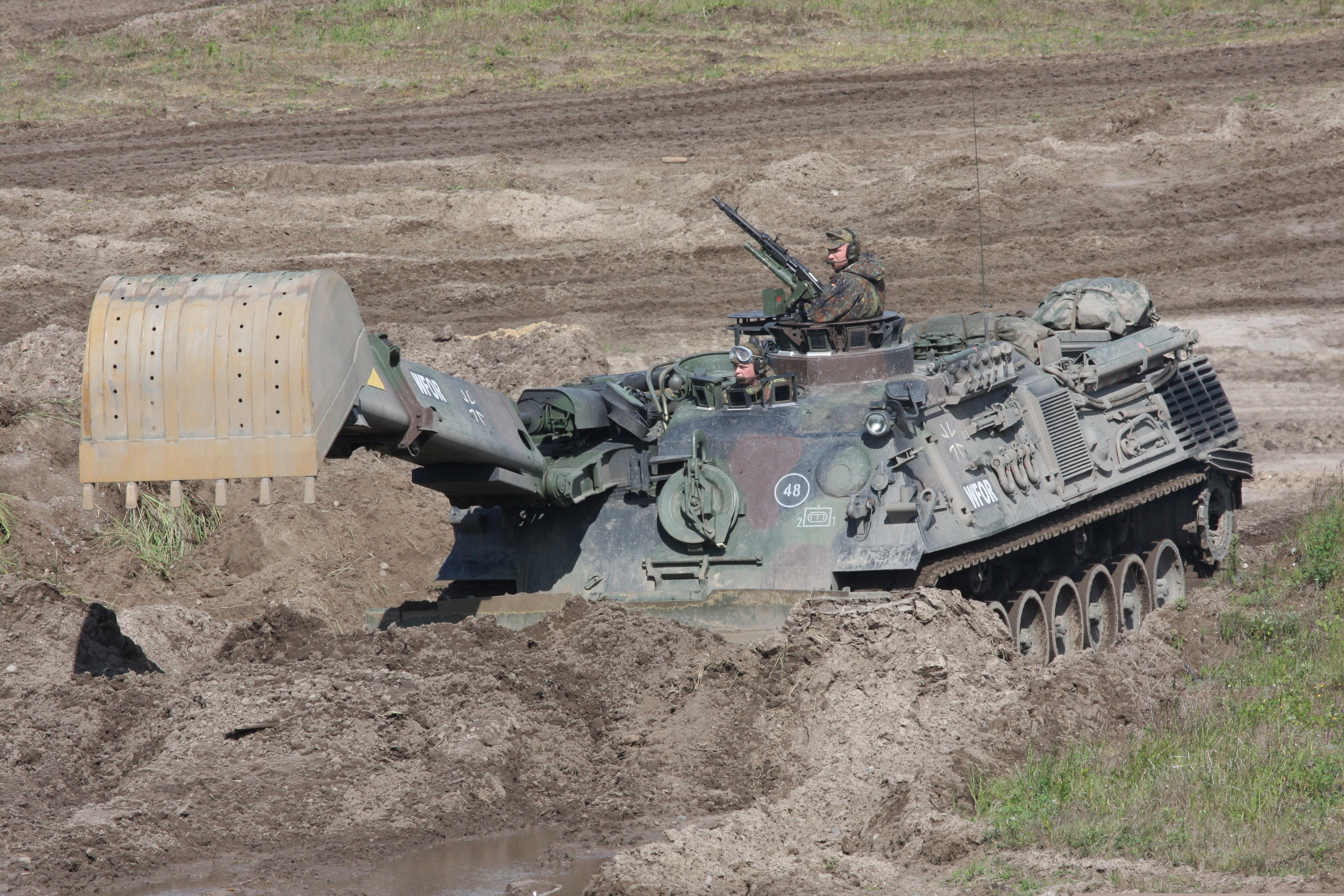
Pioniere des Panzerpionierbataillons 1 beim Bau von Feldstellungen

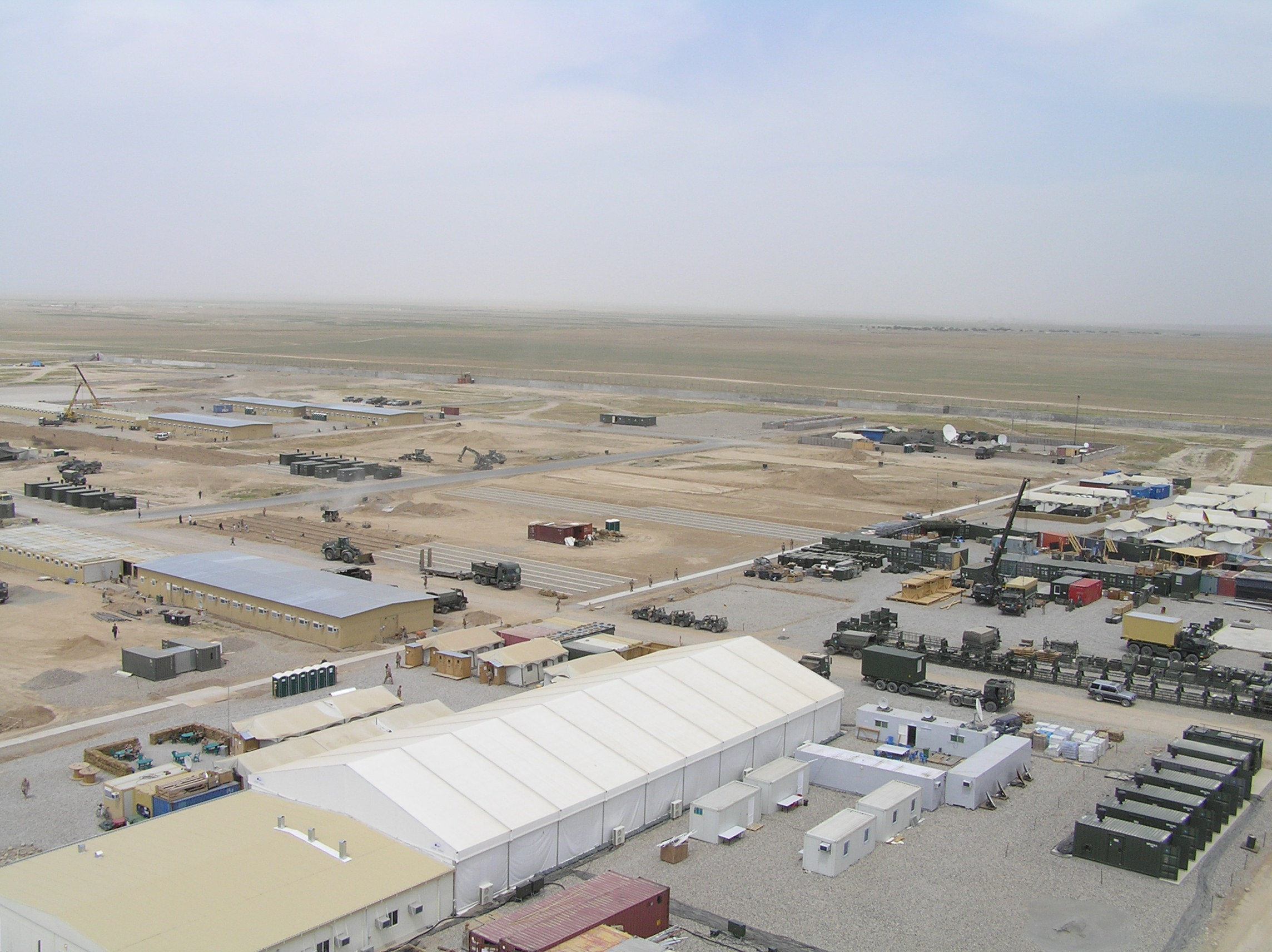
Pioniere beim Feldlagerbau

Die Hauptaufgabe der Pioniertruppe besteht in der Unterstützung der Beweglichkeit der eigenen Truppe und der Störung der Bewegung des Feindes mit technischen Mitteln. Pionieren sind in der Bundeswehr dazu konkret folgende Aufträge zugewiesen:
- Bewegungen gegnerischer Truppen hemmen und eigener Truppen fördern
- Gefahren erkennen und beseitigen
- Einsatzvoraussetzungen schaffen
- Überlebensfähigkeit erhöhen
- Hilfs- und Katastropheneinsätze unterstützen

Die Pioniertruppe fördert die Bewegungen der eigenen Truppen beim Überwinden von Minensperren, Gelände- und anderen Hindernissen. Sie ist befähigt zum Bau von militärischen Brücken über Gewässer oder Geländeeinschnitte. Weitere Aufgaben sind das Räumen von Trümmern und Barrikaden sowie die Beseitigung von kriegs- oder katastrophenbedingten Zerstörungen an Straßen, Wegen und anderen Verkehrsanlagen.
Pioniere sind aufgrund ihrer Ausrüstung in der Lage, die Kampftruppen direkt mit Sprengmitteln (im Kalten Krieg auch mittels Flammenwerfern) zu unterstützen und im Notfall Kampfaufgaben selbst zu lösen. Die Bewegungen des militärischen Gegners werden von Pionieren gehemmt und kanalisiert. Hierzu sind Pioniere in der Lage, mit Hilfe von militärischen Baumaschinen, Panzerabwehrminen und Sprengstoffen, wichtige Geländeabschnitte, Straßen und Brücken zeitlich begrenzt unpassierbar zu machen. Dazu können Pioniere auch Geländehindernisse verstärken, Minen- und Baumsperren und besondere Panzerhindernisse anlegen, sowie Gewässerstauungen auslösen.
Pioniere sind ausgebildet, Minen, Sprengfallen und Munition an Land und in Binnengewässern zu erkennen. Zum Aufspüren dieser Kampfmittel verfügt die Pioniertruppe über entsprechend ausgebildete Diensthunde. Speziell ausgebildete Soldaten der Pioniertruppe sind befähigt, mit Hilfe von Spezialgerät diese zu räumen.
Pioniere schaffen wichtige Einsatzvoraussetzungen für die Führung, logistische und sanitätsdienstliche Versorgung und die Unterbringung der eigenen Truppen. Hierzu unterstützen die handwerklich und technisch ausgebildeten Soldaten der Pioniertruppe mit ihrem Spezialgerät beim Ausbauen und Errichten von Kasernen, Feldlagern, Depots und Verkehrsinfrastruktur. Sie befestigen Abstell- und Lagerflächen, Brücken oder auch Start- und Landebahnen von Flugplätzen. Zu den Spezialpionieren zählen die Pipelinepioniere, die dafür Sorge tragen, dass die Versorgung der Truppe mit Kraftstoff gewährleistet ist, indem sie entsprechende Leitungssysteme bauen, betreiben und warten. Im Einsatz betreiben sie dazu Feldtanklager.
Pioniere verbessern den Schutz der eigenen Truppe und erhöhen dadurch deren Überlebensfähigkeit. In bebauten Gebieten verstärken und befestigen sie durch den Bau von Erd- oder Sandsackwällen sowie insbesondere in der Verteidigung im Orts- und Häuserkampf militärische Einrichtungen durch Verstärkungen gegen Beschuss. In unbebautem Gebiet errichten Pioniere Feldbefestigungen und Deckungen zum Schutz von Soldaten und militärischen Fahrzeugen.
Auf Antrag unterstützen Pioniere mit ihren besonderen Fähigkeiten und der speziellen Ausrüstung die zivilen Behörden im Rahmen von Hilfs- und Katastropheneinsätzen. Vor allem in den zahlreichen Hochwassereinsätzen an Oder, Elbe, Rhein und Donau haben Pioniere ihre Leistungsfähigkeit bewiesen. Semizivile Aufgaben übernehmen Pioniere beim Aufbau kriegszerstörter ziviler Infrastruktur in Einsatzländern.

### Fähigkeitserweiterung
Im Zuge der Neuausrichtung der Bundeswehr ab 2010 wurde dieses im Rahmen der Rückübertragung des Aufgabenbereiches Kampfmittelabwehr an das Heer bereits zum 1. Juli 2012 der damaligen Pionierschule des Heeres unterstellt. Die bis dahin selbständig operierenden Kampfmittelbeseitigungskompanien wurden in die Pionier- bzw. Panzerpionierkompanien integriert, damit wurde die Fähigkeitsaufgabe der Pioniertruppe Mitte der 2000er-Jahre korrigiert, so dass die Beseitigung und Vernichtung von UXOs, IEDs und Kampfmitteln wieder den Pionierverbänden des Heeres oblag.
Infolge der Annexion der Krim 2014 durch Russland beschloss die NATO am 4./5. September 2014 in Newport in Wales, die Bündnispolitik verstärkt auf die Bündnisverteidigung zu legen.
Die beschlossene Bundeswehrreform von 2010 und die „Fähigkeitsaufgabe“, großflächige Minensperren anzulegen, wurde nahezu rückgängig gemacht. Bereits zur Aussonderung vorgesehene Systeme wurden reaktiviert und teilweise modernisiert. Darunter befand sich auch das Minenverlegesystem 85, ein anhängergezogenes Verlegesystem. Damit ist die Pioniertruppe wieder in der Lage, großflächige Minensperren anzulegen.

## Geschichte

### Planungsphase
Fünf Jahre nach Beendigung des Zweiten Weltkrieges war es offenkundig, dass die am Eisernen Vorhang stehenden alliierten Truppen nicht ausreichen, der Bedrohung aus dem Osten entsprechende Kräfte entgegensetzen zu können. Die Bundesrepublik Deutschland wird 1951 deshalb von den Westalliierten aufgefordert, einen Verteidigungsbeitrag zu leisten.
Dem von der „Dienststelle Blank“ im Februar 1952 in die Bonner Ermekeilkaserne berufene Oberst i. G. a. D. Koller-Kraus erhält als Gutachter auf dem Gebiet „Militärische Infrastruktur“ zunächst den Auftrag, ab April, unterstützt durch den ebenfalls als Gutachter herangezogenen Oberst a. D. Fricke, den Bedarf an Pionierkräften zur territorialen Verteidigung zu ermitteln, ebenso die Verfügbarkeit von militärischen Infrastrukturanlagen in der BRD, die zum größten Teil auch zweckentfremdet als Lager für „Displaced Persons“ oder Auswanderer Verwendung fanden.
Im Schwerpunkt der Planung steht ab 1952 die Vorstellung – analog zu der in den westalliierten Streitkräften üblichen Weise – die Frage um Pioniereinheiten aller Art, ihre Versorgung mit Gerät, Maschinen, Sprengmittel und Minen.
Der Waffenring Deutscher Pioniere nimmt 1954/1955 seine Tätigkeit wieder auf, Pioniere der Wehrmacht, Waffen-SS und Organisation Todt sammeln sich in den „Special Labour Service“ (Alliierte Dienstgruppen)-Einheiten zur pioniertechnischen Unterstützung der westlichen Besatzungsmächte. So ergab sich frühzeitig ein ziemlich umfassendes Bild über den vorhandenen Pionierkader in Westdeutschland. Teile dieses Personals bildeten den späteren Grundstock der Pionierverbände der Bundeswehr 1956.
Anfang Dezember 1955 wurden die ersten sechs Pionier-Offiziere in der Bonner Ermekeilkaserne vereidigt und eingewiesen. Sie waren vorgesehen, an der United States Army Engineer School in Fort Belvoir in den USA (Virginia) ihre Ausbildung in Führungs- und Einsatzgrundsätzen der US-Engineers als auch an Waffen und Gerät zu erhalten. Die Einweisung dauerte 12–15 Wochen.

### Wiederbewaffnung
Im April und Mai 1956 traf das Vorauspersonal für das Pionierlehrbataillon (später Pionierlehrregiment) in der Münchner Funkkaserne ein, das den Kader zu einem bis Mitte 1958 auf 14 Kompanien anwachsenden Verband bildete. In Zusammenarbeit mit der ersten Pionier-Lehrgruppe der Bundeswehr (später Pionierschule) (stationiert in der Lohengrin-Kaserne in München-Oberföhring) wurde im Juli 1956 der Ausbildungsbetrieb aufgenommen. Ziel der Lehrgruppe und des Pionierlehrbataillons war es, im Rotationsprinzip gedienten und ungedienten Soldaten eine schnelle Einweisung in Taktik, Pioniergerät und Material zu vermitteln, sodass ein schnelles Aufwachsen der aufzustellenden Pionierverbände möglich wurde.
Die Erstausrüstung der Pionierverbände war ausschließlich aus US- und britischer Produktion. Sie umfasste u. a.
- Pionier-Räumpanzer M48
- Brückenlegepanzer M48
- Lkw 1,5 t (4×2) Hanomag AL 28 Funkwagen
- Lkw 1,5 t gl (4×4) Mercedes-Benz Unimog S 404 B
- Lkw 0,75 t gl (4×4) Borgward B 2000 A/O
- Lkw 0,25 t gl (4×4) DKW Munga
- Krupp-Ardelt Autokran 20 t
- Brückengerät Bailey-Brücke
- Schwimmbrücke Hohlplattengerät 50/80
- Diverse Bagger, Planier- und Raupengeräte aus US-Beständen

#### Auflistung der ersten Pionierverbände 1956
| [ 7 ]                      | Bezeichnung                | Aufstellung | Standort              | spätere Bezeichnung              | Erstunterstellung                       | Bemerkung |
| -------------------------- | -------------------------- | ----------- | --------------------- | -------------------------------- | --------------------------------------- | --- |
|                            | SchBrKp 734                | Mai 1956    | Brannenburg           | 2./SchwBrBtl 260                 | PiBtl 4                                 | |
|                            | sSchBrKP 735               | Aug 1956    | Dillingen a.d.Donau   | PzPiKp 60                        | ?                                       | |
|                            | sSchBrKP 731               | Juni 1956   | Hamburg-Harburg       | PiBtl 3                          | PiBtl 1                                 | später in PiBtl 1 eingegliedert                                                                                                 |
|                            | sPiSpezKp (TV) 795         | Sep 1956    | Baumholder            | sSpezKp 921 (Ppl) / PplPiBtl 800 | Kommando Territoriale Verteidigung      | |
|                            | LLPIKP 9                   | 1956        | München               | FallschirmPiKp 250               | LLPIBtl 9                               | |
|                            | LePiBtl 511                | 1956        | Hannover              | LePiBtl 18                       | ?                                       | |
|                            | PiBtl Koblenz (sPiBtl 717) | 1956        | Koblenz               | PiBtl 320                        | Kommando der Territorialen Verteidigung | |
|                            | 3./PiBtl 1                 | Juli 1956   | Hamburg               | PzPiKp70                         | 3.PzDiv                                 | aus Einheiten des BGS hervorgegangen                                                                                            |
|                            | PiBtl 1                    | Juli 1956   | Harburg               | PiBtl 3                          | 1. GrenDiv                              | Gerät vom BGS übernommen |
| Internes Verbandsabzeichen | PiBtl 2                    | Aug 1956    | Holzminden            | PiBtl 1                          | 2.GrenDiv                               | |
|                            | PiBtl 4                    | Juli 1956   | Rosenheim             | GebPiBtl 8 / PiBtl 10            | 1.GebDiv                                | aus Grenzschutzbauabteilung (Bau) hervorgegangen PiBtl 4 wurde gesplittet in GebPiBtl 8, PiBtl 10 und PzKp110                   |
|                            | PzPiBtl 5                  | Aug 1956    | Dillingen a.d.Donau   | PiBtl 2                          | 5.PzDiv                                 | |
|                            | PzPiBtl 3                  | Juli 1956   | Schleswig             | PiBtl 6                          | 6.GrenDiv                               | |
|                            | Pionierlehrbataillon       | April 1956  | München (Funkkaserne) | PiLehrRgt                        | PiLVsuRgt 87                            | Unterstützt durch US-Engineers (MAAG-Team), bis 1981, dann Pi210 / später Pi220L, Unterstellung Pi-Schule (Prinz-Eugen-Kaserne) |

### Aufbau der Pioniertruppe 1960er-Jahren
In den ersten Jahren nach der Wiederbewaffnung erfolgte der stetige personelle Ausbau der Pionierverbände. Der Fokus des Bundesministers für Verteidigung lag allerdings mehr bei der Beschaffung von kostengünstigen Nuklearwaffen („pre-emptive strike“), Panzer (Leopard 1, HS30) und moderneren Jagdflugzeugen (F104), so dass die Pionierverbände und ihre Ausrüstung nur eine untergeordnete Rolle spielten. Ein Umdenken begann im Bundesministerium für Verteidigung erst, nachdem das NATO-Planspiel Fallex 62 für die Bundeswehr eine katastrophale Einsatzbereitschaft aufzeigte und die Zeitschrift „Der Spiegel“ über dieses berichtete.
Folgende Mängel wurden bei der Übung Fallex 62 offenkundig:
- Pionierverbände waren nicht in der Lage, Infrastrukturschäden zu beseitigen
- Fehlen an Brückengeräten, Fähren etc.
- Fehlen von einsatzbereitem Pioniergerät für Stellungsbau
- Personeller Mangel in den Verbänden (ca. 75 % des Sollwertes waren erreicht), Reservisten konnten nicht einberufen werden.[12][13]
- Fehlen von schweren Pionierverbänden
- Vorhandenes Material war veraltet und nicht voll einsatzbereit.

Nach dem Rücktritt von Franz Josef Strauß und der veränderten NATO-Strategie Massive Vergeltung zur Flexible response wurden u. a. die Pionierverbände der Bundeswehr massiv ausgebaut. Der Verteidigungsetat stieg zeitweilig von 3,4 % BIP auf über 5,3 %.
So entstanden in den 1960er-Jahren zusätzlich:
- 9 selbständige Panzerpionierkompanien
- 3 selbständige Flusspionierkompanien
- 10 schwere Pionier-Bataillone
  - 3 aktive
  - 7 nicht aktive
- 3 Pionier-Regimenter nicht aktiv

Dieser Ausbau setzte sich in den 1970er-Jahren fort und erreichte seinen Höhepunkt in den 1980er-Jahren.

### Entstehung der Flusspioniere
Die Bundesrepublik Deutschland war durch NATO-Verträge verpflichtet, die Operationsfreiheit aller auf ihrem Hoheitsgebiet eingesetzten NATO-Truppen aufrechtzuerhalten. Dabei musste in erster Linie sichergestellt werden, dass die für die Durchführung der Operationen in der rückwärtigen Kampfzone und der Verbindungszone erforderlichen Verkehrswege ständig betriebsbereit waren. Der Übergang über breite, strömungsstarke Gewässer war hier eine besondere Herausforderung.
Durch Fallex 62 wurde deutlich, dass eine wirkungsvolle Verteidigung Mitteleuropas nur möglich ist, wenn schnell und ausreichend Reserven über See- und Landverbindungen möglich sind. Aus diesem Grund wurde die territoriale Bewegungsfreiheit der NATO-Kräfte einschließlich der Bundeswehr weiter gefördert. Planspiele der NATO gingen davon aus, dass ein Angriff des Warschauer Paktes in den ersten Stunden u. a. Luftschläge gegen Infrastrukturziele, besonders Brücken und Verkehrsknotenpunkte, eine wirkungsvolle Verteidigung maßgeblich erschweren wird. Daher wurde der Ausbau der Brücken- und Flusspioniere weiter erhöht, besonders den Flusspionieren war es möglich, sich Luftangriffen durch rechtzeitiges Verlegen zu entziehen und möglichst schnell auf der gesamten Länge des Rheins Schwerpunkte zu bilden und ohne Vorbereitungszeit Übersetzoperationen durchzuführen.
Die Flusspioniere der Bundeswehr hatten ihren Ursprung in der Rhine River Patrol der US-Streitkräfte. Mit der Aufstellung der Bundeswehr wurde das Gerät, teilweise auch die Liegenschaften, von der sich in Auflösung befindlichen Rhine River Patrol an die Bundeswehr übergeben. Das deutsche Personal des Fährbetriebes wurde soweit möglich in die Bundeswehr übernommen. Anfängliche strukturelle, personelle sowie materielle Probleme sorgten allerdings dafür, dass die Einsatzbereitschaft der Flusspioniere erst Anfang der 1960er-Jahre zumindest personell gelöst wurden.
Die Flusspionierkompanien der Bundeswehr waren gemäß „Stärke- und Ausrüstungsnachweisung“ (StAN) in Auftrag, Gliederung und Personal identisch, verfügten jedoch über einen unterschiedlichen Bootspark.
Um die fehlende Übersetzkapazität in Bootsform auszugleichen, wurden den Flusspionierkompanien in Koblenz und Achim zwischenzeitlich das Hohlplattenbrückengerät übergeben. Als Antriebsmittel für die „Hohlplatte“ dienten große Motorboote. Für den Transport von Schwimmbrückengerät und Motorboote waren Lastkraftwagen „Sieben-Tonner“ mit Anhänger vorgesehen. Der Umfang des zugewiesenen „Ersatzgerätes“ war zeitweilig beträchtlich. Er betrug bis zu 300 Pontons und 30 Motorboote mit einer großen Zahl an Transportfahrzeugen. Diese Übergangsregelung dauerte bis Mitte der Sechzigerjahre.
Das von den Alliierten übernommene „Alt-Gerät“ wurde nach und nach durch Neubauten der Bundeswehr ersetzt. Die „Y-Sicherungsboote“ und die „Oberwinter-Landungsboote“ waren schon zum April 1966 außer Dienst gestellt, die alten „Mannheim-Boote“ der Typen 1951 bis 1952 wurden bis Mitte der Siebzigerjahre ausgesondert. Ebenso wurden die Sicherungsboote „Classe 33“ aus der Truppe genommen, bis auf zwei Exemplare, die den beiden Pionierregimentern des Territorialbereiches Süd und Nord zur besonderen Verwendung zugestanden wurden.
| [ 7 ] [ 18 ] | Erstbezeichnung        | Letzte Bezeichnung | Aufstellung | Standort  | Erstunterstellung | Letzte Unterstellung | Verbleib              |
| ------------ | ---------------------- | ------------------ | ----------- | --------- | ----------------- | -------------------- | --------------------- |
|              | FluPiKp731             | FluPiKp800         | April 1962  | Uesen     | sPiRgt 705        | PiKdo800             | Aufgelöst 1989        |
|              | FluPiKp732             | FluPiKp801         | 1959        | Neuwied   | sPiRgt 705        | PiKdo800             | Aufgelöst 1989        |
|              | FluPiKp (TV) 790       | FluPiKp850         | 1957        | Koblenz   | sPiRgt 717        | PiKdo850             | Aufgelöst 1989        |
|              | Pionier-Flu-Kp (TV)791 | FluPiKp851         | 1958        | Wiesbaden | sPiRgt 717        | PiKdo850             | Aufgelöst 1989        |
|              | FlußPiKp736            | ?                  | 1960        | Karlsruhe | sPiRgt 706        | ?                    | AmphPiBtl330 (Speyer) |
|              | FlussPiKp 733          | FluPiKp 832        | 1962        | Krefeld   | sPiRgt 706        | ?                    | Aufgelöst 1969        |
|              | FlussPiKp 735          | ?                  | 1960        | Wiesbaden | sPiRgt 717        | ?                    | Aufgelöst 1969        |

Mit der Aufstellung der Flusspionierkompanien in der Bundeswehr, (ab 3. Juli 1957) wurden der Pioniertruppe Spezialeinheiten zur Verfügung gestellt, die ihrer Aufgabe und Ausrüstung nach eine wertvolle Ergänzung der brückenschlagenden Pioniere darstellten.
Durch die tief greifenden Strukturveränderungen der Bundeswehr im Laufe der Jahrzehnte wurde die Anzahl der Flusspionierkompanien zunächst reduziert und im Jahre 1989 völlig aufgelöst.

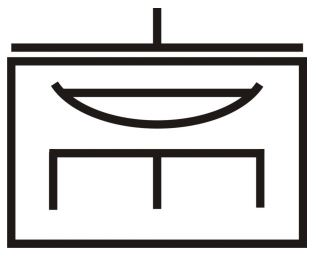
Taktisches Zeichen Flusspioniere
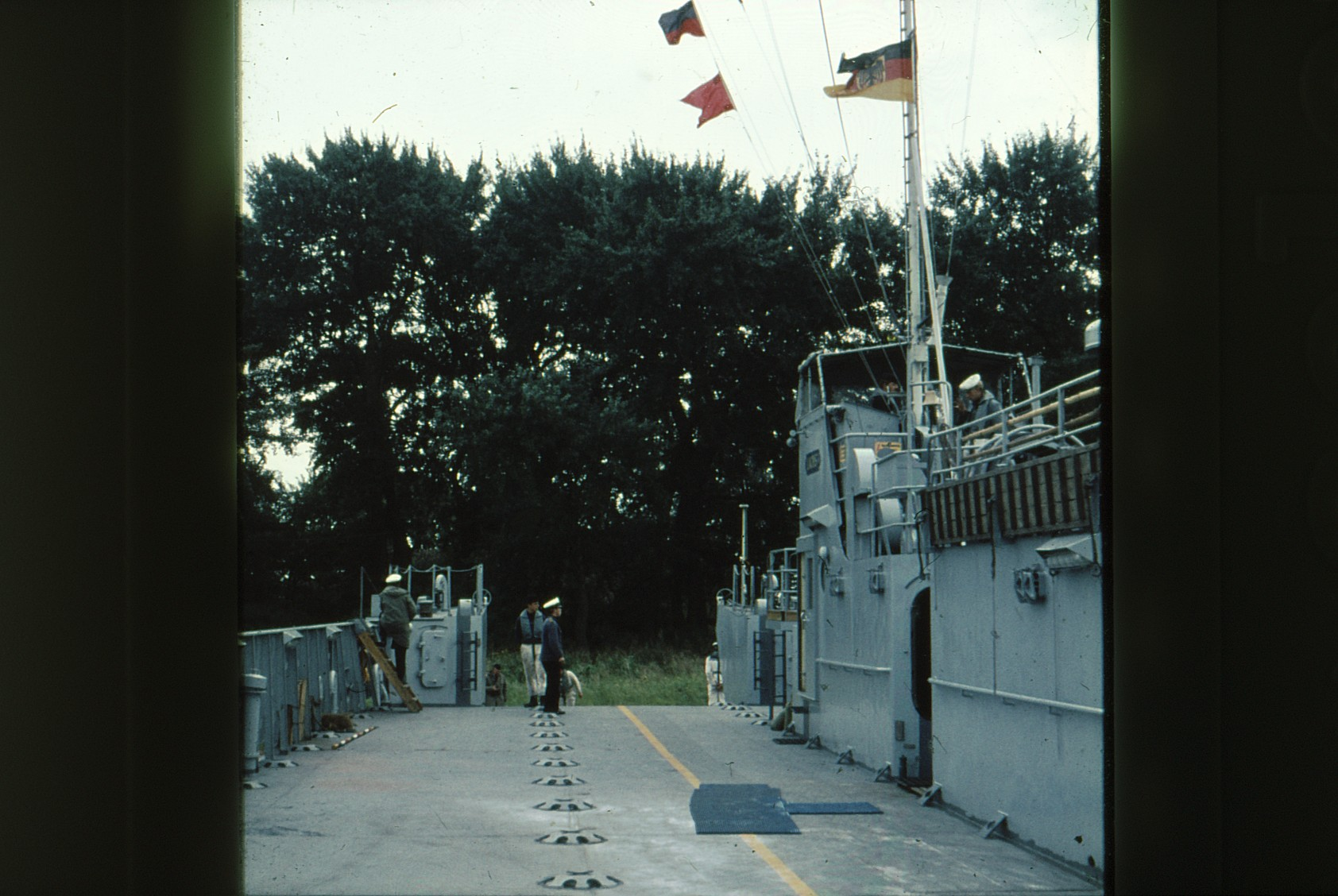
Landungsboot
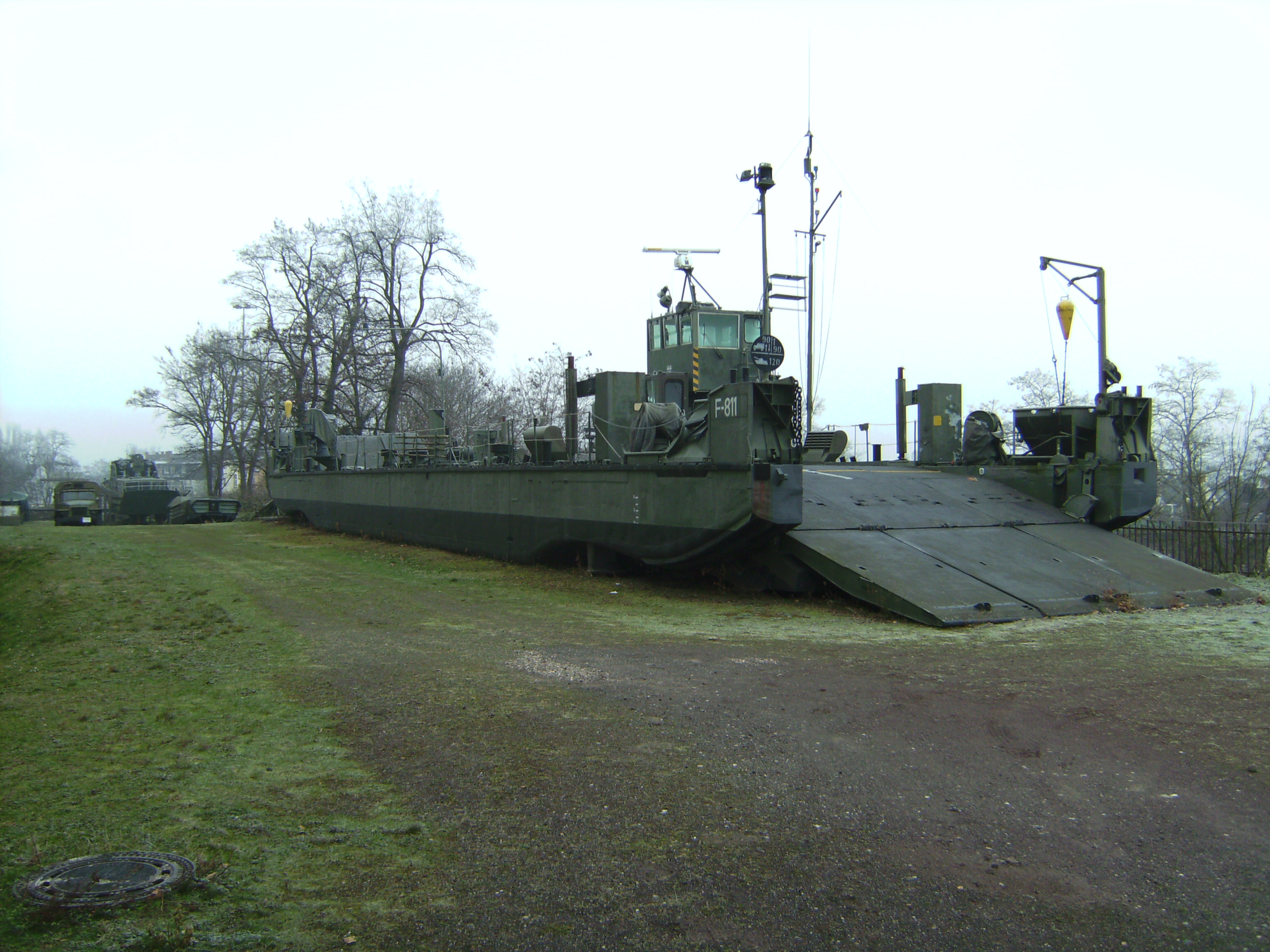
Landungsboot Typ Bodan
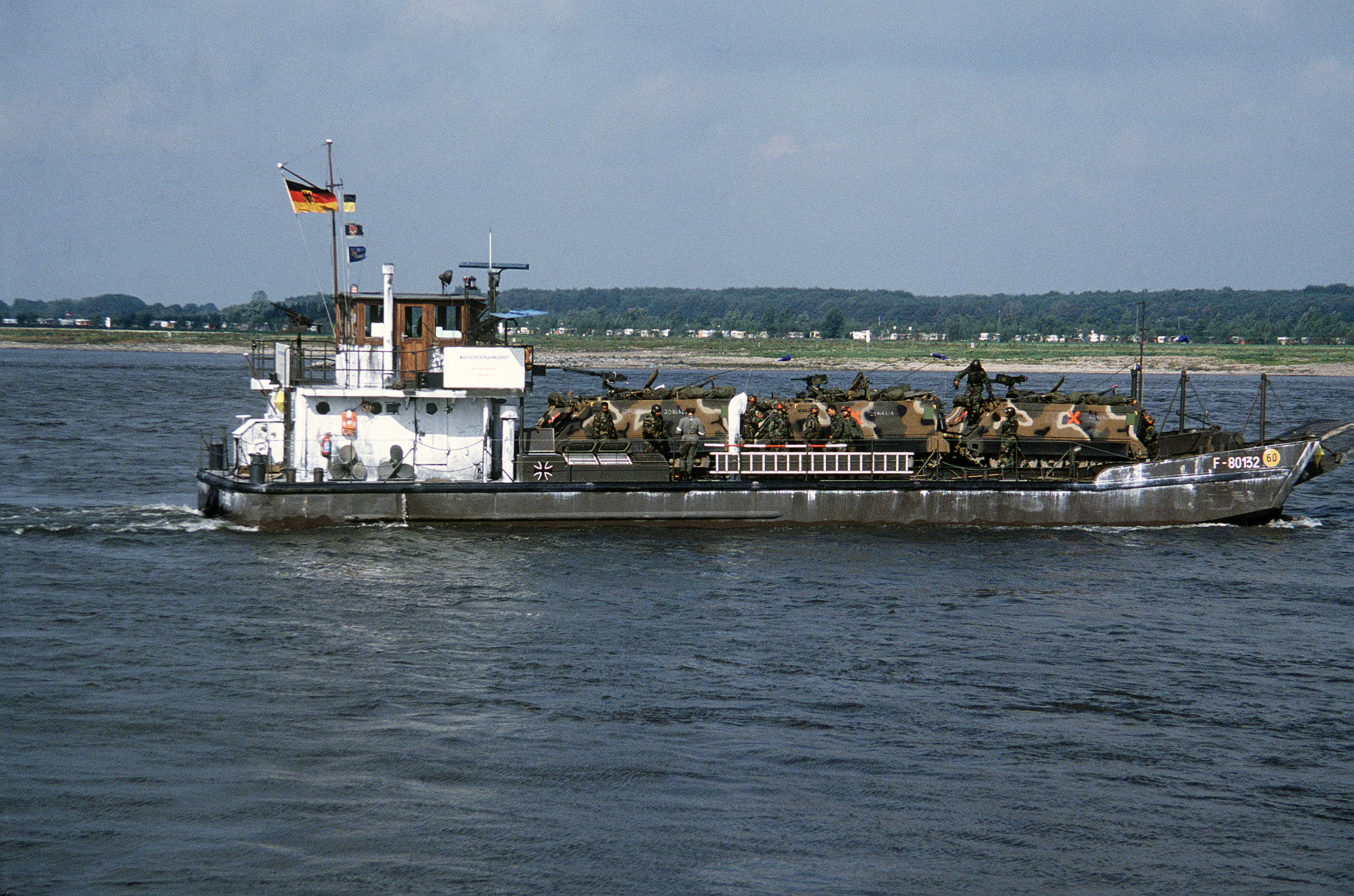
Flussfähre Mannheim 59 auf dem Rhein mit 3 M113
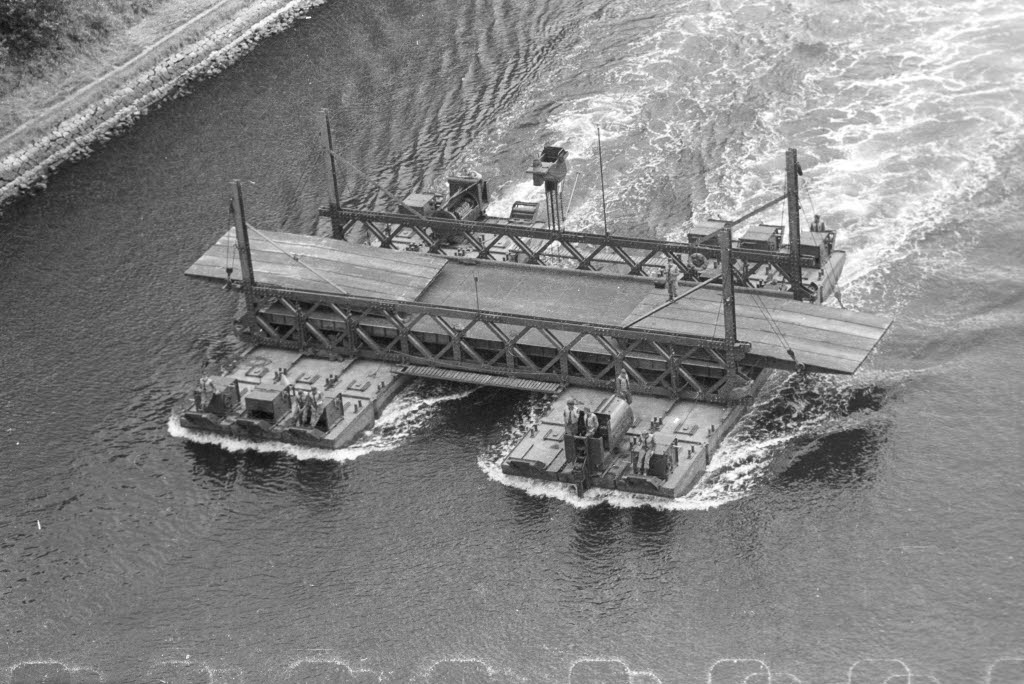
Ergänzungsmaterial der Flusspioniere (Anfangsjahre)

### Aufbau der Pioniertruppe 1970er-Jahre
Mit Auflösung des Kommandos Territoriale Verteidigung 1969 und der Neuaufstellung des Territorialheeres, was nun kein eigener Teilbereich der Bundeswehr mehr war, sondern stattdessen neben dem in die NATO-Kommandostruktur integrierten Feldheer der Teilbereich des Heeres, der auch im Verteidigungsfall weiterhin national geführt werden sollte. Fast alle nicht aktiven Pionierverbände befanden sich seither im Territorialheer, wo die Aufgabe der Pionierverbände bestand, im rückwärtigen Bereich die Bewegungsfreiheit unter jeder Tages- und Nachtzeit und unter allen Wetterbedingungen sicherzustellen. Dazu gehörten u. a. der Auf-/Neubau von Brücken über wichtige Flussübergänge, das Vorbereiten von Stellungen, Sperren von Geländehindernissen mit Draht, Panzersperren oder Minensperren, Ausbessern von Straßenverbindung, Sicherstellung der Wasseraufbereitung und Vorbereitung von Brückensprengungen.
In den 1970er-Jahren wurde die Erstausrüstung der aktiven Pionierverbände des Feldheeres durch modernes Gerät ersetzt; so wurde u. a. folgendes Gerät beschafft:
- Amphibischen Brücken M2 „Alligator“ 114 Exemplare
- Brückenlegepanzer Biber 105 Exemplare
- M113 G3 GE
- Pionierpanzer 1 36 Exemplare
- Lkw 2 t tmil gl (4×4) Mercedes-Benz Unimog U 1300 L
- Lkw 5 t mil gl/glw (4×4) MAN Kat I
- Lkw 7 t mil gl/glw (6×6) MAN Kat I
- Lkw 5 t tmil (4×2) und (4×4) Mercedes-Benz L 1017/1017 A
- Transportpanzer Fuchs
- Feldarbeitsgerät (FAG) 2,5 t gl (4×4) Ahlmann AS 12 B 500 Exemplare
- Radplaniergerät gl (4×4) Zettelmeyer ZD 3000 160 Exemplare
- Mehrzweck-Anhänger 15 t u. a. für Brückengerät Biber
- Anhänger Faltschwimmbrücke
- Faltschwimmbrücken-System (FSB) ca. 1620 m[23]
- Sprengschachtfertiger/Erdbohrgeäte B3A
- Panzerabwehrverlegemine DM21
- Panzerabwehrwurfmine AT1

| Neuaufgestellte Verbände (ohne Umgliederung) | Anzahl |
| -------------------------------------------- | ------ |
| Pionierspezialsperrkompanie                  | 4      |
| Pionierbohrzug                               | 3      |
| Luftlandepionierkompanie                     | 1      |
| Schwimmbrückenbataillon                      | 4 n.A  |
| Panzerpionierkompanien                       | 4      |
| Pionierkommando (Brigade)                    | 2      |
| Pionierregiment                              | 3 n.A  |
| AmphPiBtl                                    | 3      |
| AmphPikp                                     | 1      |

### Entstehung der Amphibischen Pioniere
Anfang der 1970er-Jahre wurden die Amphibischen Einheiten in Bataillone zusammengefasst und in den Pionierkommandos der Korps konzentriert. Es waren die 5. Kompanie der Divisionspionierbataillone und die selbständigen amphibische Kompanien. In Schleswig-Holstein wurde die 5./PiBtl 6 ausgegliedert, in AmphPiKp 601 umbenannt und dem PiBtl 6 unterstellt. Die Bataillone und Kompanie waren mit amphibischen Brücken- und Übersetzfahrzeugen M2 „Alligator“, Sturmbooten, schweren Motorbooten, Radplaniergeräten und Faltstraßengerät ausgestattet. Die einzelnen Bataillone verfügten somit über eine Kapazität von 183 Meter Schwimmbrücke mit der Militärischen Lastenklasse (MLC) 60 (54,4 t Tragfähigkeit), die ausreichend war, um den Brückenlegepanzer M48 aufzunehmen, der damals das schwerste Fahrzeug der Bundeswehr darstellte. Mit der amphibischen Brücke M2 „Alligator“ waren die amphibische Pioniere in der Lage, auf dem gesamten bundesdeutschen Gebiet schnell und flexibel Verteidigungs- und Angriffsoperationen zu unterstützen. Dabei konnte ohne Vorbereitungszeit ein Flussfährbetrieb oder wahlweise ein Brückenbetrieb aufgenommen werden.
Mit Einnahme der Heeresstruktur IV wurde eine weitere, 5. Kompanie, als Geräteeinheit aufgestellt (die 5./AmphPiBtl 230 war aktiv) und die AmphPiKp 601 in AmphPiKp 600 umbenannt. Nach 22 Jahren endete die Geschichte der Amphibischen Pionierbataillone. 1993 wurden alle Amphibischen Pionierbataillone in Pionierbrückenbataillone umgegliedert und umbenannt, die AmphPiKp 600 wurde aufgelöst.
| [ 7 ] [ 18 ] | Erstbezeichnung | Letzte Bezeichnung | Aufstellung | Standort   | Erstunterstellung                                         | Letzte Unterstellung | Verbleib                                                                                   |
| ------------ | --------------- | ------------------ | ----------- | ---------- | --------------------------------------------------------- | -------------------- | ------------------------------------------------------------------------------------------ |
|              | AmphPiBtl 130   | PzPiBtl 130        | 1972        | Minden     | 5./PiBtl1, 5./PiBtl3, 5./PiBtl7, 5./PiBtl11,              | PiKdo1               | umgegliedert in PzPiBtl 130 aktiv, Reduziert auf 30 amphibischen Brücken M3 in 2 Kompanien |
|              | AmphPiBtl 230   | sPiLehrBtl 230     | 1970        | Ingolstadt | 5./PiBtl 10, 5./PiBtl 4, und der AmphPi(L)Kp 201          | PiKdo2               | Aufgelöst 2002                                                                             |
|              | AmphPiBtl 330   | SpPiBtl 464        | 1970        | Speyer     | 5./PiBtl 2, 5./PiBtl 5, FlußpiKp 736 und der AmphPiKp 301 | PiKdo3               | de facto 2003 als Schweres Pionierbataillon 330 Aufgelöst, offiziell 2015 als SpPiBtl 464  |
|              | sSchBrKp733     | AmphPiKp 600       | 1971        | Plön       | 5./PiBtl 6                                                | PiBtl6               | Aufgelöst 1993                                                                             |

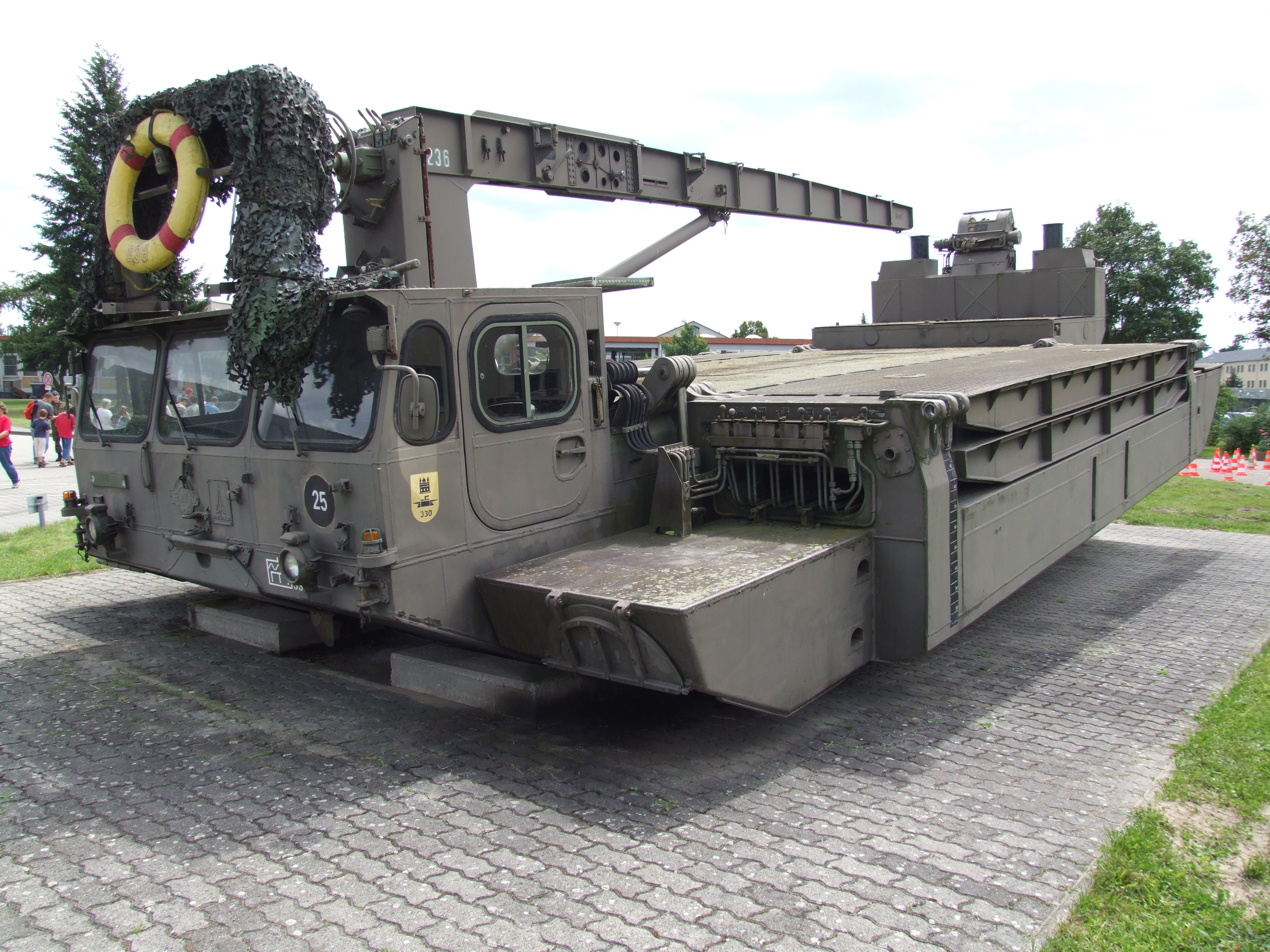
Amphibisches Brücken- und Übersetzfahrzeug M2 „Alligator“
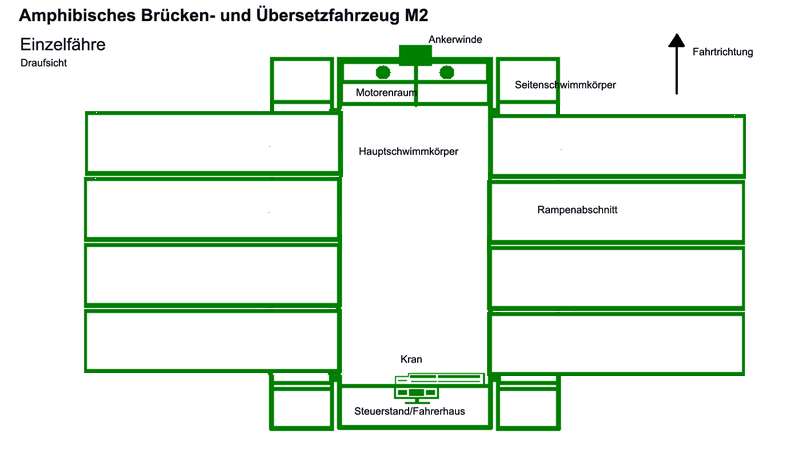
Einfachfähre
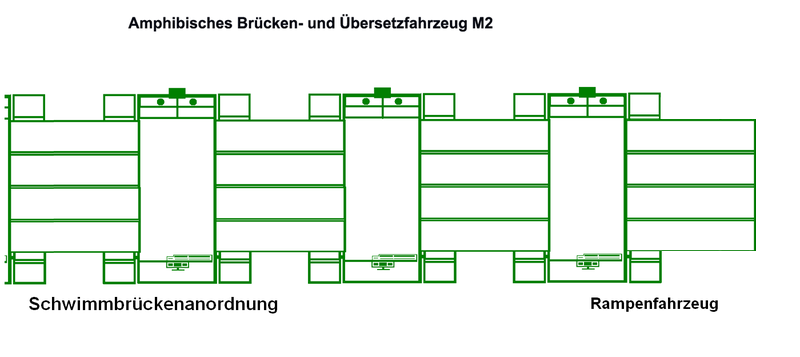
Brückenanordnung. Rechts Fahrzeug mit Auffahrrampe
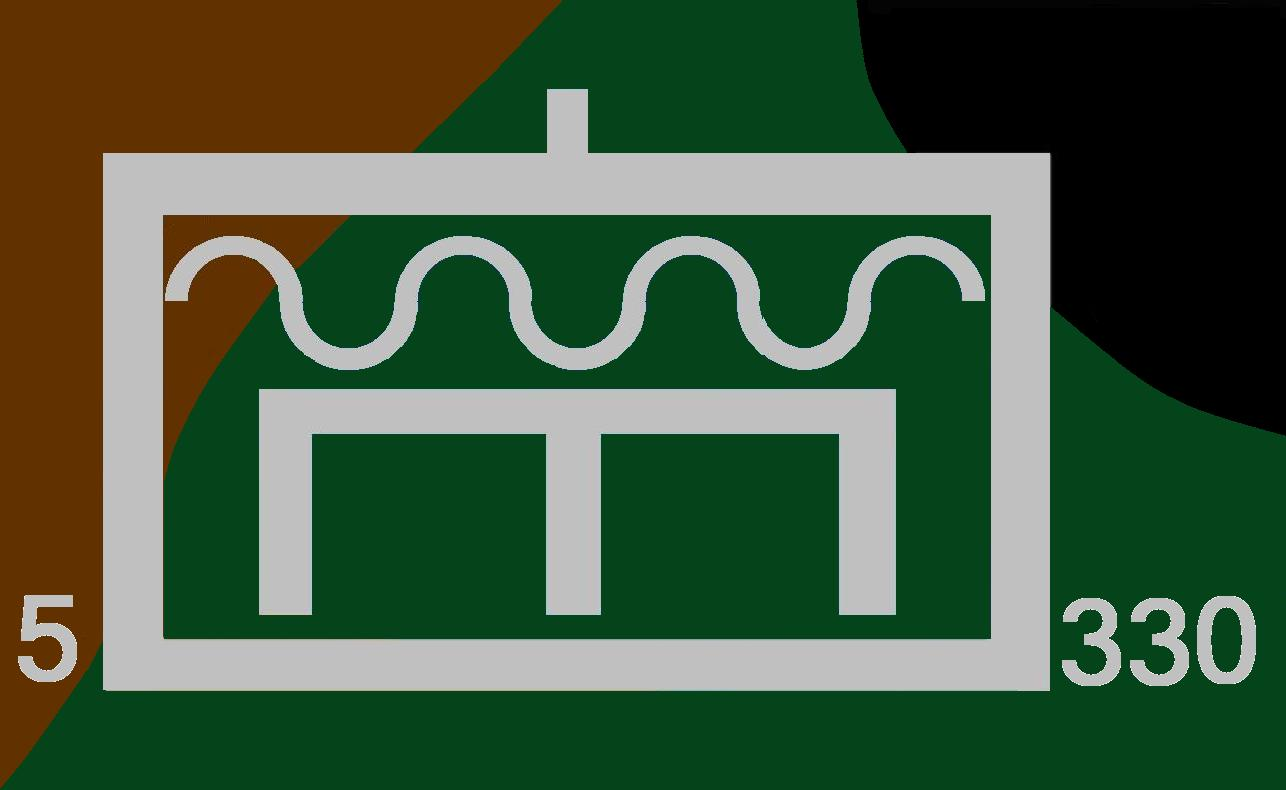
Taktisches Zeichen Amphibische Pioniere

### Aufbau der Pioniertruppe 1980er-Jahre
In den 1980er-Jahren zeichnete sich der weitere Auf- und Ausbau der Pionierverbände fort. Mit der Einnahme der Heeresstruktur IV erreichten die Pionierverbände des Feld- und Territorialheeres ihren größten Aufwuchs.
Die Sperrfähigkeit sowie die Verlegezeit von Minensperren wurden in den 1980er-Jahren durch Mechanisierung und Automatisierung enorm gesteigert, durch die Einführung der Systeme:
- Minenwerfer Skorpion M 548 G A1 (Wurfmine AT2 600 Minen pro Fahrzeug) 300 Exemplare
- Minenverlegesystem 85 (Panzerabwehrverlegemine DM31 420 Minen pro Fahrzeug) 282 Exemplare
- S-Draht Verlegeanhänger
- DM12 Panzerabwehrrichtmine (PARM)

Gliederung des Feldheeres

war es möglich, Minensperren von 1500 m Länge in 15 min anzulegen (Skorpion) bzw. in 2 Std. offen / 4 Std. verdecktes Verlegen mit dem Minenverlegesystem M85
Folgendes Großgerät wurde in die Pionierverbände ergänzt:
- Pionierpanzer Dachs 140 Exemplare
- Lkw 15 t mil gl BR (8×8)
- Überschnee-Transportfahrzeug BV 206 D (nur GebPi-Verbände)

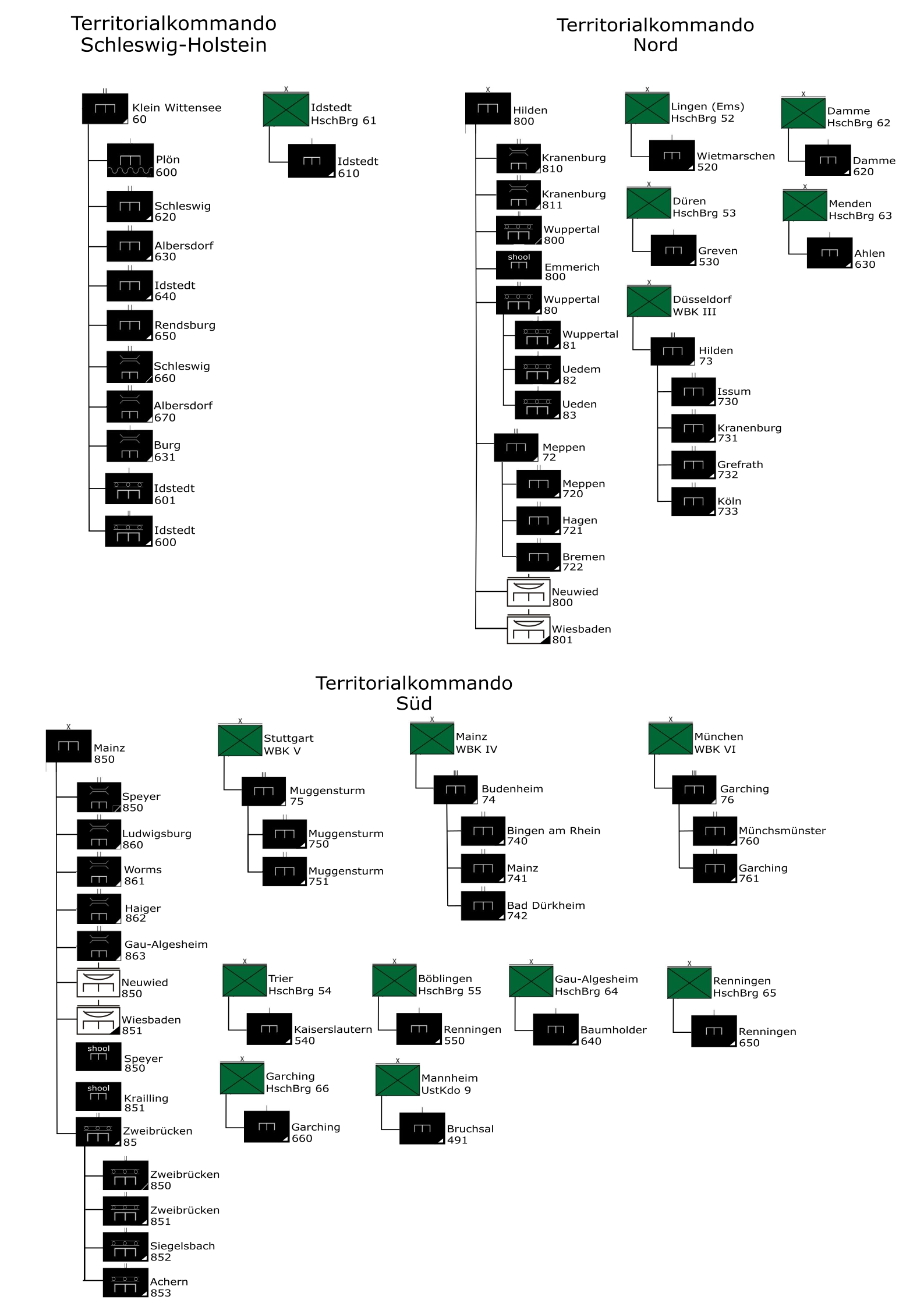
Gliederung der Pionierverbände im Territorialheer um 1989

- Gliederung der Pionierverbände im Territorialheer um 1989Faltstraßengerät MAN Kat I A1 30.360 VFAEG 137 Exemplare

| [ 7 ] | Verbandsart                 | Feldheer aktiv / t.A | Feldheer n.A | Territorialheer aktiv / t.A | Territorialheer n.A | Gesamt |
| ----- | --------------------------- | -------------------- | ------------ | --------------------------- | ------------------- | ------ |
|       | Panzerpionierbataillon      | 0                    | 0            | 0                           | 0                   | 0      |
|       | Panzerpionierkompanien      | 33                   | 0            | 0                           | 0                   | 33     |
|       | Pionierregiment             | 0                    | 0            | 0                           | 8                   | 8      |
|       | Pionierbataillon            | 16                   | 3            | 0                           | 18                  | 37     |
|       | Pionierkompanien            | 1                    | 0            | 0                           | 11                  | 12     |
|       | Gebirgspionierbataillon     | 1                    | 0            | 0                           | 0                   | 1      |
|       | Gebirgspionierkompanie      | 1                    | 0            | 0                           | 0                   | 1      |
|       | Schwimmbrückenbataillon     | 0                    | 5            | 2                           | 9                   | 16     |
|       | Schwimmbrückenkompanien     | 0                    | 0            | 0                           | 2                   | 2      |
|       | AmphPiBtl                   | 3                    | 0            | 0                           | 0                   | 3      |
|       | AmphPikp                    | 0                    | 0            | 1                           | 0                   | 1      |
|       | Flusspionierkompanien       | 0                    | 0            | 2                           | 2                   | 4      |
|       | Pipelinepionierregiment     | 0                    | 0            | 2                           | 0                   | 2      |
|       | Pipelinepionierbataillon    | 0                    | 0            | 3                           | 5                   | 8      |
|       | Pipelinepionierkompanien    | 0                    | 0            | 2                           | 0                   | 2      |
|       | Luftlandepionierkompanie    | 3                    | 0            | 0                           | 0                   | 3      |
|       | Pionierbrigaden             | 3                    | 0            | 2                           | 0                   | 5      |
|       | Pionierspezialsperrkompanie | 0                    | 0            | 4                           | 0                   | 4      |
|       | Pionierbohrzug              | 0                    | 0            | 3                           | 0                   | 3      |

### Einsatzfähigkeit aller Pionierverbände
In den 1980er-Jahren wurde der Verteidigungshaushalt durch den NATO-Doppelbeschluss und die Stationierung von SS-20 Raketen in der DDR nochmals gesteigert, so war der Realanstieg von 1970 bis 1980 bei etwa 21 %.
Die Pionierverbände des Feld- und Territorialheeres wurden im ersten Drittel der 1980er-Jahre modernisiert und materiell voll aufgestellt. Ein Mangel an länger dienenden Unteroffizieren und Offizieren konnte auch in den 1980er-Jahren in den Pionierverbänden nicht beseitigt werden.
Dennoch wurde der Bundeswehr und ihren Pionierverbänden bei der NATO-REFORGER „FTX/CPX – Certain Strike“ die Bestnote „Zum Angriff voll geeignet“ zugesprochen. Dies spiegelte sich auch in der militärischen Beurteilung der Bundeswehr durch die CIA wider, wo es wörtlich heißt:
„The Bundeswehr-the West German Federal Armed Forces- is the most effective European national contingent in NATO. Bundeswehr components are defensively oriented and conceptually a part of the NATO military command structure. Despite continuing implementation of equiqment modernization programs during the next five years, military leaders will be hard pressed to maintain current levels of readiness. In terms of both size and capability, the West German Army is a bulwark of NATO's defense....“
„Die Bundeswehr – die westdeutsche Bundeswehr – ist die effektivste europäische Nationalstreitmacht in der NATO. Die Komponenten der Bundeswehr sind defensiv orientiert und konzeptionell Teil der militärischen Kommandostruktur der NATO. Trotz der fortgesetzten Umsetzung von Modernisierungsprogrammen für Ausrüstungen in den nächsten fünf Jahren wird es den Militärführern schwer fallen, die derzeitige Bereitschaft aufrechtzuerhalten. In Bezug auf Größe und Leistungsfähigkeit ist die Bundeswehr ein Bollwerk der NATO-Verteidigung ....“
Die Lagebeurteilung der NVA stellte in den 1980er-Jahren fest, dass ein Angriff auf Westdeutschland und der notwendige Durchbruch in Stoßrichtung Hamburg nur noch möglich sei, wenn die NATO-Verbände überrascht und massiv mit Kernwaffenschlägen besonders gegenüber die 6. Panzergrenadierdivision (allg. I. Korps) erreicht werden können.
Des Weiteren wurde prognostiziert, dass wenn die NATO-Verbände einschließlich der Bundeswehr eine 48-stündige Vorwarnzeit haben, die Bundeswehr ihre Truppenstärke durch Mobilmachung verdreifacht (1,2 Mio.) und vorbereitete Sperren (Trichtersperren, Baumsperren, Fallkörpersperren, präparierte Brücken und Steckkörpersperren) entlang des vorderen Rands der Verteidigung (VRV) und des gesamten Bundesgebietes auslösen wird, so dass ein schneller Vorstoß zum Rhein nicht mehr bzw. nur unter hohen Verlusten möglich sei.
Eine Besonderheit waren die Pipelinepioniere, die es so bisher nicht in Deutschland gegeben hatte. Ihre Hauptaufgabe war die Einrichtung und der Betrieb der NATO-Pipeline, die im Kalten Krieg das Rückgrat der Kraftstofffolgeversorgung der in Westeuropa operierenden NATO-Verbände darstellte. Erster größerer Einsatz für die Pioniere war die Flutkatastrophe 1962 in Hamburg. Ihre Sturm- und Schlauchboote erwiesen sich als besonders hilfreich. Hilfs- und Katastropheneinsätze sollten wichtiger Teil des Aufgabenspektrums der Pioniere bleiben. Teile der Pioniertruppe wurden nach Erdbeben beispielsweise 1976 im Friaul und 1980 in Süditalien eingesetzt, 1975 bei der Waldbrandkatastrophe in der Lüneburger Heide und 1979 bei der Schneekatastrophe in Schleswig-Holstein. Nach Ende des Kalten Krieges wurden die territorialen Aufgaben der Pioniere (vgl. Wallmeistertrupps) größtenteils aufgegeben und die Unterstützung der deutschen Panzertruppen, beispielsweise die Anlage von Sperren, der Bau von Schnellbrücken und Feldbefestigungen, trat in den Hintergrund. Pioniere leisten in Auslandseinsätzen heute vor allem Beiträge zum Wiederaufbau kriegszerstörter Infrastruktur, zur Beräumung von ehemaligen Kriegsgebieten, sowie zum Bau und Betrieb von Feldlagern im Einsatzland.
Siehe auch:
- Pionierkommando 1
- Pionierkommando 2
- Pionierkommando 3
- Pionierkommando 800
- Pionierkommando 850
- Geschichte der Truppengattung

## Ausbildung
Zentrale Ausbildungseinrichtung ist die Pionierschule in Ingolstadt. Für die Weiterentwicklung der Truppengattung ist seit Juni 2013 das Amt für Heeresentwicklung zuständig. Die Truppenschule ist zentrale Ausbildungseinrichtung für Pioniere des Heeres und der Streitkräftebasis. Der Leiter der Schule ist gleichzeitig General der Pioniertruppe. Dieser ist für die Ausbildung der Pioniertruppe in besonderer Weise verantwortlich. Spezialpionierkräfte der Streitkräftebasis werden zusätzlich bei der Logistikschule der Bundeswehr in Garlstedt/Oldenburg i. H. in ihren Fachgebieten aus-, weitergebildet und in Übung gehalten. Mitte 2012 übernahm die Pioniertruppe des Heeres alle Aufgaben der Kampfmittelabwehr. Zentrale Ausbildungseinrichtung ist die Kampfmittelabwehrschule in Stetten am kalten Markt, die der Pionierschule unterstellt ist.

## Organisation

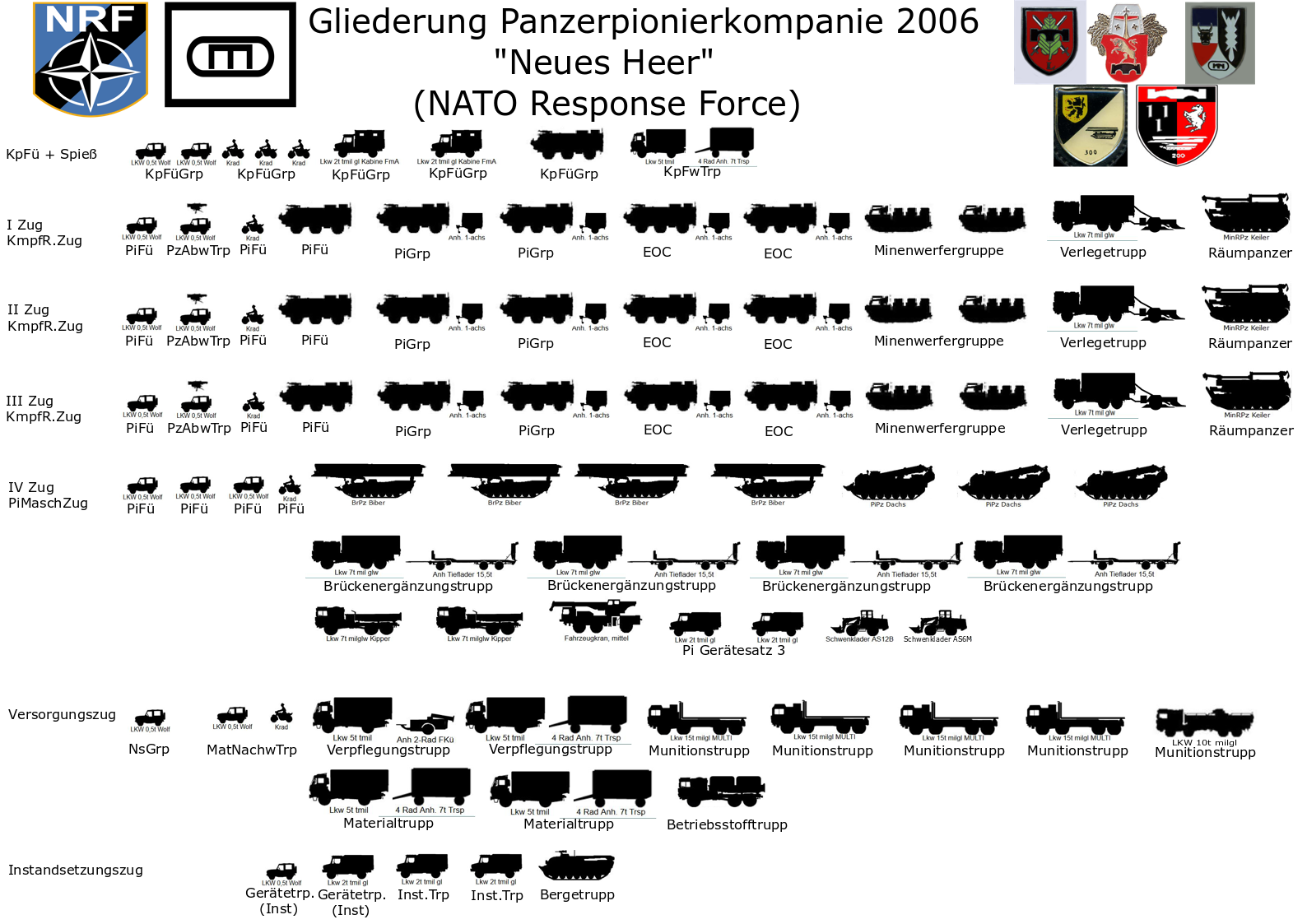
Gliederung einer Selbständigen Panzerpionierkompanie in der Heeresgliederung „Neues Heer“

### Einordnung
Die deutschen Pioniere bilden im Heer und in der Streitkräftebasis der Bundeswehr eine eigene Truppengattung. Im Heer zählen sie zu den Kampfunterstützungstruppen. Luftwaffe und Marine teilen ihre Teilstreitkräfte nicht in Truppengattungen ein. Entsprechend existiert dort keine Pioniertruppe im engeren Sinn. Zur Startbahninstandsetzung sind aber auch bei der Luftwaffe Pionierkräfte aufgestellt. Diese zählen zum Dienstbereich Objektschutz (6. Staffel Objektschutzregiment der Luftwaffe). Bei der Marine waren ebenfalls im kleineren Umfang eigene Pionierkräfte aufgestellt. Aufgabe war beispielsweise das Schaffen einer baulichen Voraussetzung für Landungsoperationen. Sie zählten zur amphibischen Gruppe der Marine.
Entsprechend den unterschiedlichen Fähigkeiten der Pioniertruppe zur Kampfunterstützung der verschiedenen Kampftruppen werden die Pionierkräfte der Bundeswehr in mechanisierte Panzerpioniere, Luftlandepioniere, Gebirgspioniere und Brückenpioniere sowie Spezialpioniere unterteilt. Die Bezeichnungen für Truppenteile, die sich vorrangig aus den oben genannten Pioniertypen zusammensetzen, lehnen sich an diesen Bezeichnungen an: Panzerpionierkompanie, Luftlandepionierkompanie, Flusspionierbataillon, Brückenbataillon, Spezialpionierbataillon usw. Als schwere Pioniere werden Bataillone bezeichnet, die über besonders schweres Gerät verfügen, beispielsweise Schwimmbrücken und amphibische Übersetzmittel verfügen.
Luftlandepioniere sind leicht ausgerüstete Verbände, die mit ihrem Gerät durch Luftfahrzeuge an den Einsatzort verbracht werden können. Gebirgspioniere sind durch ihre Ausrüstung befähigt, die Gebirgstruppe im Stellungsbau im Hochgebirge und durch Anlegen von Sperren im Gebirge zu unterstützen.
Daneben gibt es Spezialpioniere mit besonderen logistischen Aufträgen wie der Errichtung und Betrieb von Feldlagern sowie Pipelinepioniere, um in Krisen- und Kriegszeiten das NATO-Pipeline-System in Deutschland und Feldtanklager zur Kraftstoffversorgung eingesetzter Truppen im Auslandseinsatz zu errichten und betreiben.
Als Sperrpioniere bezeichnet man Pioniere, die hauptsächlich mit dem Bau von Sperren, insbesondere Minenlegen, beauftragt sind.
Ferner gab es in der Zeit des Kalten Krieges weitere Spezialisierungen, die heute häufig nicht mehr explizit zum Fähigkeitsspektrum der Bundeswehr zählen. Eisenbahnpioniere waren zur Wiederherstellung und Betrieb von Eisenbahnanlagen befähigt. Flusspioniere ermöglichten Truppen die Querung von größeren Gewässern mittels Fähren. Im Territorialheer bestanden in Truppstärke Wallmeister zur Auslösung vorbereiteter Brückensprengungen sowie zur Aktivierung sonstiger Sperren im Verteidigungsfall.
In der Luftwaffe gab es bei jedem fliegenden Verband eine Startbahninstandsetzungsstaffel zur Flugverkehrsflächeninstandsetzung. Gleichzeitig wurden Luftwaffenpionierkräfte für die Flugverkehrsflächeninstandsetzung für militärische Flugplätze, die von NATO-Nationen genutzt wurden, vorgehalten (Wartime Host Nation Support).
Zur Anlage kleinerer Sperren und zur Durchführung kleinerer Sprengungen sowie zum Bau von einfachen Feldstellungen mittels Schanzzeug und Erdarbeitsgeräten (EAG LKW mit Baggerlöffel – die allerdings nur bedingt in bewaldetem Gelände eingesetzt werden können) sind in beschränktem Maß alle Kampftruppen der Bundeswehr befähigt.
Sturmpioniere mit vor allem infanteristischen Aufgaben wurden in der Bundeswehr nicht mehr aufgestellt. Deren Aufgaben wurden von Beginn an durch eine erweiterte Ausbildung der Infanterie durch eine Sprengausbildung und entsprechende Ausstattung mit Sprengmitteln übernommen.

### Truppenteile

#### Aktive Truppenteile im Heer
Die Pioniertruppe umfasst folgende Truppenteile im Heer:
|                            | Bezeichnung                                    | Ort                     | Verband                      | Bemerkung                                                                           |  |
| Bataillone                 | Bataillone                                     | Bataillone              | Bataillone                   | Bataillone                                                                          |  |
| -------------------------- | ---------------------------------------------- | ----------------------- | ---------------------------- | ----------------------------------------------------------------------------------- |  |
| Internes Verbandsabzeichen | Panzerpionierbataillon 1                       | Holzminden              | Panzerbrigade 21             |                                                                                     |  |
| Internes Verbandsabzeichen | Panzerpionierbataillon 4                       | Bogen                   | 10. Panzerdivision           | Bis März 2024 Teil der Panzerbrigade 12                                             |  |
| Internes Verbandsabzeichen | Gebirgspionierbataillon 8                      | Ingolstadt              | 10. Panzerdivision           | Bis März 2024 Teil der Gebirgsjägerbrigade 23                                       |  |
| Internes Verbandsabzeichen | Deutsch/Britisches Pionierbrückenbataillon 130 | Minden                  | Panzerlehrbrigade 9          | Integration des 23 Amphibious Engineer Squadron der British Army am selben Standort |  |
| Internes Verbandsabzeichen | Panzerpionierbataillon 701                     | Gera                    | Panzergrenadierbrigade 37    |                                                                                     |  |
| Internes Verbandsabzeichen | Panzerpionierbataillon 803                     | Havelberg               | Panzergrenadierbrigade 41    |                                                                                     |  |
| Selbstständige Kompanien   |                                                |                         |                              |                                                                                     |  |
|                            | Gebirgspionierkompanie 23                      | Ingolstadt              | Gebirgsjägerbrigade 23       | Neuaufstellung 1 April 2024 nach Ausscheiden des Gebirgspionierbataillon 8          |  |
| Internes Verbandsabzeichen | Luftlandepionierkompanie 260                   | Saarlouis               | Luftlandebrigade 1           |                                                                                     |  |
| Internes Verbandsabzeichen | Luftlandepionierkompanie 270                   | Seedorf                 | Luftlandebrigade 1           |                                                                                     |  |
| Internes Verbandsabzeichen | Panzerpionierkompanie 550                      | Stetten am kalten Markt | Deutsch-Französische Brigade |                                                                                     |  |

#### Nicht aktive Truppenteile im Heer
Ergänzungstruppenteile sind nicht aktive Bataillone, die hauptsächlich aus Reservisten bestehen. Die Bataillone verfügen z. Z. über kein eigenes Großgerät, sondern sind dazu auf Großgerät ihrer Couleurtruppenteile angewiesen. Zukünftig werden die Pionierbataillone nach und nach mit Gerät ausgestattet. Es existieren ein nichtaktives und ein teilaktives Pionierbataillon:
|                            | Bezeichnung                   | Ort        | Großverband        | Bemerkungen                                                         |
| -------------------------- | ----------------------------- | ---------- | ------------------ | ------------------------------------------------------------------- |
| Internes Verbandsabzeichen | Schweres Pionierbataillon 901 | Havelberg  | 1. Panzerdivision  | Teil Aktiv (3 Kompanien aktiv in Havelberg, Minden und Bogen)       |
| Internes Verbandsabzeichen | Pionierbataillon 9051         | Ingolstadt | 10. Panzerdivision | nichtaktiv Couleur: Gebirgspionierbataillon 8 (Fahrzeuge im Zulauf) |

1 vereinzelt als Gebirgspionierbataillon 905 bezeichnet
Im Rahmen der zivil-militärischen Zusammenarbeit wurden/werden ZMZ-Stützpunkte an allen sechs Standorten der Pionierbataillone eingerichtet. Dort werden besondere pioniertechnische Gerätschaften vorgehalten.

#### Truppenteile in der Streitkräftebasis
Die beiden Spezialpionierbataillone (SpezPiBtl) 164 und 464 gehörten nicht zu den allgemeinen Heerespionieren, sondern waren Verbände im Logistikkommando der Bundeswehr und gehörten damit zur Streitkräftebasis. Sie waren die einzigen beiden Bataillone der Bundeswehr, die in der Lage waren, Feldlager aufzubauen und zu betreiben. Auch die Wasserversorgung gehörte zu ihrem Aufgabenspektrum.
Das Spezialpionierbataillon 464 wurde mittlerweile aufgelöst. Im Gegenzug hat das Spezialpionierbataillon 164 einen Aufwuchs um sechs zusätzliche Feldlagerbau- und Feldlagerbetriebszüge erfahren und wurde zum Spezialpionierregiment 164 umfirmiert.
Das Regiment beinhaltet weiterhin eine Pipelinepionierkompanie, die ein Feldtanklager z. B. in Masar-e Scharif bauen und betreiben kann. Dazu ist jeweils mindestens eine halbe Zugstärke der insgesamt drei Züge erforderlich.
Bei Auslandseinsätzen der Bundeswehr besitzen die Feldlager jeweils zwei Pionierkompanien. Darunter die Feldlagerbetriebskompanie, die die Wasserversorgung und den Infrastrukturbetrieb im Feldlager übernimmt und zusammen mit der ABC-Abwehrtruppe und der Einsatzkompanie aufgestellt wird.
Dem Logistikkommando der Bundeswehr unterstehen:
|                            | Bezeichnung                | Ort   | Bemerkungen |
| -------------------------- | -------------------------- | ----- | ----------- |
| Internes Verbandsabzeichen | Spezialpionierregiment 164 | Husum |             |

Im Rahmen der Zivil-Militärischen Zusammenarbeit wurden ZMZ-Stützpunkte eingerichtet. Folgende Truppenteile der Streitkräftebasis verfügen über besondere pioniertechnische Gerätschaften für die ZMZ-Stützpunkte in Husum und Speyer:
- Husum, beim Spezialpionierregiment 164

## Ausrüstung

### Großgerät

#### Minenverlegesystem 85 und Panzerabwehrverlegemine DM31

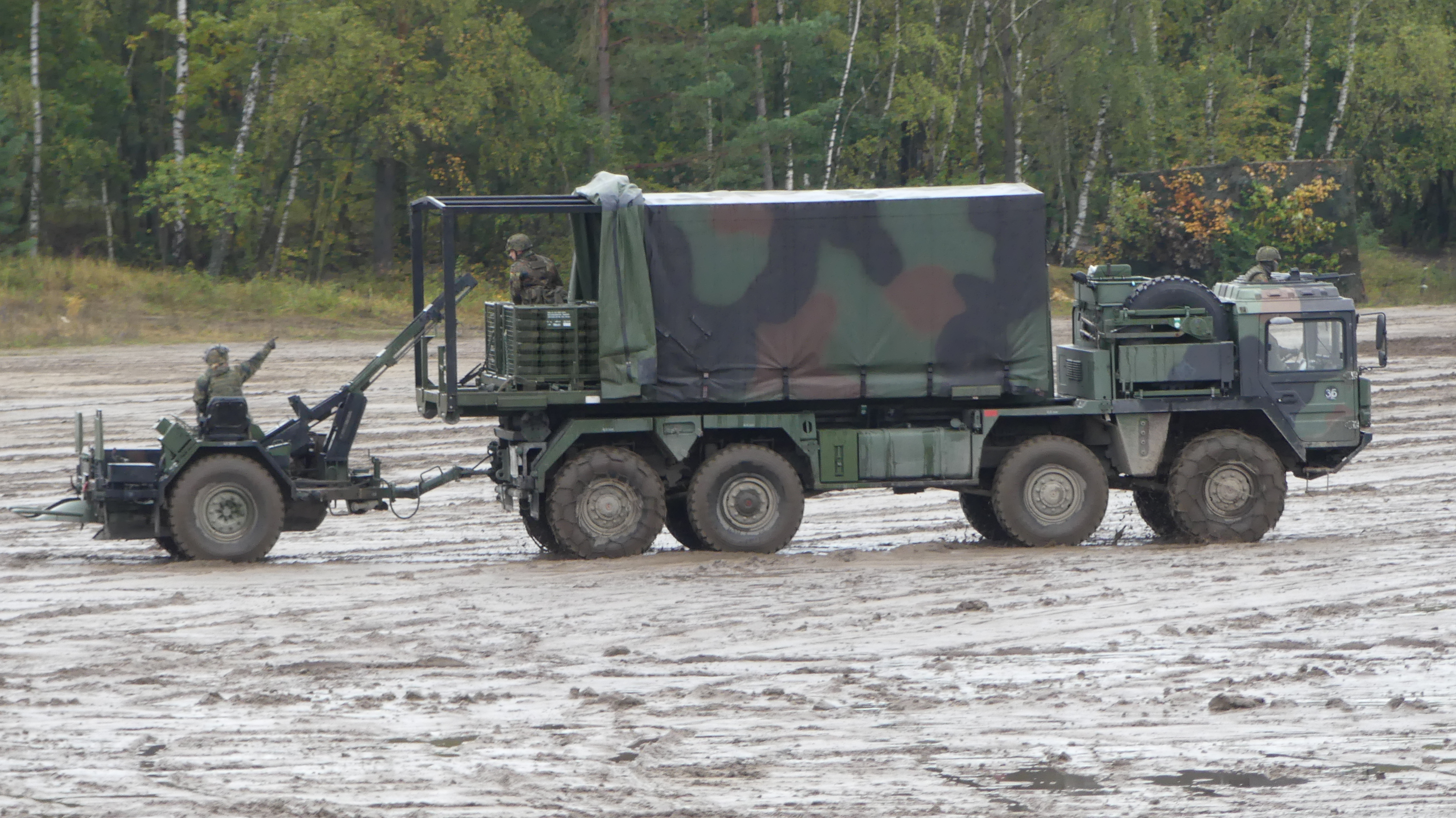
Minenverleger M85 mit MAN 15to Multi als Zugmaschine, hier bei einer Informationslehrübung (ILÜ)

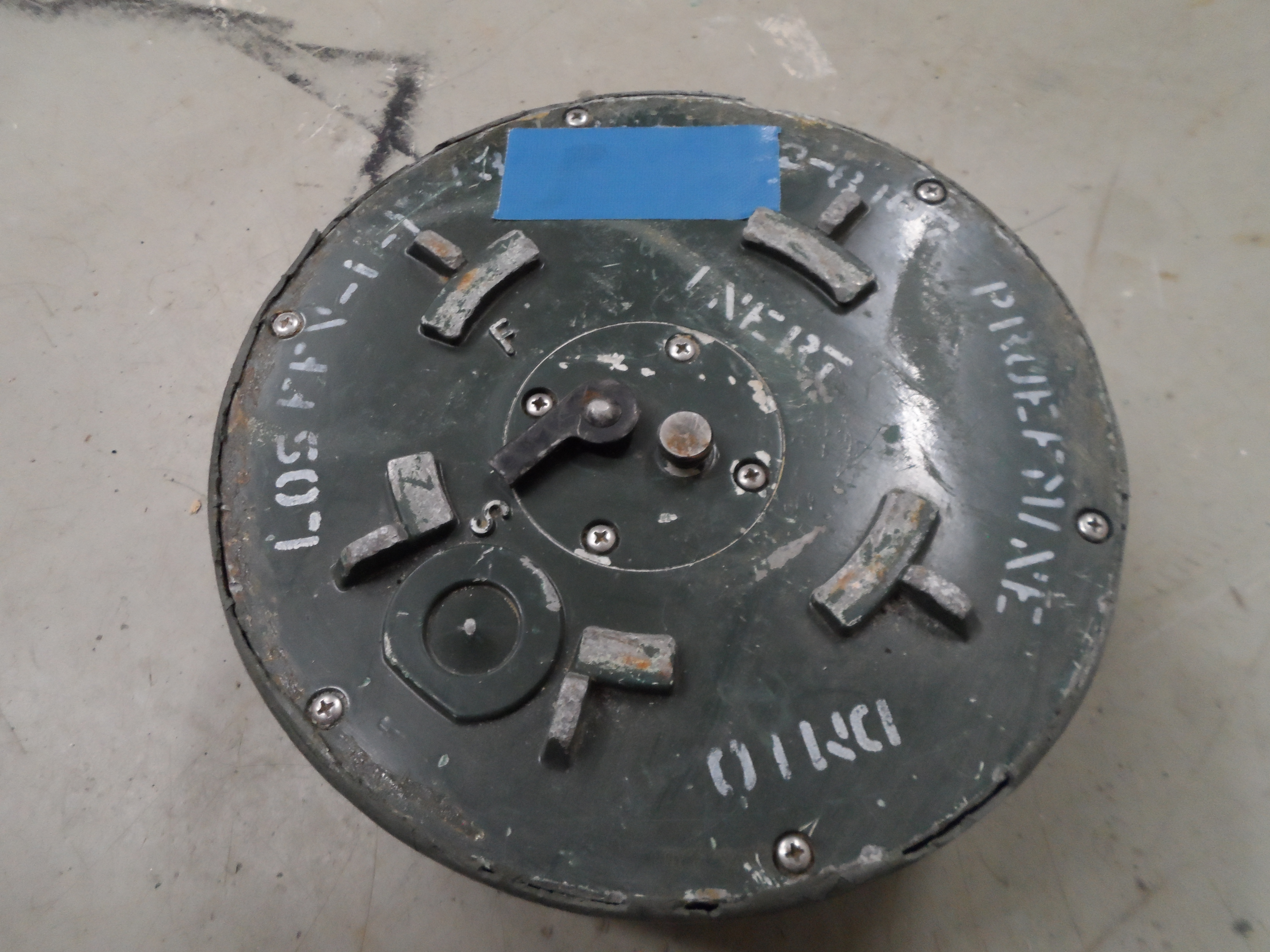
Prüfmine DM10 (baugleich zur Panzerabwehrverlegemine DM31 jedoch ohne Zünd-Sprengmittel)

Das Minenverlegesystem 85 ist ein einachsiger, ungebremster Anhänger mit Pflug, Einebner, Elektro- und Hydrauliksystem zum offenen oder verdeckten Verlegen der Panzerabwehrmine DM31. Es wurde 1985 mit einer Gesamtstückzahl von 282 Systemen durch die Bundeswehr beschafft. Als Zugfahrzeug wird ein MAN LKW 7to mil gl oder MAN MULTI 15 to mit Wechselladepritsche verwendet, der gleichzeitig die Minen in Transportboxen auf der Ladefläche mitführt. Von dort werden die Minen über eine Laderutsche auf den Minenverlegeanhänger transportiert. Die Verlegung erfolgt entweder an der Oberfläche oder bis zu einer Tiefe von 20 cm. Damit ist es möglich, Flächen von 1500 m Länge in 2 Stunden (offen) bzw. 1500 m in 4 Stunden (verdeckt verlegt) zu sperren. Nach zwischenzeitlicher Ausmusterung 2011 befinden sich derzeit wieder 23 Systeme in der Nutzung.
Bei der Mine DM31 handelt es sich um ein Modell der schwedischen Firma FFV mit der ursprünglichen Bezeichnung FFV 028 SN, von dem die Bundeswehr ab 1988 insgesamt 125.000 Stück erhielt. Die Verlegung kann von Hand oder mit dem Minenverlegesystem 85 erfolgen.

#### Systeme in Dienst
Nur wenige Truppengattungen im Heer verfügen über derart vielfältiges Großgerät wie die Pioniertruppe. Für ihre vielfältigen Aufgaben sind sie mit verschiedenen Fahrzeugen wie Pionierpanzer, Brückenlegepanzer und Minenräumpanzer ausgerüstet. Zur Ausrüstung der Brückenpioniere gehören Pontonbrücken um Gewässer zu überwinden. Ferner verfügen sie über vielfältiges Schanzzeug.
Zur aktuellen Ausstattung der Truppe gehören zurzeit unter anderem der Pionierpanzer 2 Dachs, die Panzerschnellbrücke Leguan, Panzerschnellbrücke Biber, das Minenverlegesystem M85 sowie der Minenräumpanzer Keiler. Die auf einen LKW verladene Faltstraße ermöglicht das Befahren von sandigem oder morastigem Gelände. Bei Gewässern und Hindernissen, die nicht mit der Panzerschnellbrücke überwunden werden können, kommt die Faltfestbrücke zum Einsatz. Eine Aufbauzeit von einer Stunde verhindert jedoch den Einsatz bei einem Vorstoß der kämpfenden Truppen. Seit 2018 wird außerdem die Panzerschnellbrücke Biber nach und nach durch die Panzerschnellbrücke Leguan abgelöst.
Größere und breitere Wassertiefen werden mit der Amphibie M3 überwunden, die als Schwimmschnellbrücke oder Fähre nutzbar ist. Des Weiteren können Pioniere mit ihren Motorboot 3 Pontons zu einer Faltschwimmbrücke verbinden. Verladen sind die Brückenelemente auf einem speziellen Brückentransporter, geländegängige Lastkraftwagen für 7–10 t Nutzlast.
Kräne der Pioniertruppe sind unter anderem die Liebherr-Fahrzeugkrane FKL und FKM. Darüber hinaus verfügt die Pioniertruppe über handelsübliches Baugerät wie Planierraupen und Bagger für den Bau von Infrastruktur.
Der Spähwagen (leicht 4 Rad) Fennek dient der Pioniertruppe zur Erkundung. Der Transportpanzer Fuchs dient in der Variante Gruppenfahrzeug Pioniere / Pionierführungsfahrzeug als Mannschaftstransporter sowie als Zugtruppfahrzeug.
Luftlandepioniere sind für den luftbeweglichen Einsatz mit davon abweichendem leichteren Gerät ausgerüstet. Dazu zählen u. a. leichte Schlauchboote, ESK Mungo als Transportfahrzeug, Waffenträger Wiesel 2 als Pioniererkundungsfahrzeug und Feldarbeitsgeräte (FAG) der Firma Ahlmann Typ AS 6M, die deutlich leichter sind als die sonst bei der Pioniertruppe eingesetzten Feldarbeitsgeräte Typ AS 12 B.

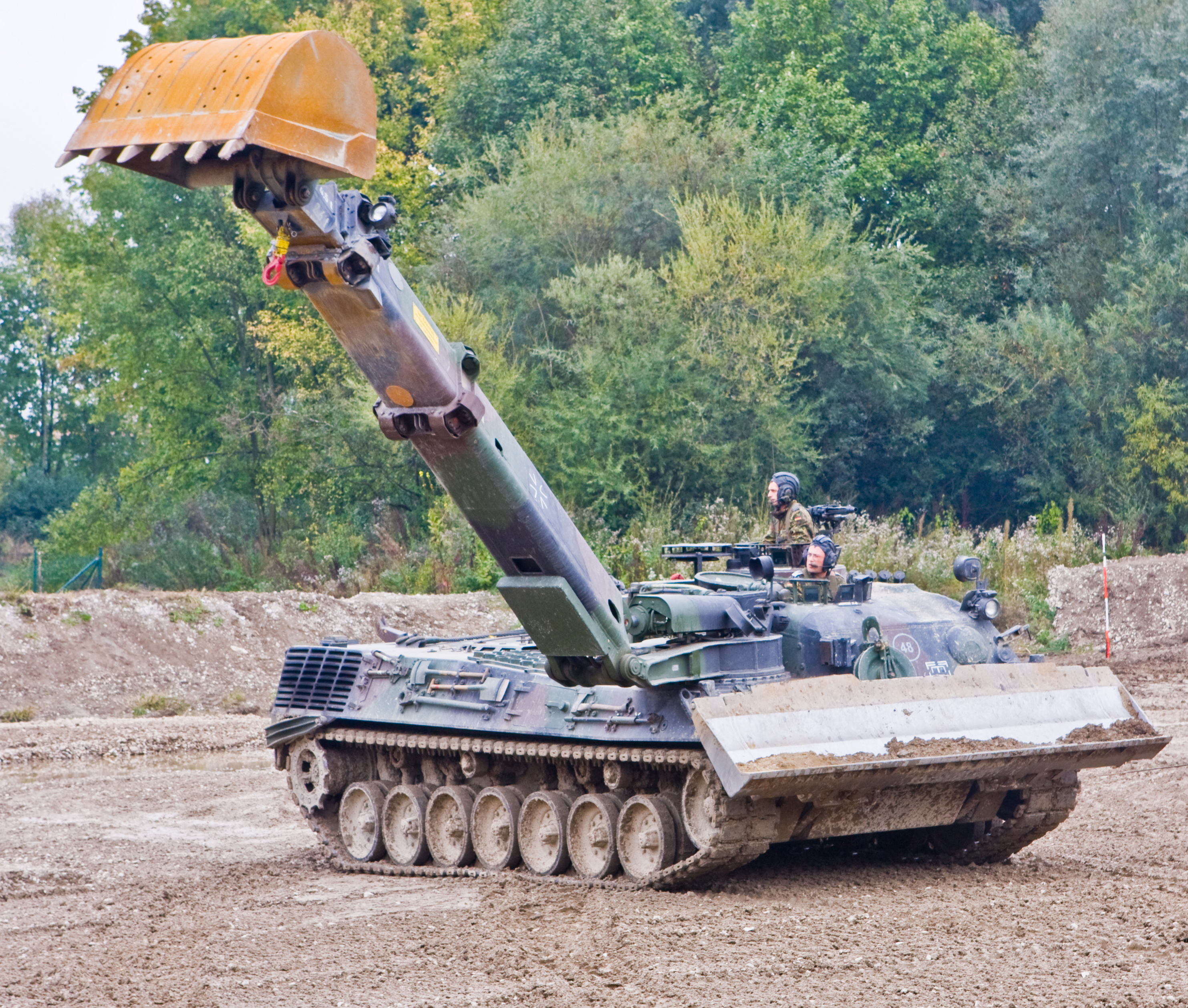
Pionierpanzer 2 Dachs
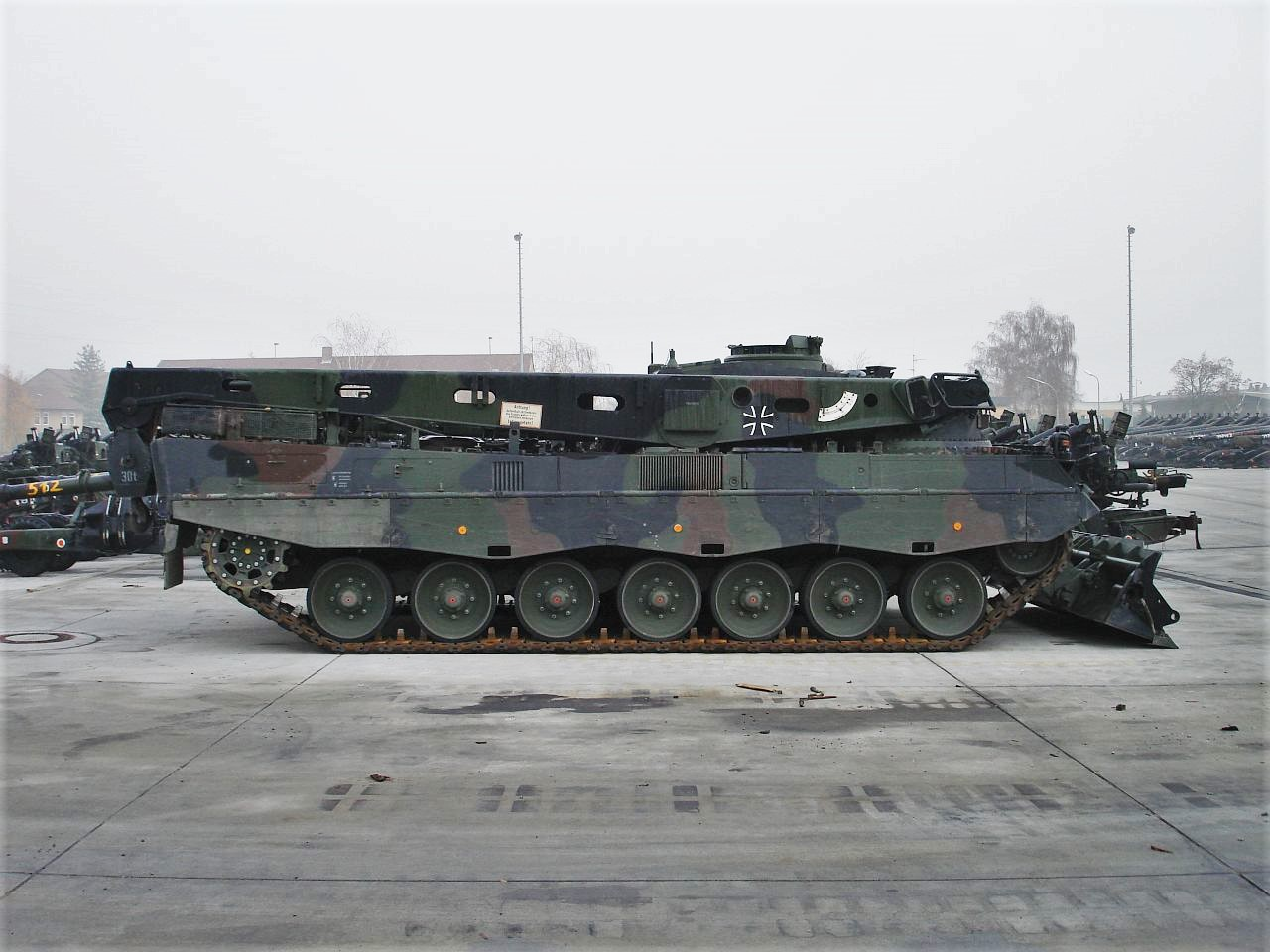
Bergepanzer Büffel
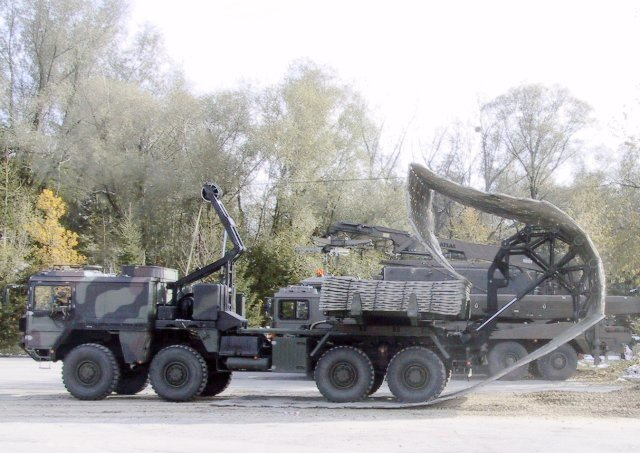
Faltstraße
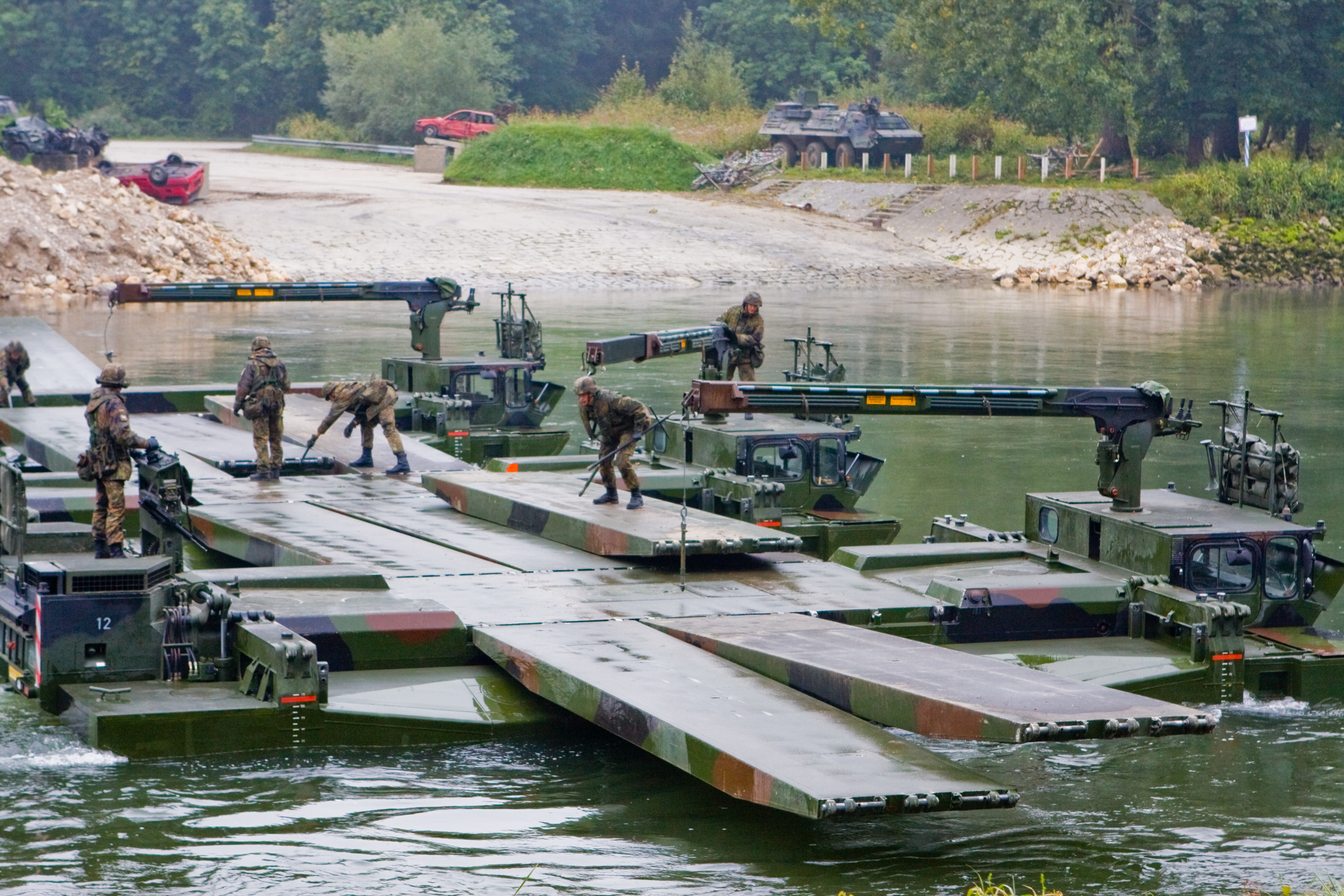
Brücken- und Fährenbau mit Amphibie M3
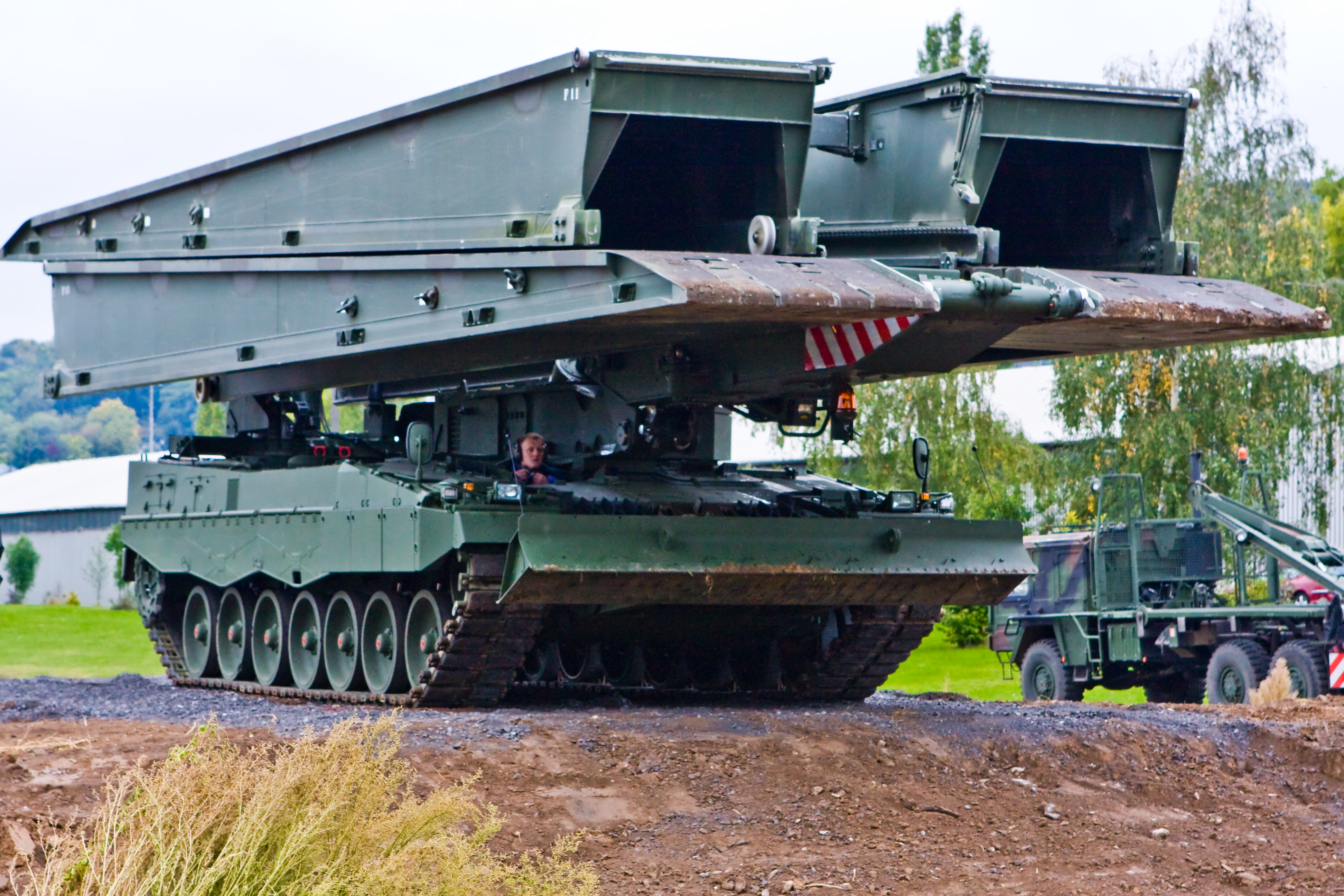
Panzerschnellbrücke Leguan
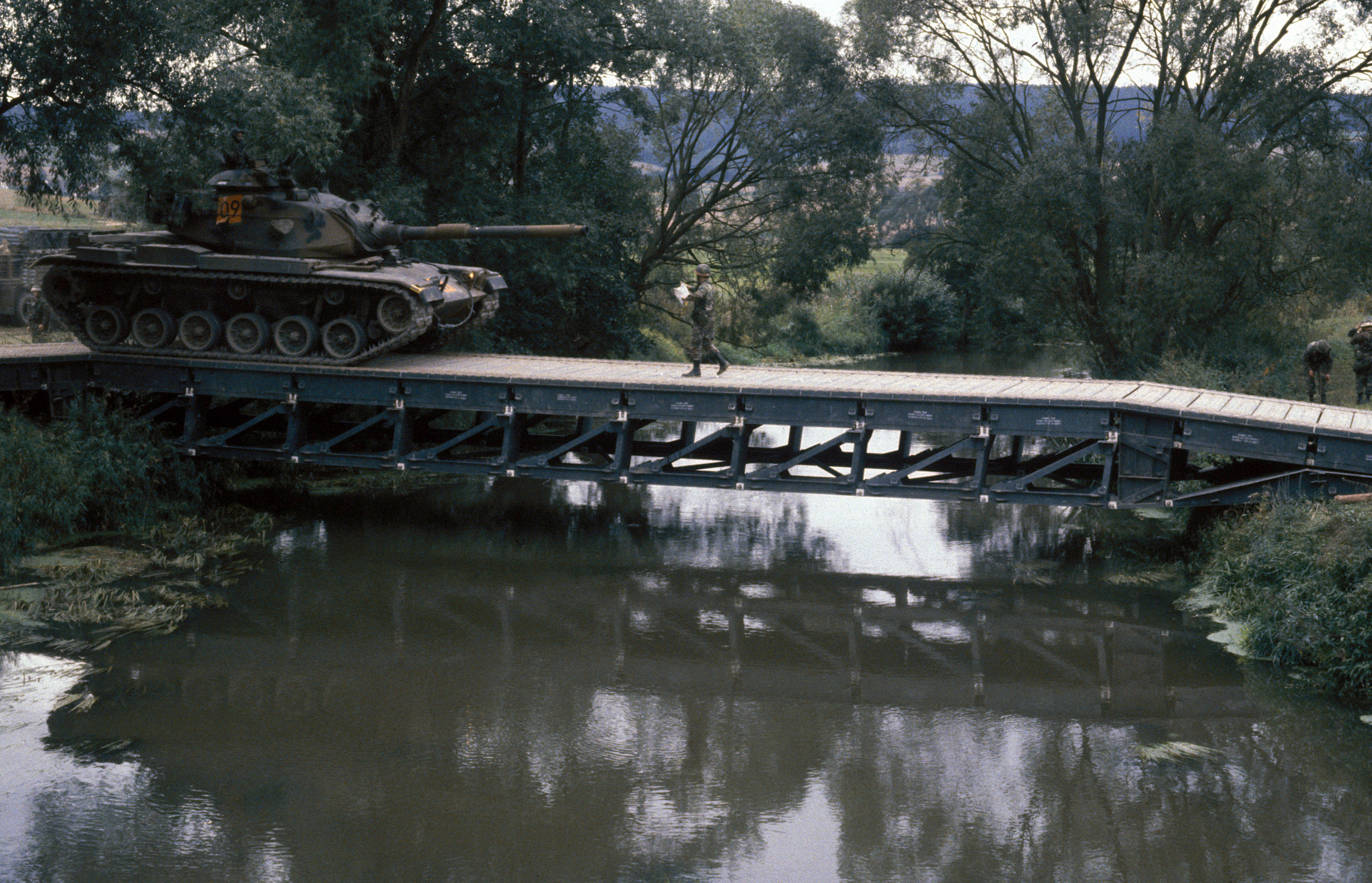
MGB (Medium Girder Bridge)
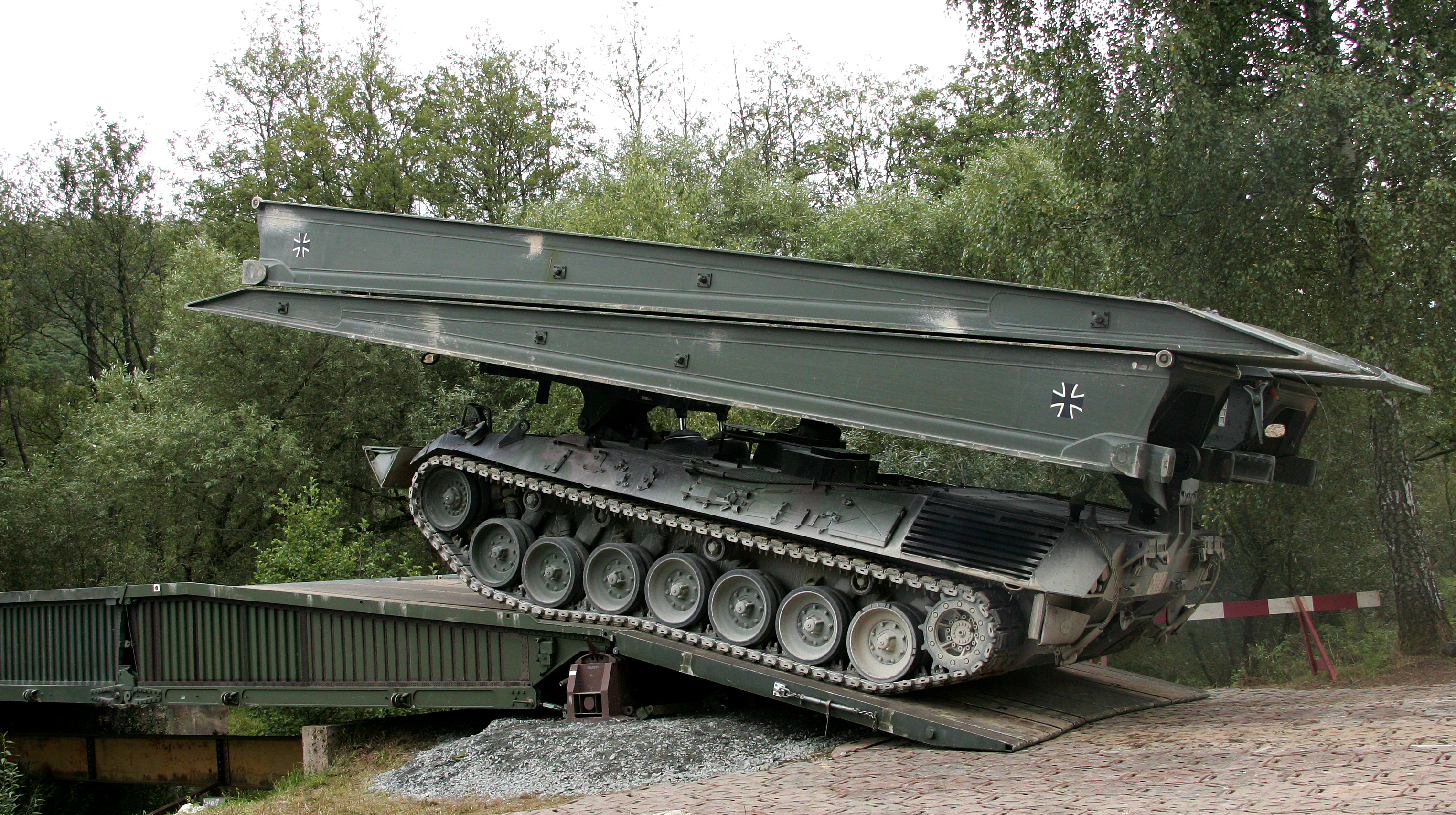
Faltfestbrücke (FFB) mit Brückenlegepanzer Biber
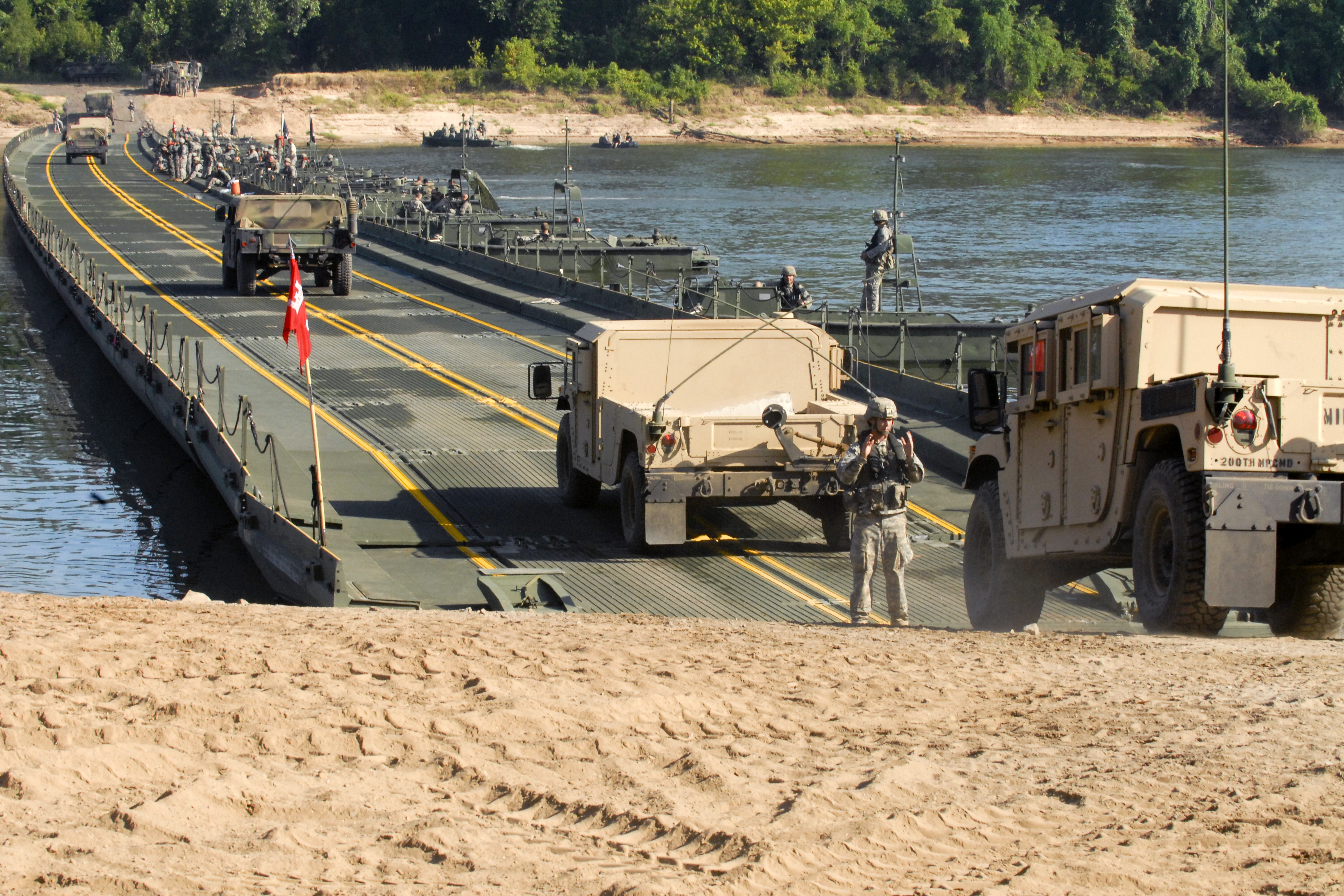
Faltschwimmbrücke (FSB)
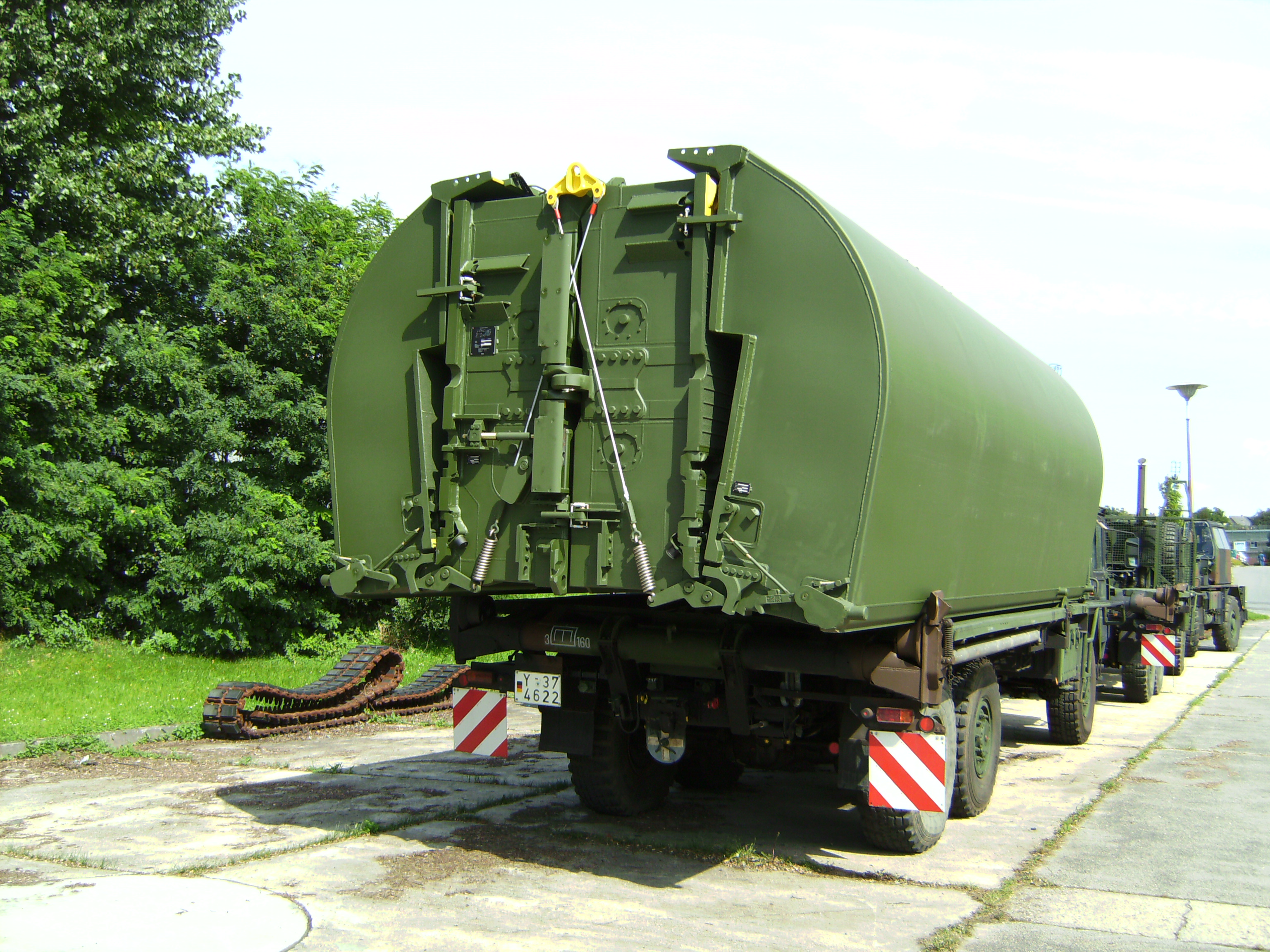
Auf Brückentransporter verlastetes Element einer Faltschwimmbrücke
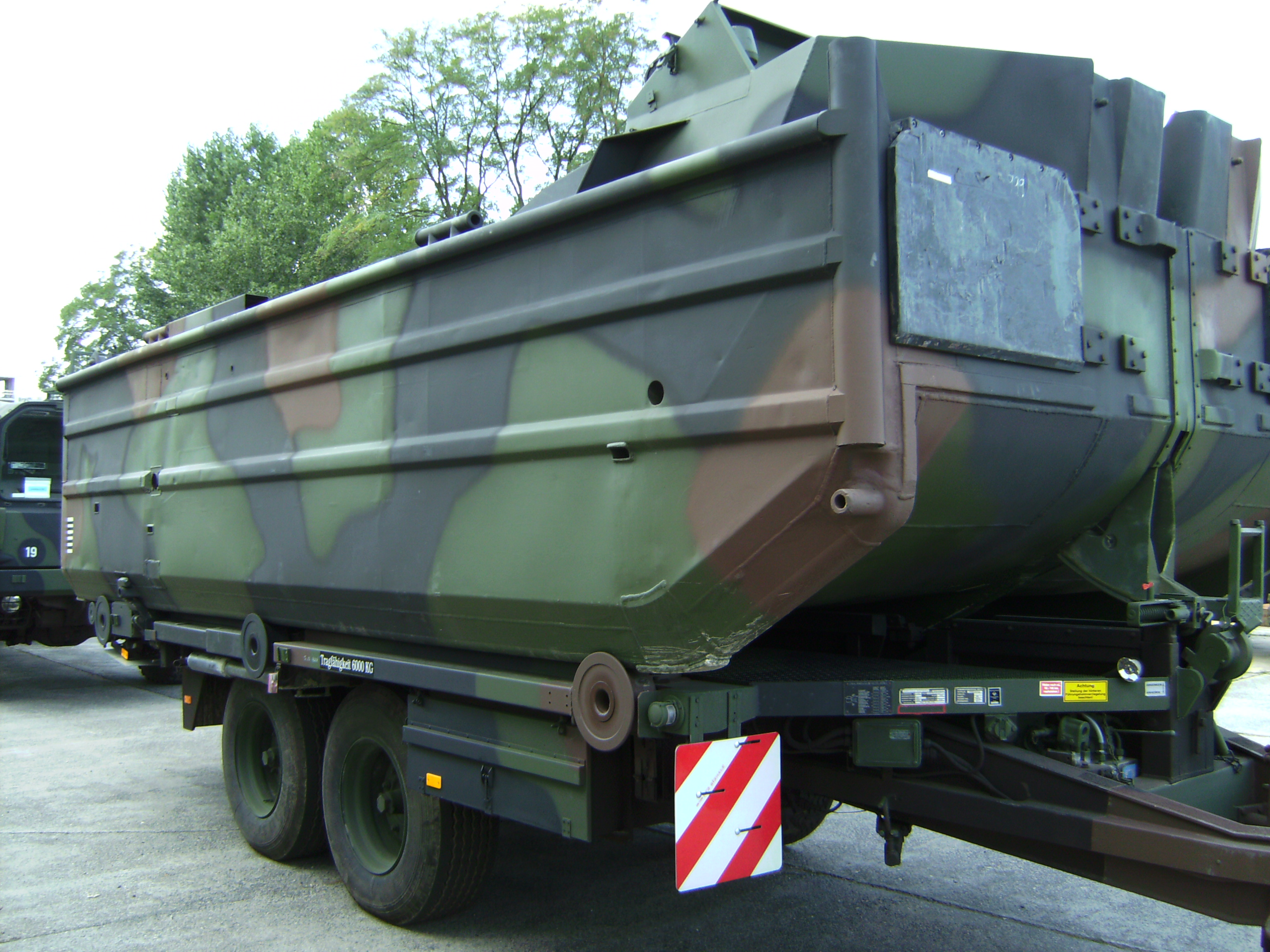
Verlastetes Motorboot 3
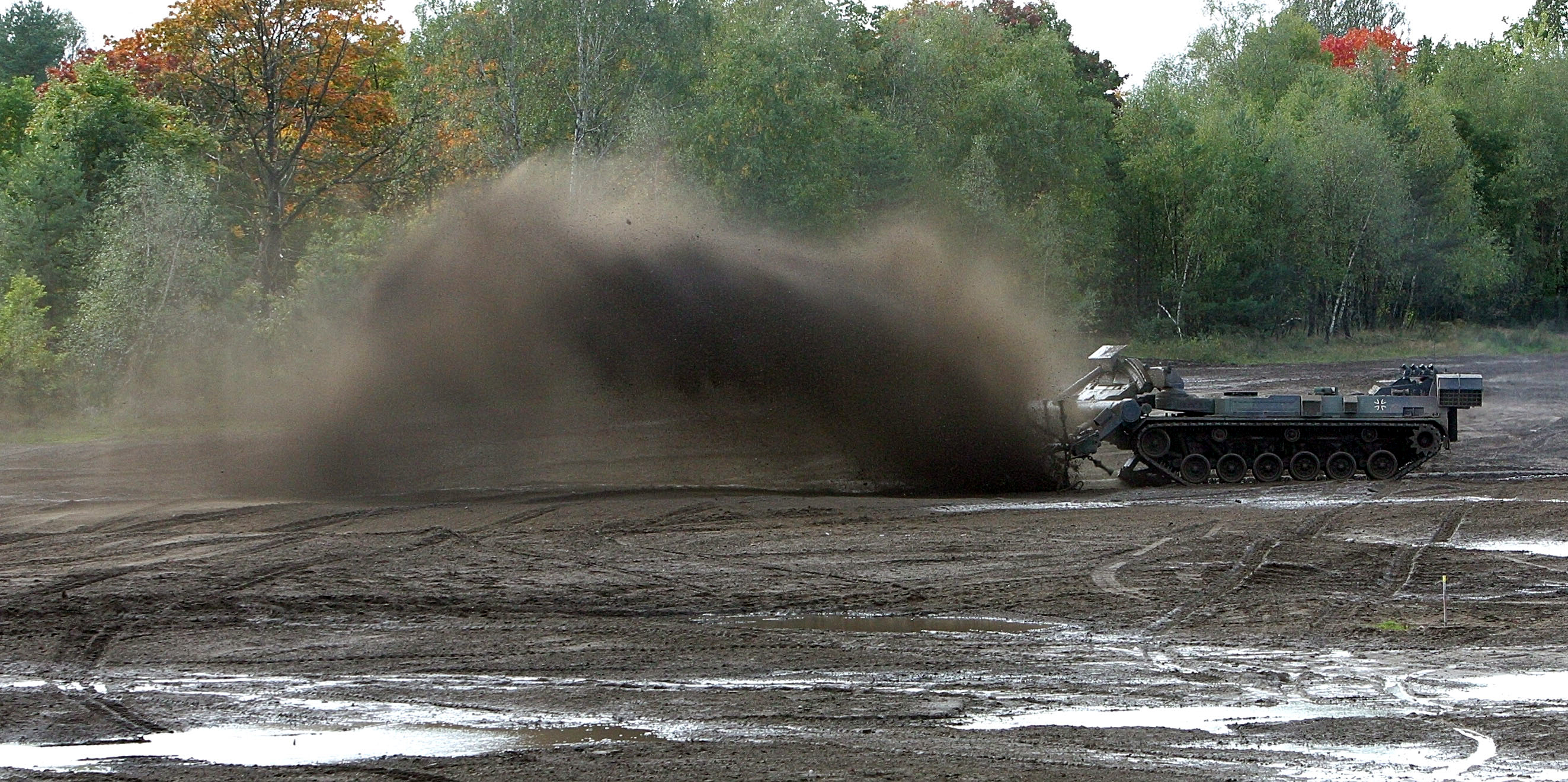
Minenräumpanzer Keiler
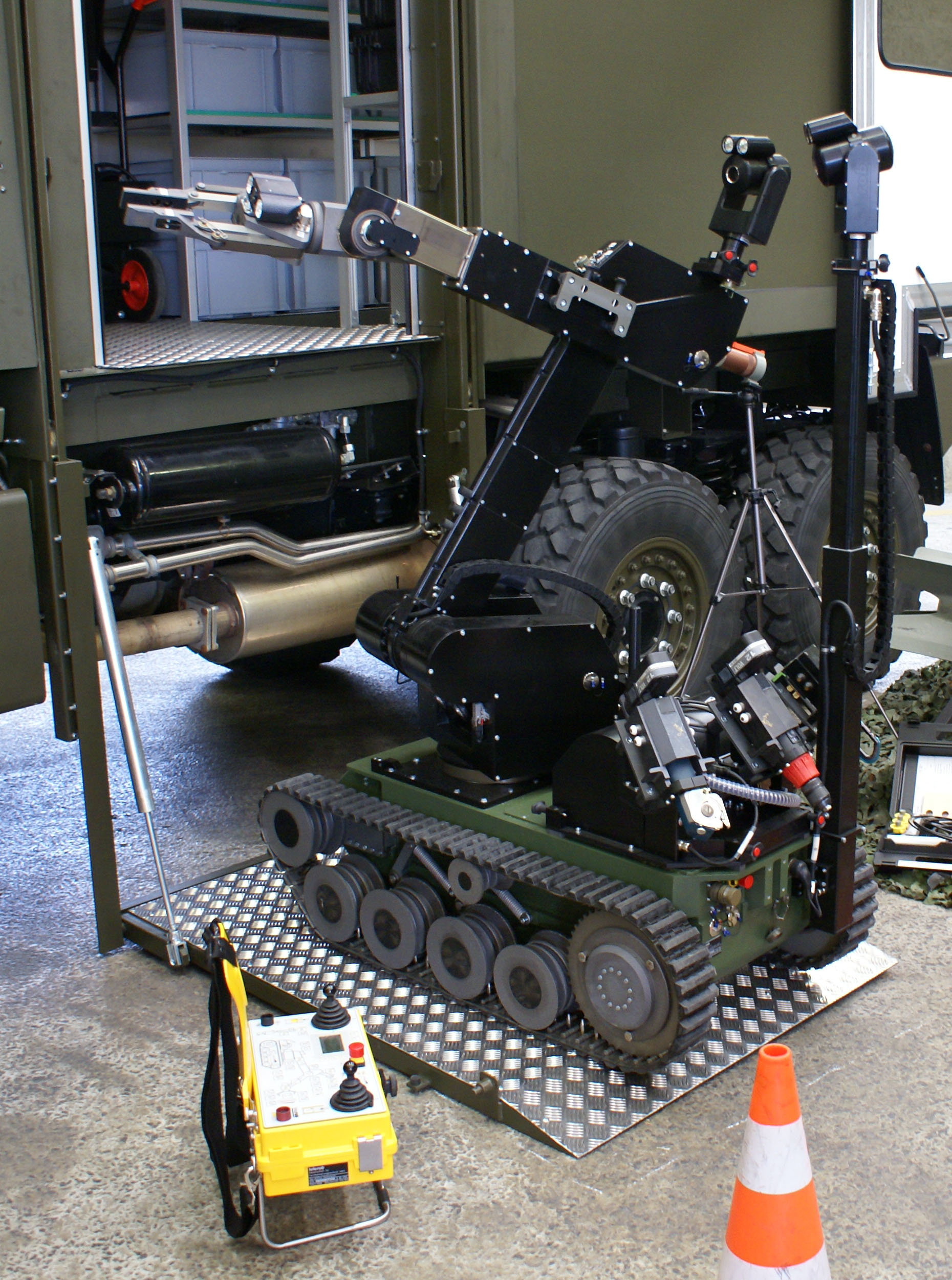
Manipulationsfahrzeug tEODor
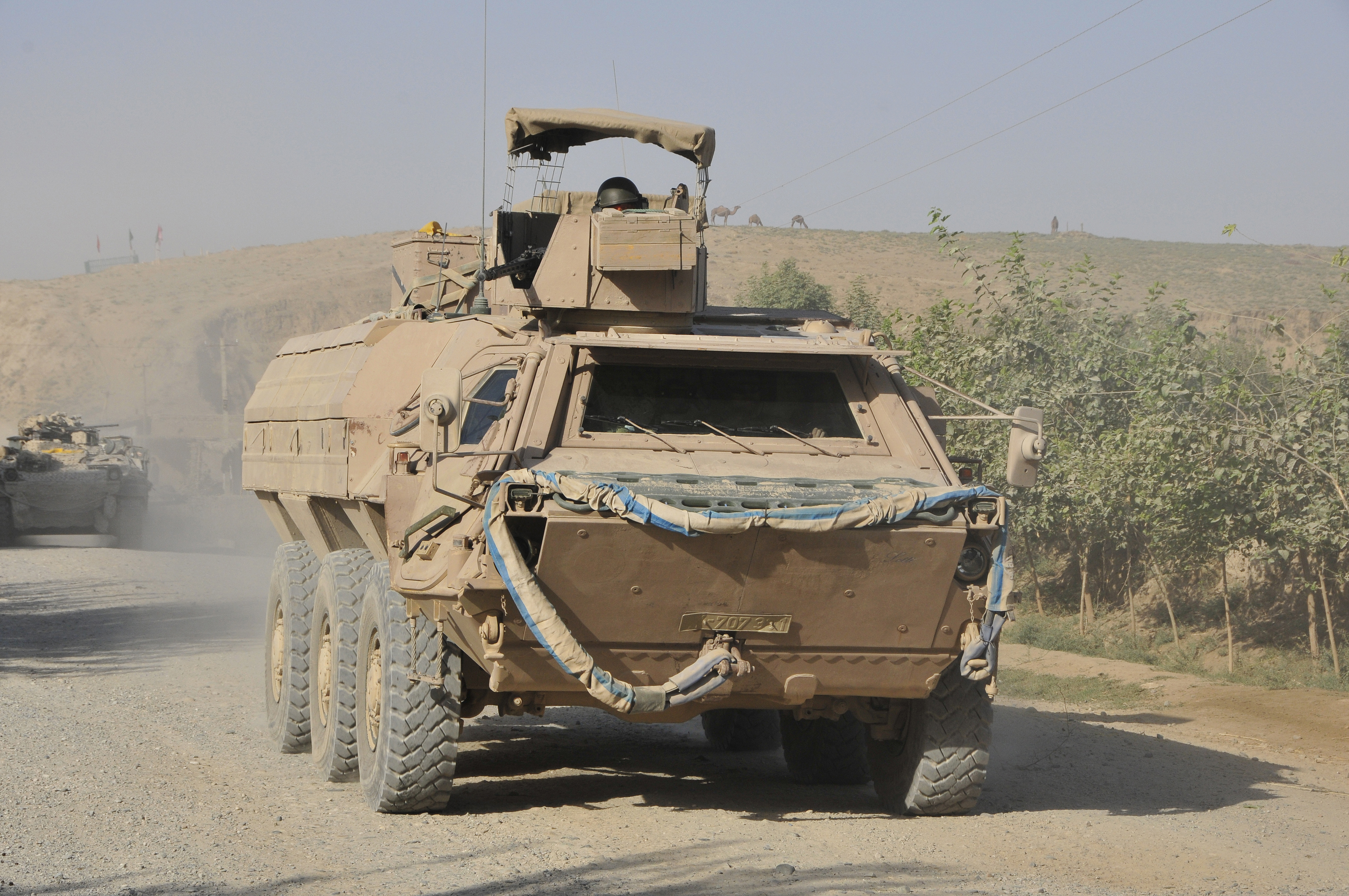
Gepanzertes Transportkraftfahrzeug Fuchs 1A8 (Pioniergruppenfahrzeug)
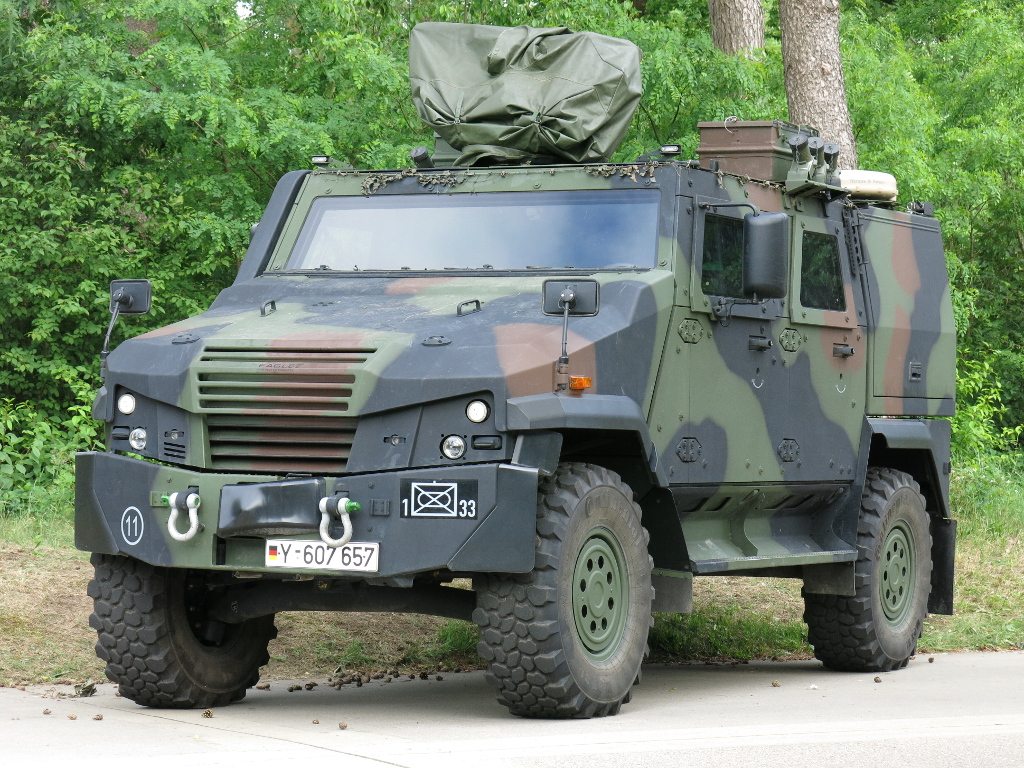
Führungs- und Funktionsfahrzeug Eagle (Ersatz für DB Wolf)
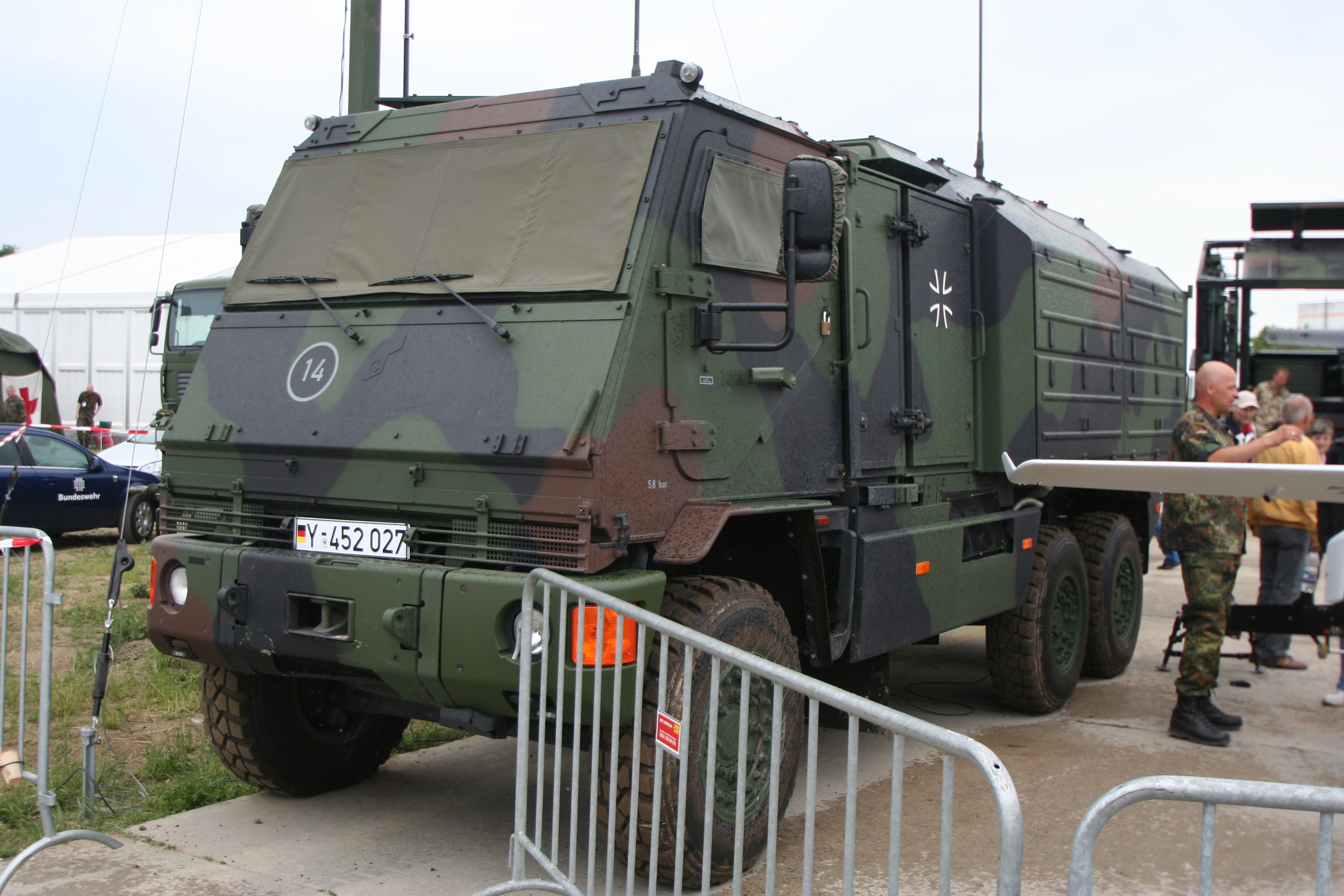
Mowag Duro 3
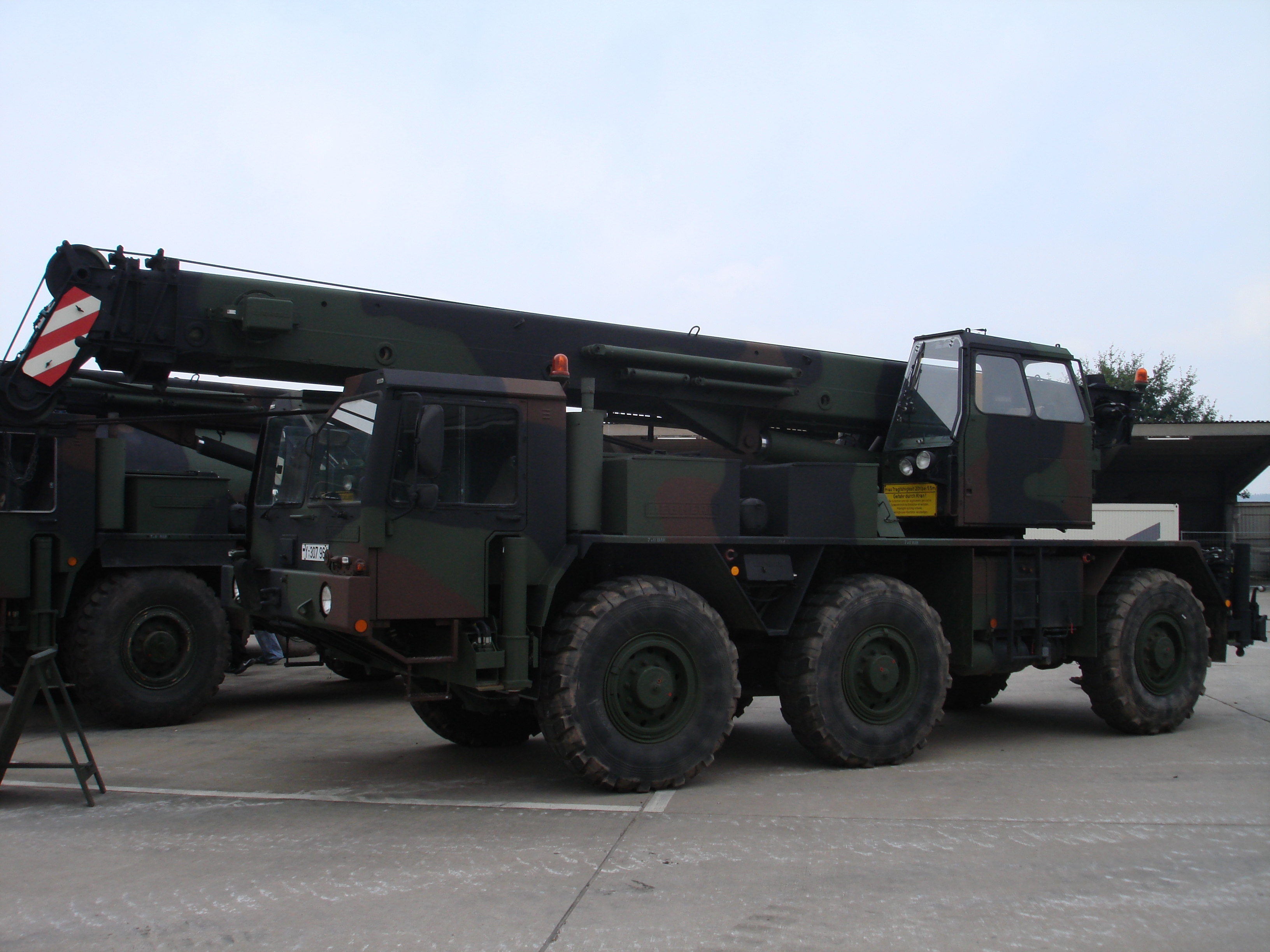
Fahrzeugkran mittel FKM
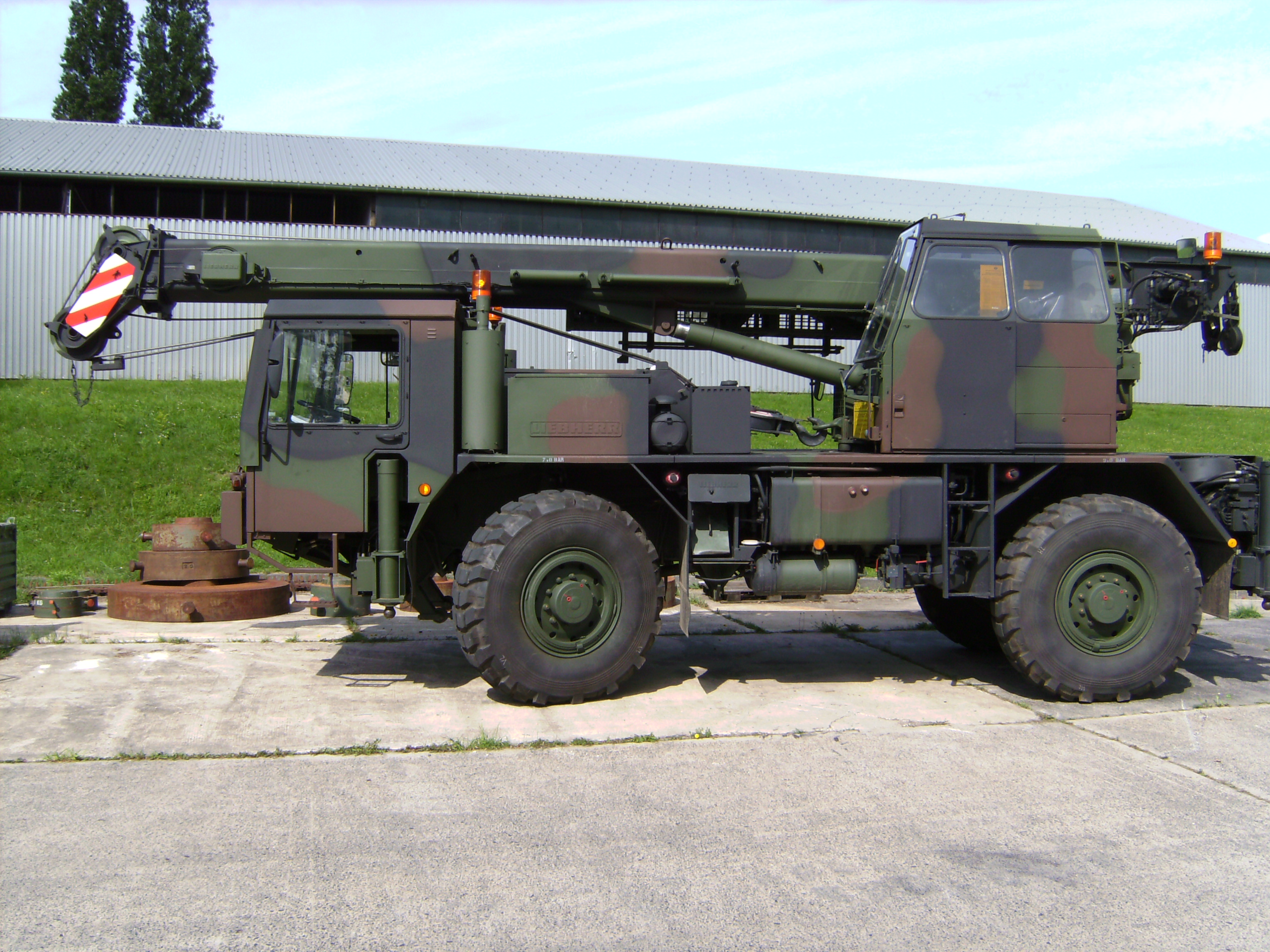
Fahrzeugkran leicht FKL
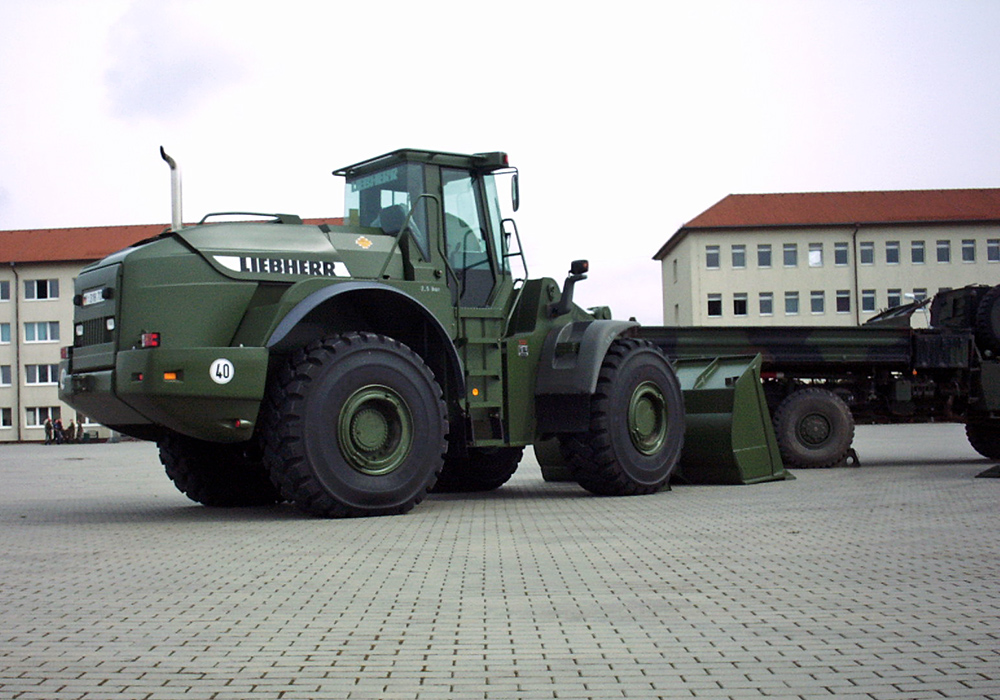
Feldarbeitsgerät der Pioniere
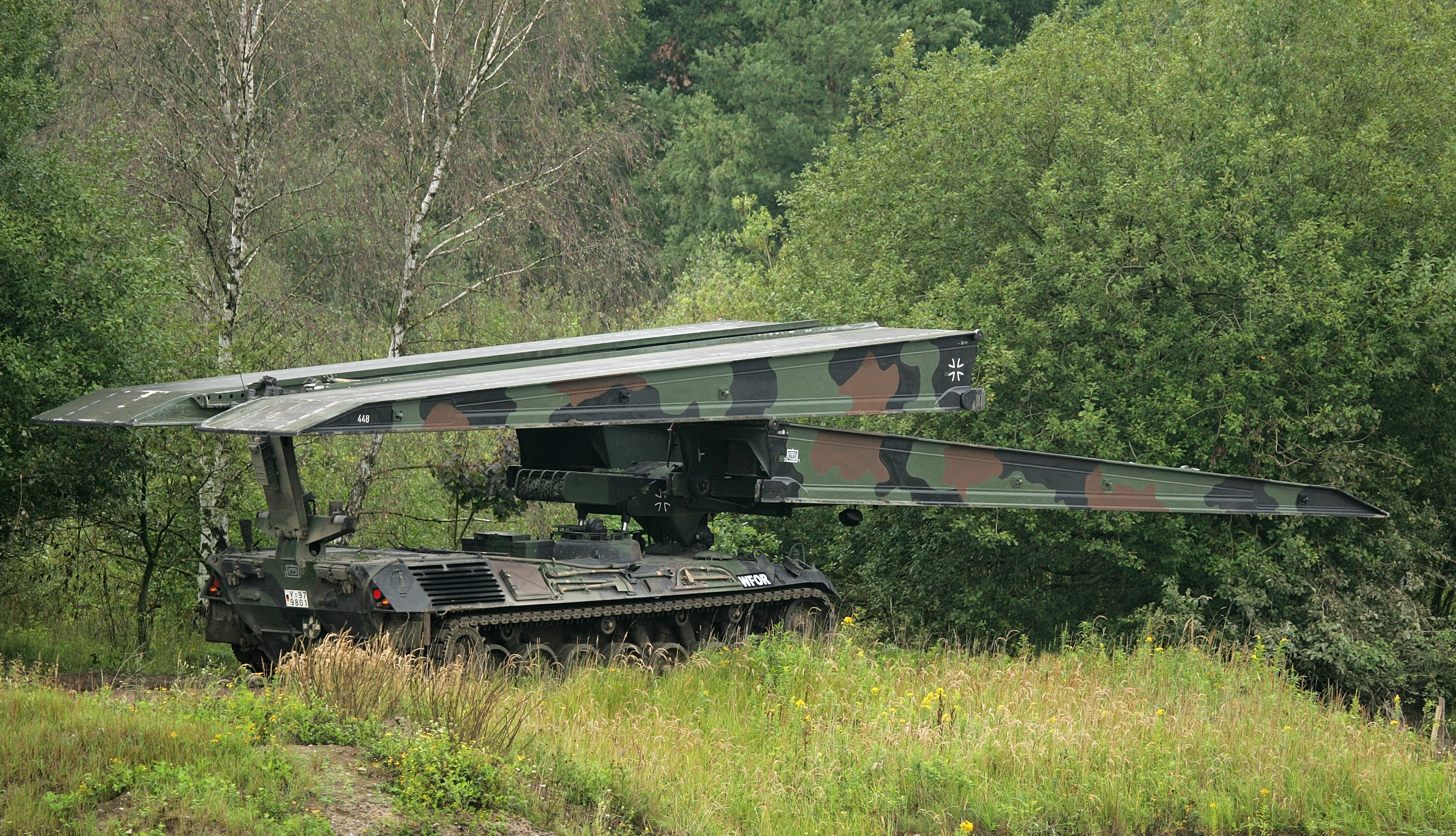
Aufbau einer Panzerschnellbrücke

#### Prototypen und Erprobungsmuster
Erprobt wurde in den 1970er-Jahren unter anderem die Gepanzerte Pioniermaschine. Das Projekt Panzerschnellbrücke 2 wurde aufgegeben, nachdem man die geforderten Verlegezeiten der jeweiligen Brückenlängen nicht erreichen konnte. Erst das Nachfolgeprojekt Panzerschnellbrücke Leguan wurde bis zur Einsatzreife entwickelt und wird seit 2018 in die Bundeswehr eingeführt.

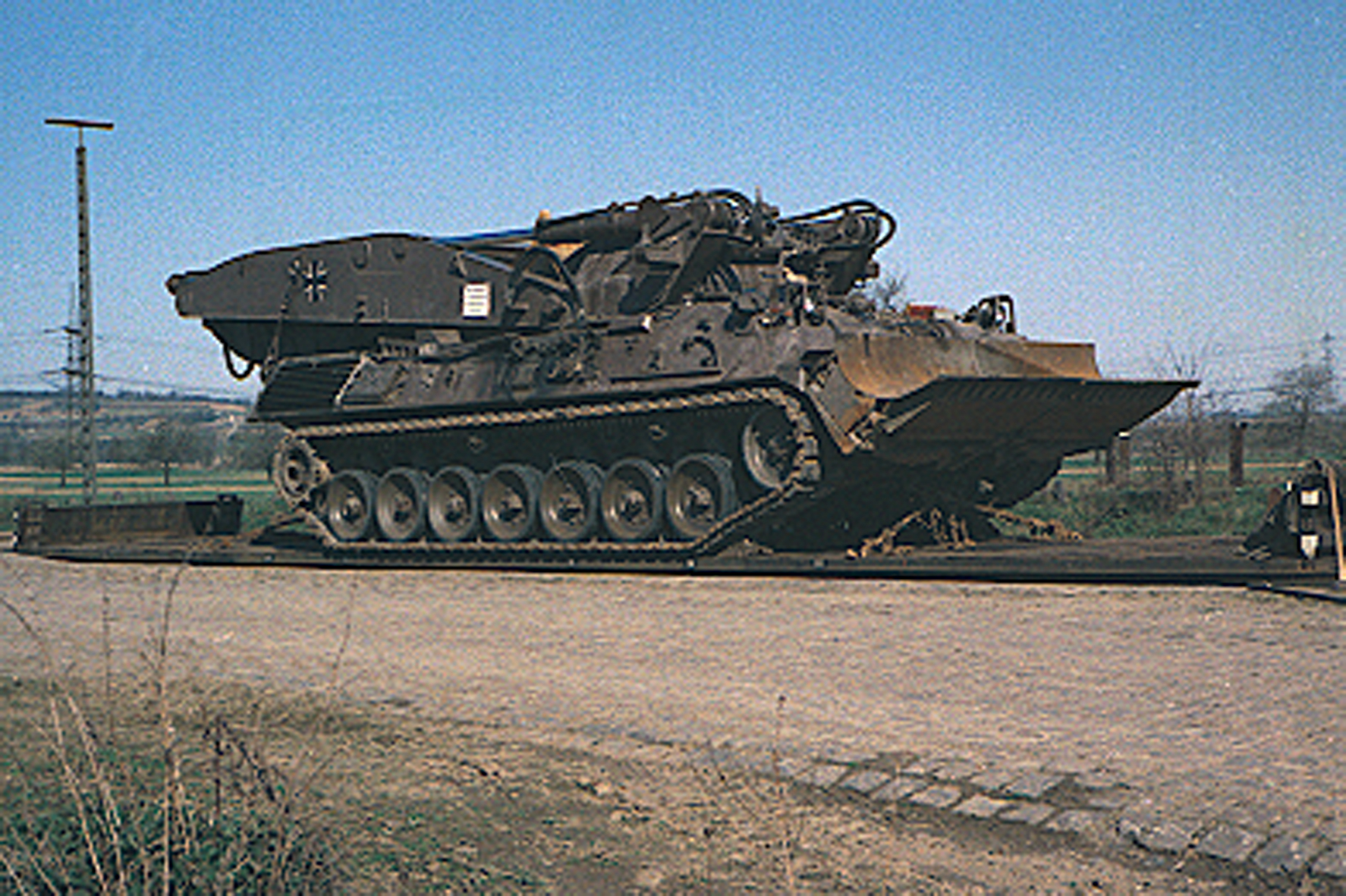
Gepanzerte Pioniermaschine
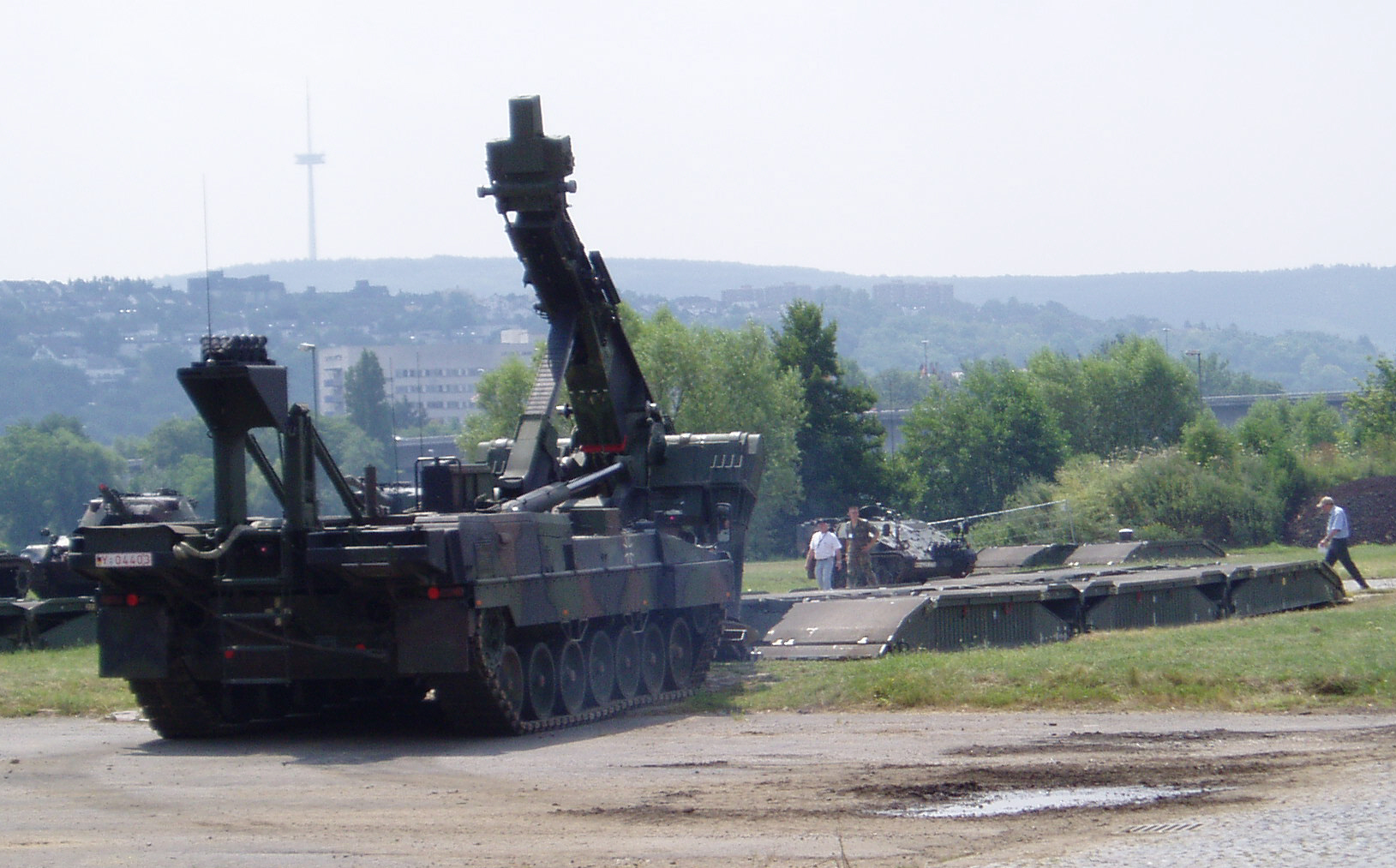
Panzerschnellbrücke 2
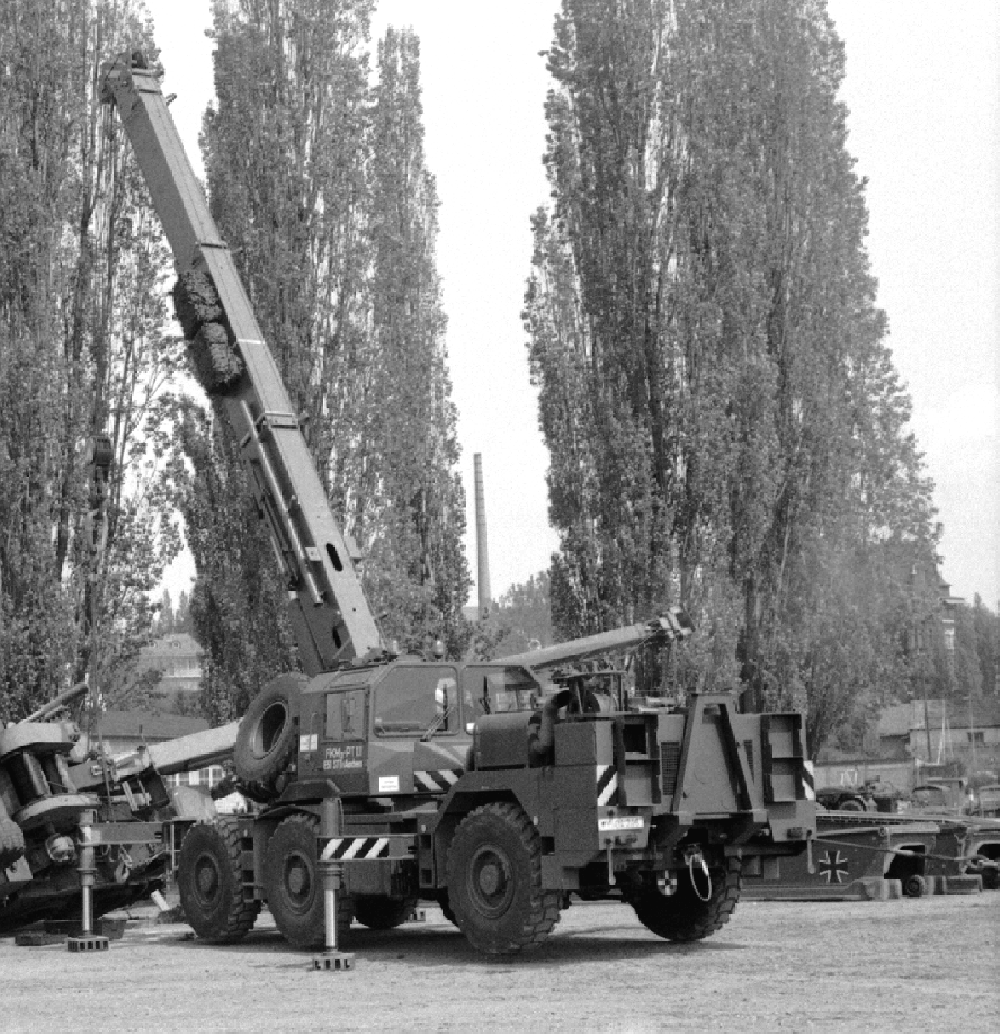
Prototyp II des FKM
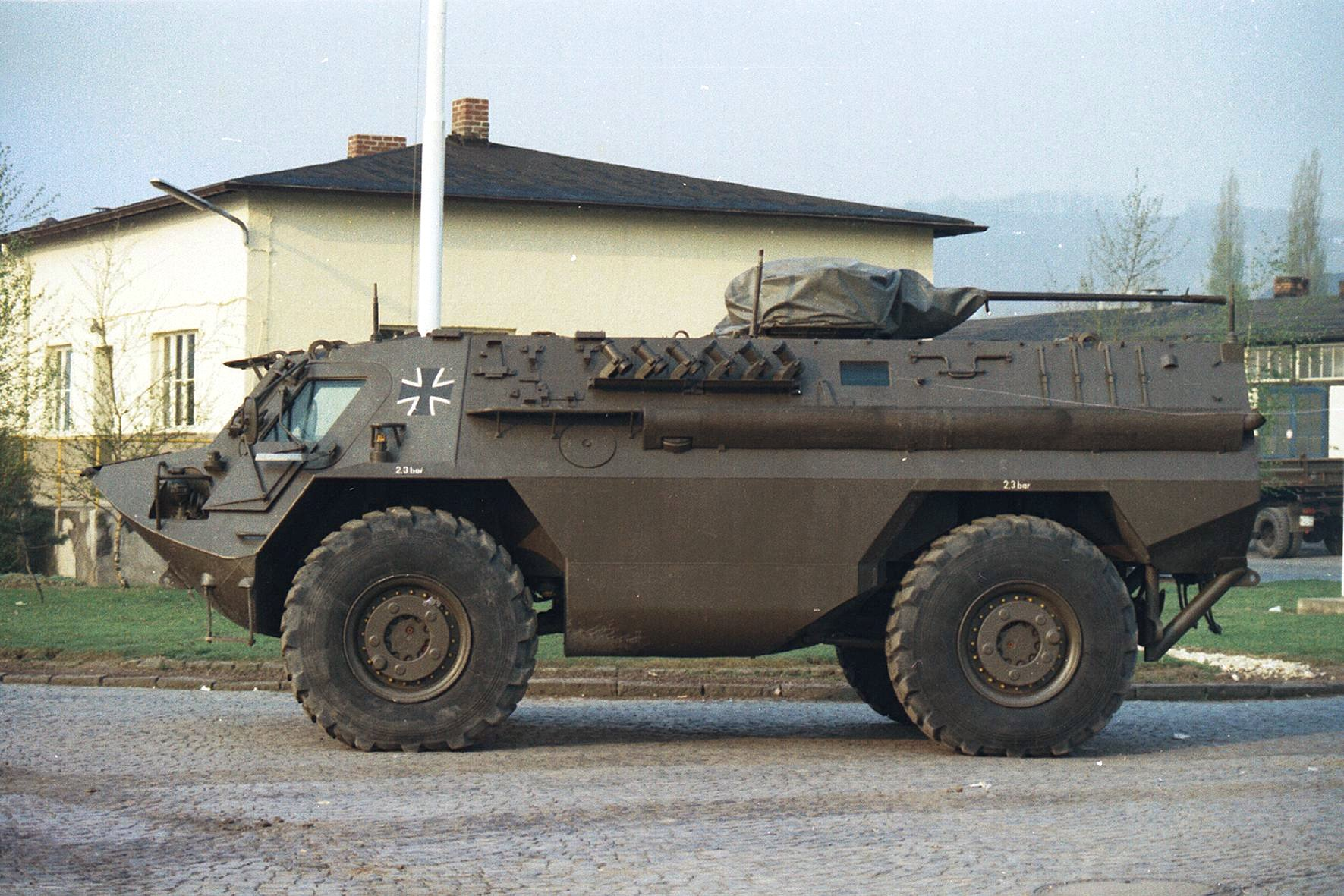
AmphPionierErkundungsFz
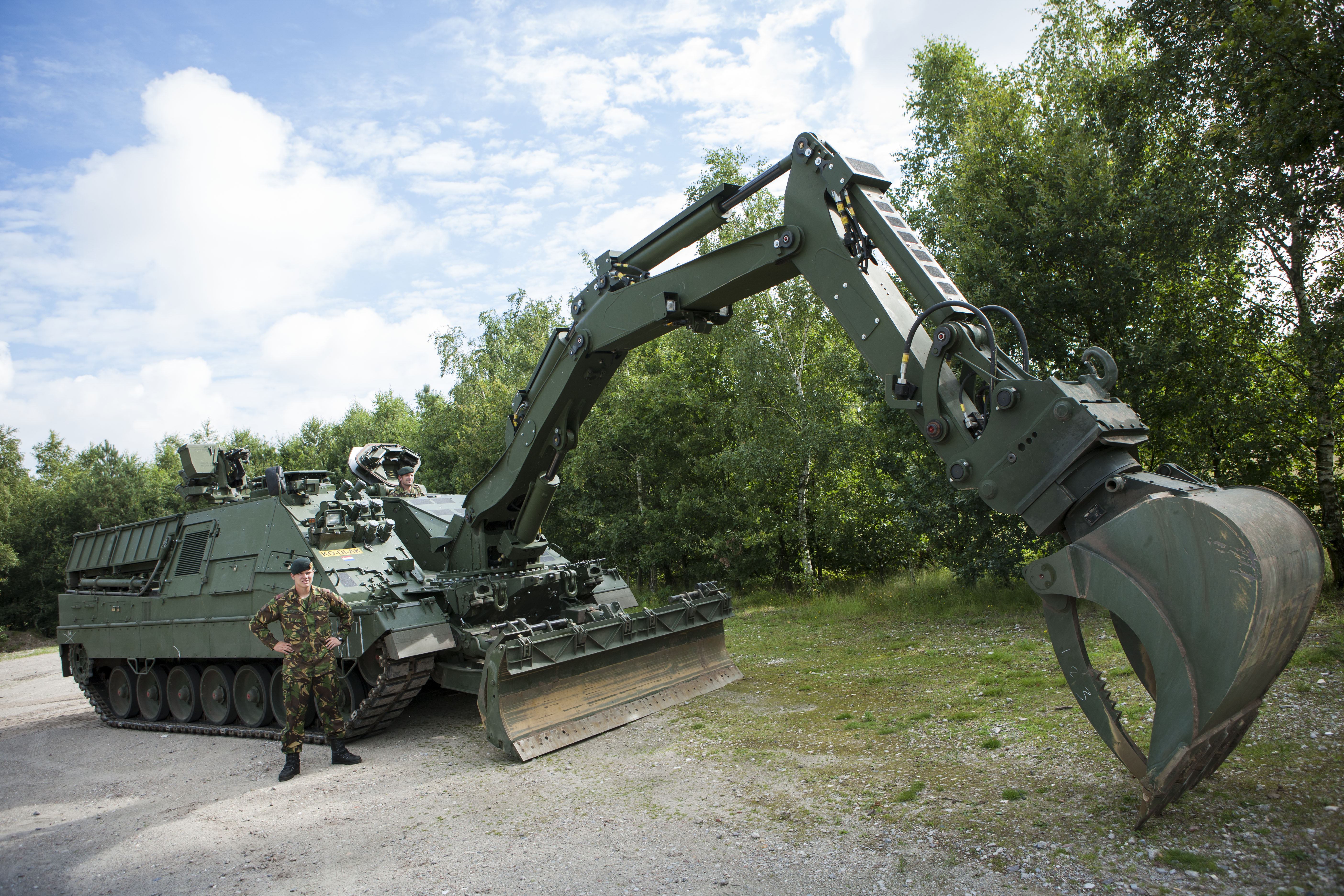
Pionierpanzer Kodiak

#### Ausgemusterte Systeme
Vorgänger des Pionierpanzers 2 Dachs war der Pionierpanzer 1, der eine Variante des Bergepanzers 2 war. Vorgänger der Amphibie M3 war die Schwimmschnellbrücke M2B Alligator. Die Pioniertruppe der Bundeswehr nutzte den amerikanischen M48 in den Varianten Brückenlegepanzer M48 und M48 Räumpanzer. Ausgemustert sind ebenfalls die Flussfähren vom Typ Mannheim 59 der Flusspioniere, die die größten Boote in der Geschichte des Heeres überhaupt waren. Ebenfalls nicht mehr im Einsatz sind der Pionierpanzer 1 und die Bodan-Fähre (Ersatz für die Mannheim-Fähre bei den FlußPiKompanien).

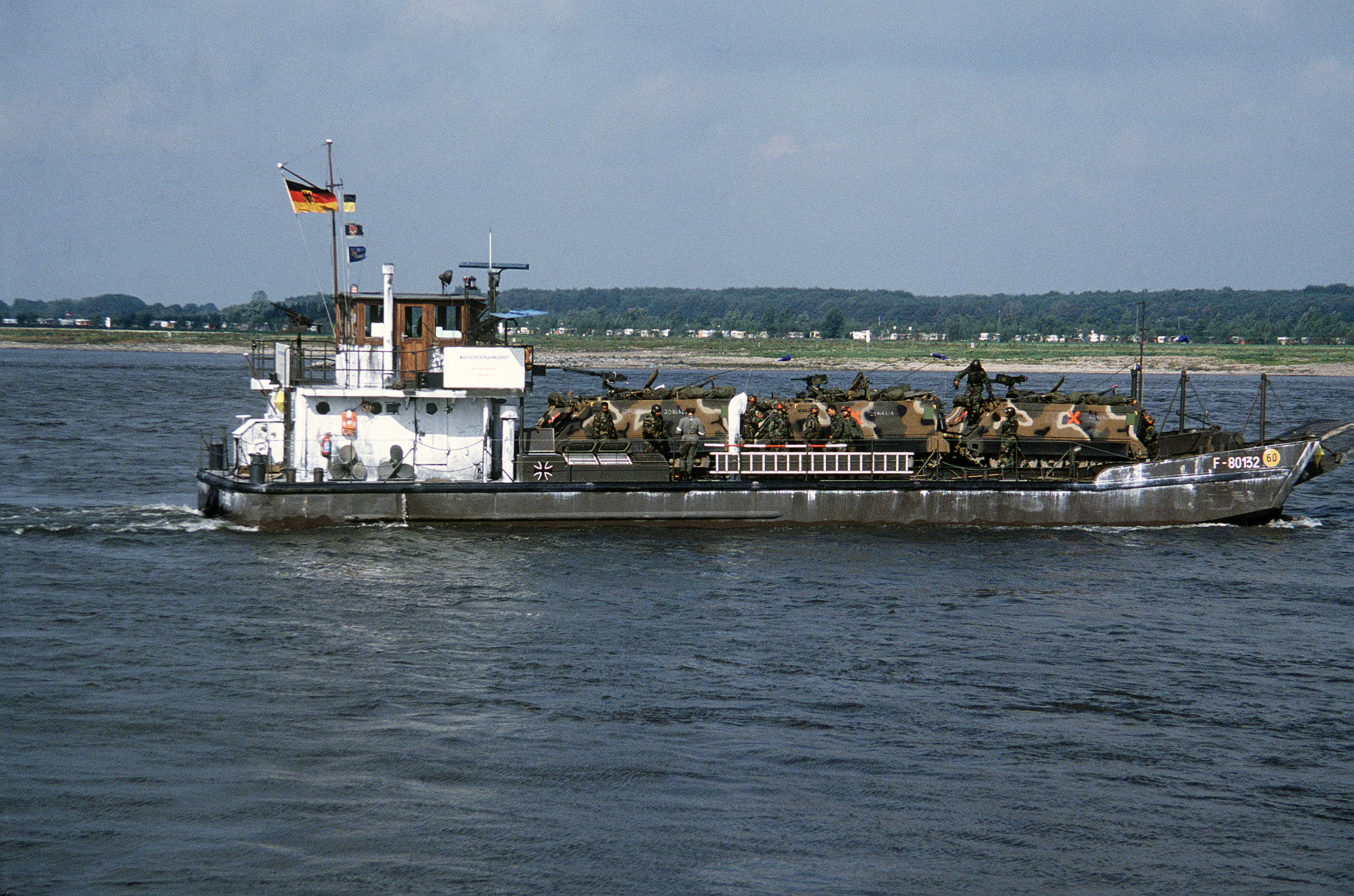
Flussfähre Mannheim 59 setzt amerikanische M113 über den Rhein (1983)
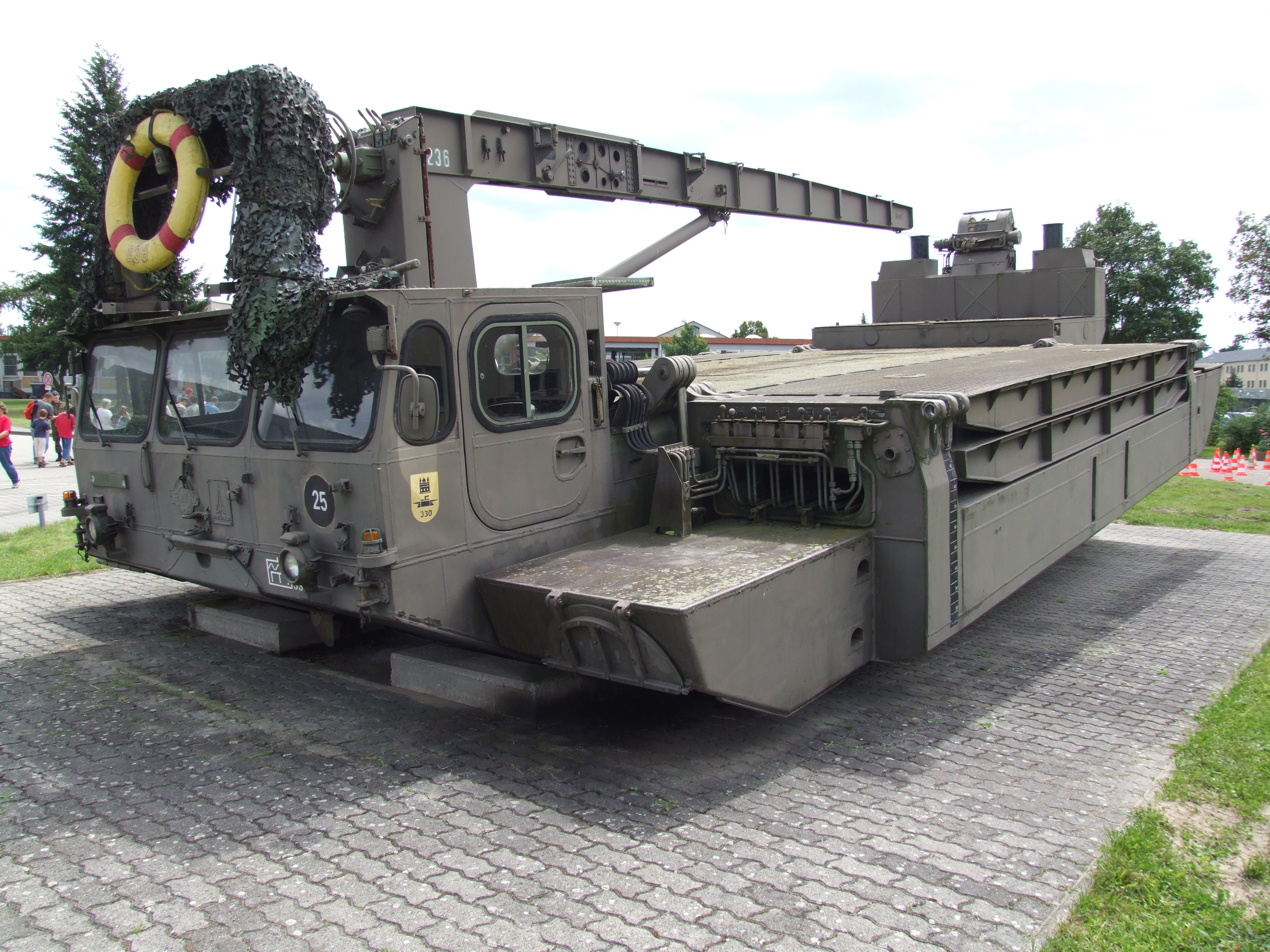
Schwimmschnellbrücke M2B Alligator der Eisenwerke Kaiserslautern
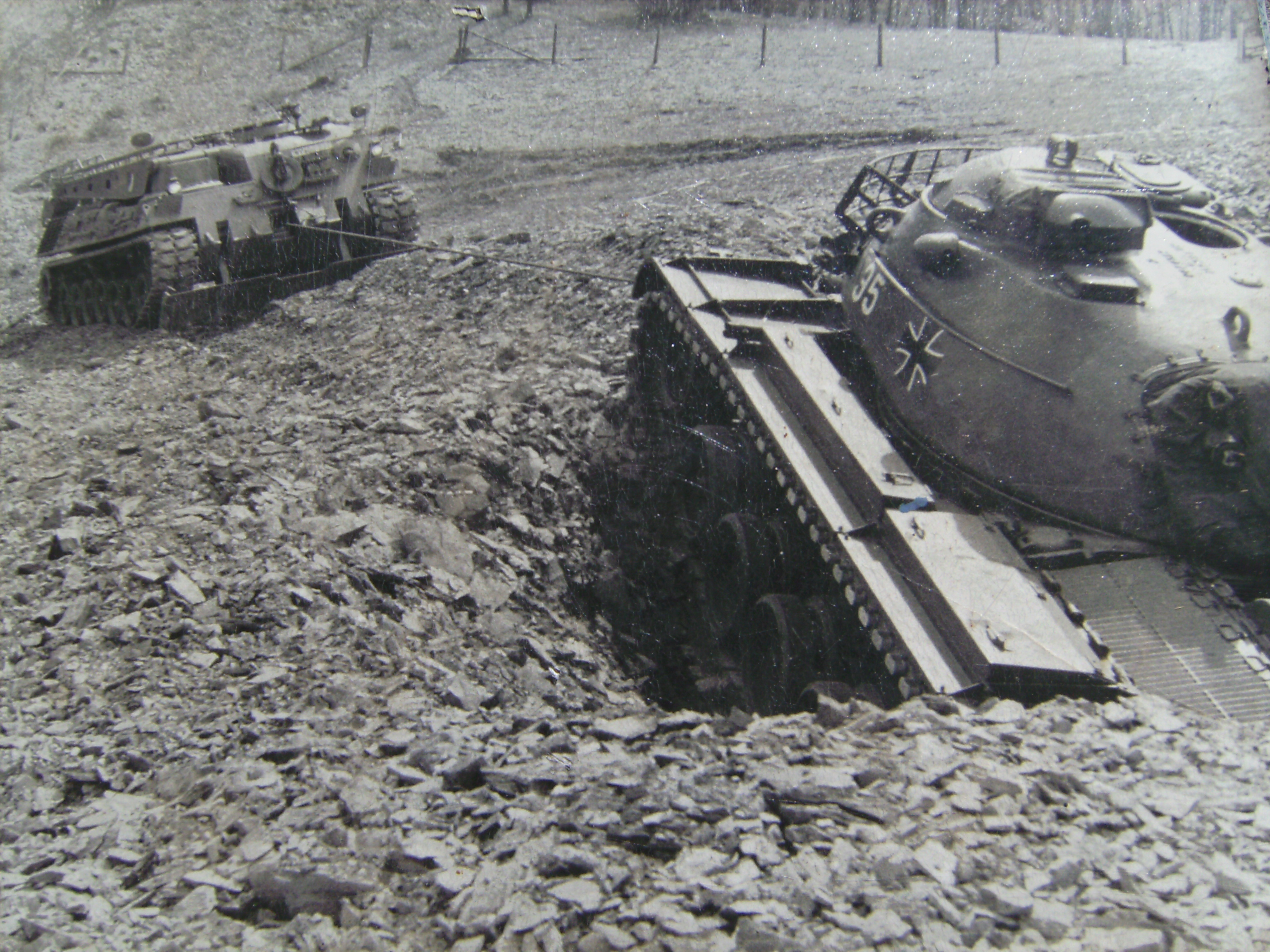
Pionierpanzer 1 beim Bergen eines Kampfpanzers
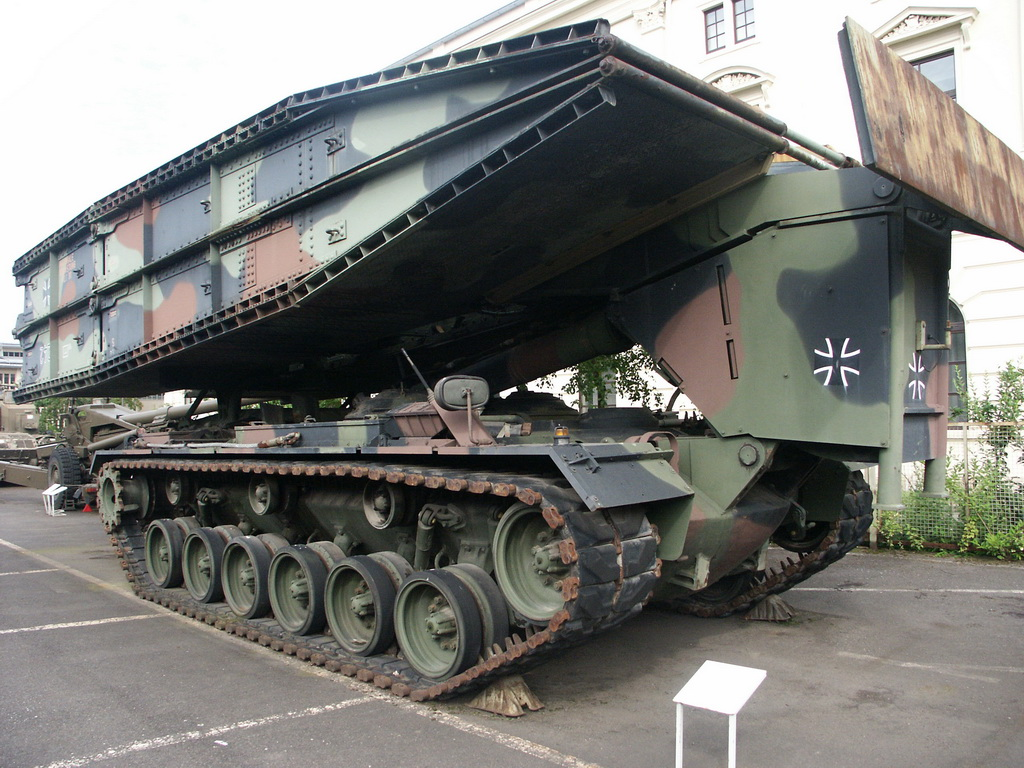
Brückenlegepanzer M48
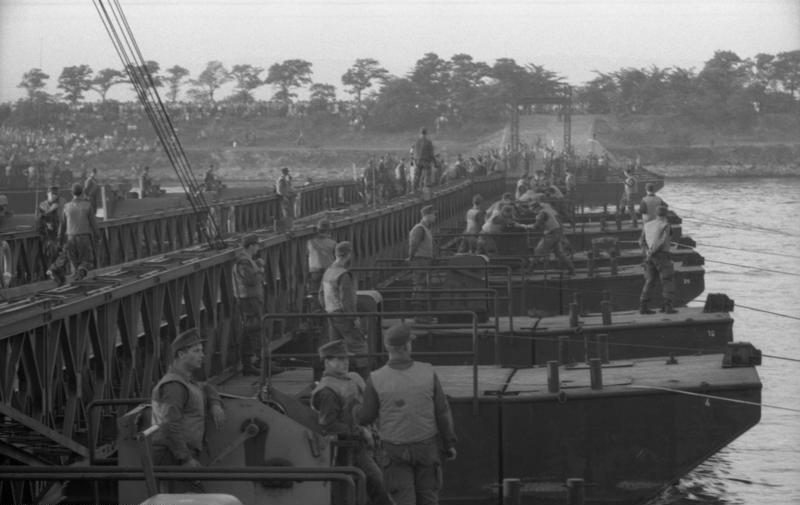
Rheinüberquerung mittels verbundener Schwimmelemente (Bailey-Brücke)
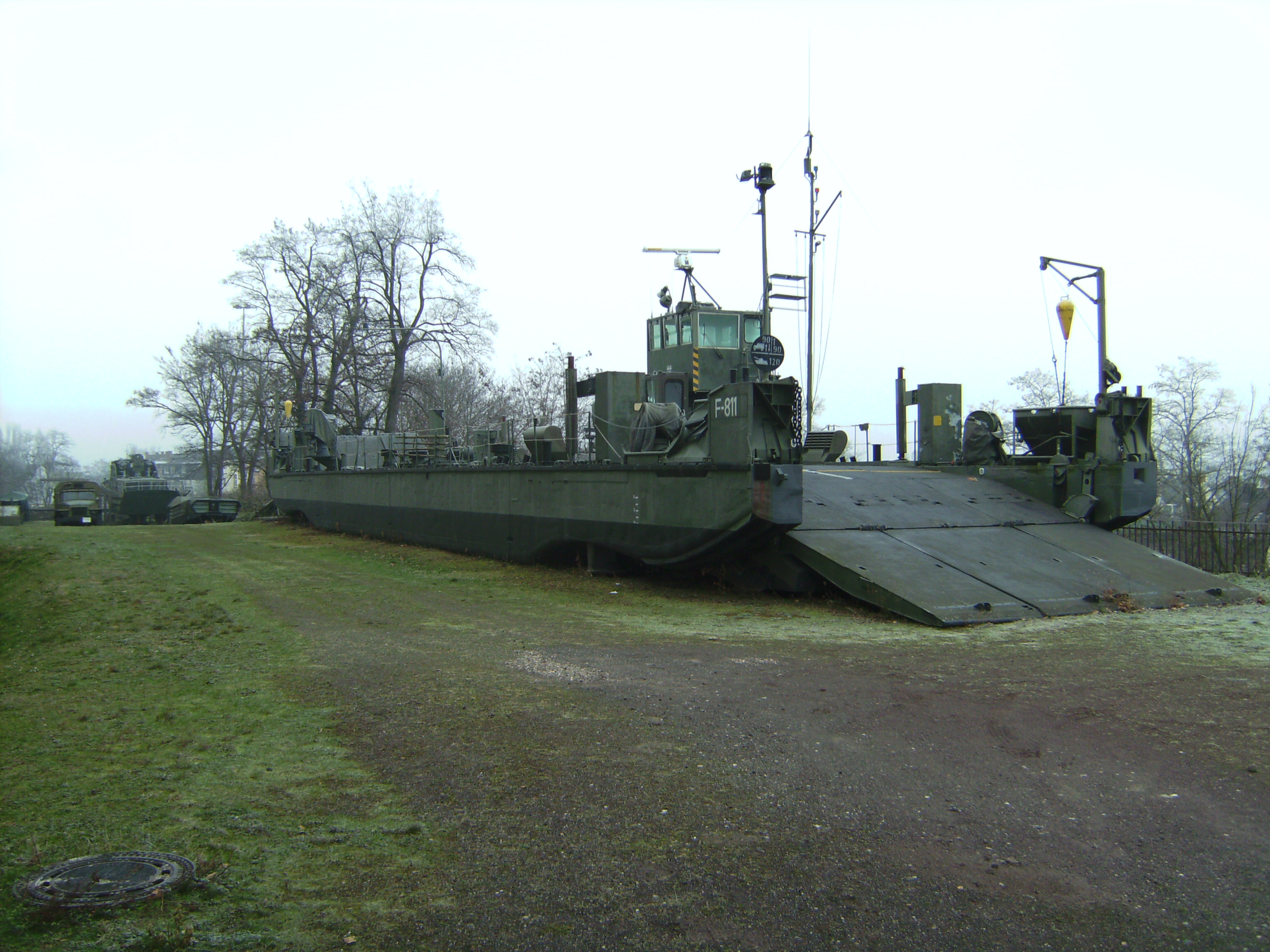
Bodan-Fähre
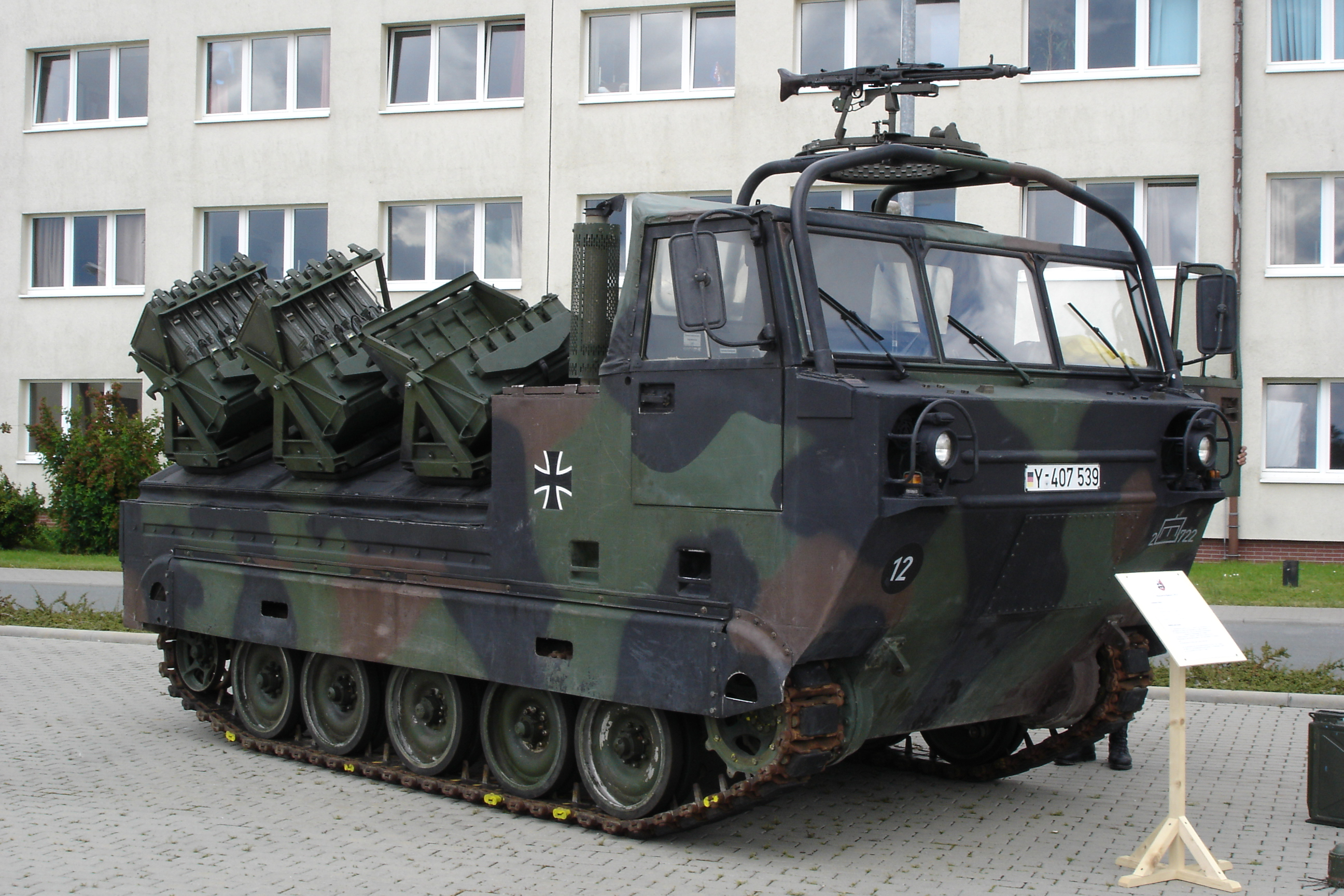
Minenwurfsystem Skorpion

### Uniform

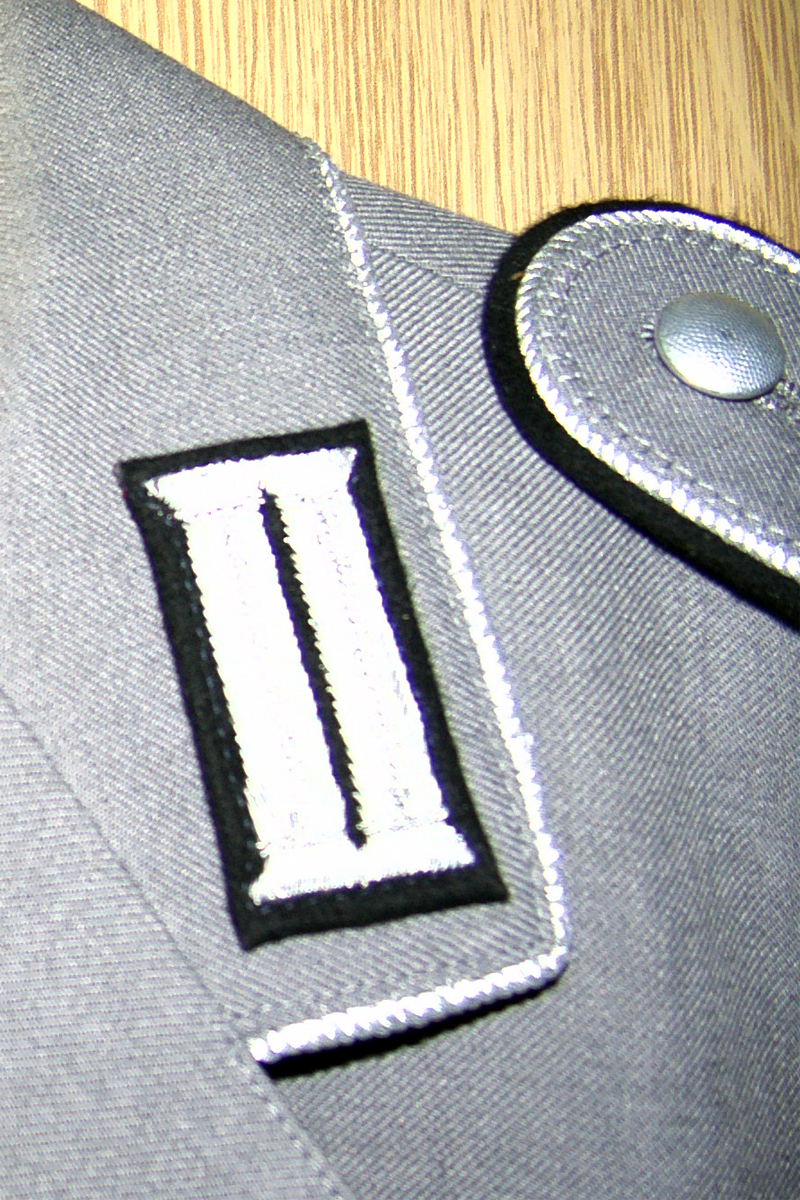
Paspelierung und Kragenspiegel des Dienstanzugs eines Offiziers der Pioniertruppe

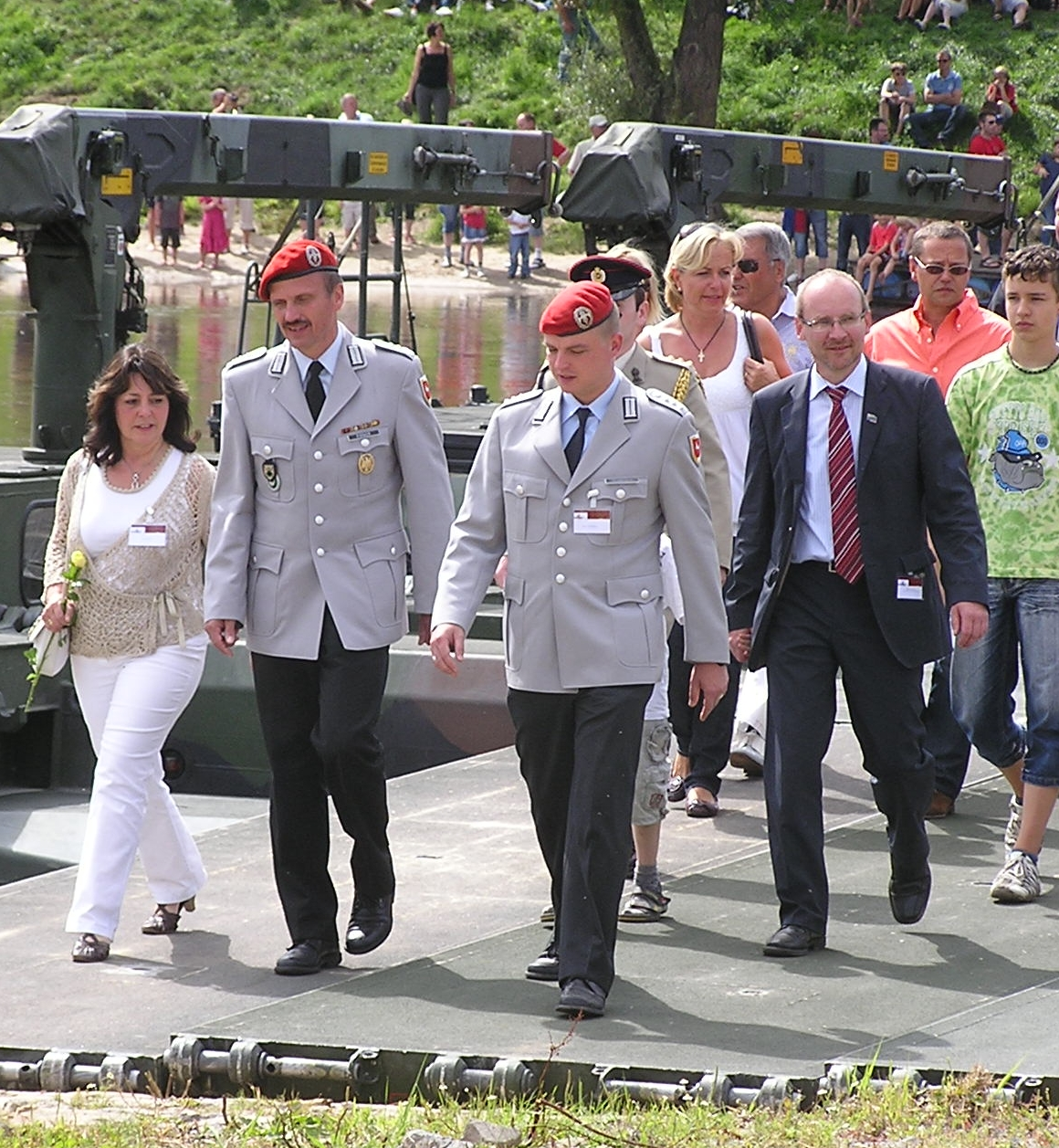
Zwei Pionieroffiziere im Ausgeh- bzw. kleinem Dienstanzug

Die Waffenfarbe der Pioniertruppe, gezeigt beispielsweise als Farbe der Litzen und Kragenspiegel, ist Schwarz. Die Farbe des Baretts ist korallenrot. Das Barettabzeichen zeigt eine stilisierte Brücke umrahmt von Eichenlaub.
Eine Besonderheit bildet hier die Panzerpionierkompanie 550 ab, als einziger Pionierverband des Heeres wird dort ein marineblaues Barett mit dem Barettabzeichen der Deutsch-Französischen Flagge getragen.

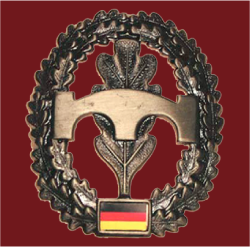
Barettabzeichen und Barettfarbe
Kragenspiegel

### Militärisches Symbol
Das Militärische Symbol der Pioniere zeigt NATO-einheitlich eine stilisierte Brücke. Dieses Grundzeichen kann um fähigkeitsspezifische Zeichen entsprechend der Spezialisierung einer Pioniereinheit ergänzt werden. Die Pioniere der Luftwaffe führen beispielsweise ergänzend einen stilisierten Propeller (entspricht in etwa einer liegenden Acht), Panzerpioniere wie die Panzertruppen das liegende Oval (stilisierte Gleiskette) in ihrem Militärischen Symbol.

Militärisches Symbol (Grundzeichen) der NATO-Pioniertruppe
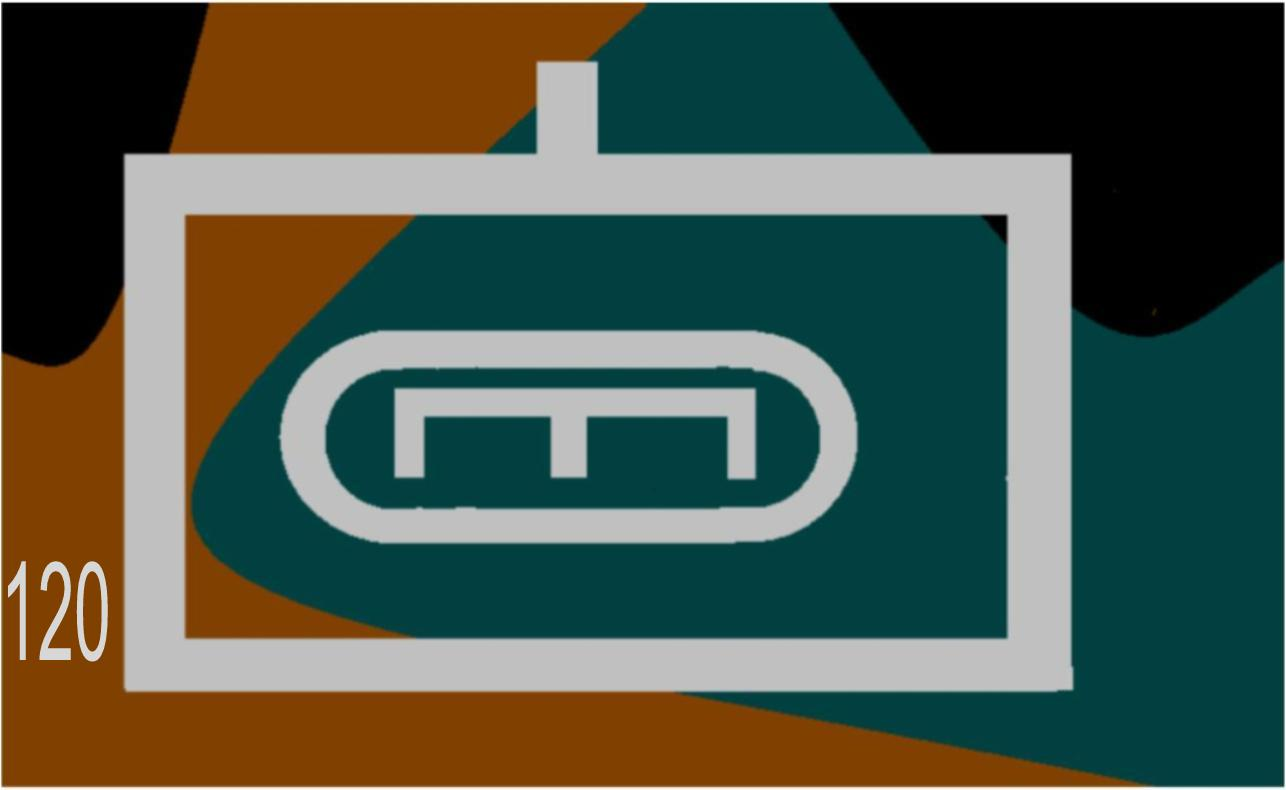
Taktisches Zeichen der Panzerpioniere: hier Panzerpionierkompanie 120 (aufgelöst)

## Dienstgradbezeichnungen
Niedrigster Dienstgrad in Truppenteilen der Pioniertruppe ist Pionier oder der Panzerpionier. Sie entsprechen dem Dienstgrad Schütze, Funker, Panzergrenadier usw. (→ vgl. hier) anderer Truppengattungen. Die Dienstgradbezeichnung Panzerpionier führen nur Soldaten im niedrigsten Dienstgrad in Panzerpionierkompanien bzw. Panzerpionierbataillonen; die Dienstgradbezeichnung Pionier führen entsprechend alle sonstigen niedrigsten Dienstgrade in Truppenteilen der Pioniertruppe. Die übrigen Dienstgrade entsprechen den allgemeinen Dienstgraden der Bundeswehr.
| Mannschaftsdienstgrad |                       |                    |
| Niedrigerer Dienstgrad |                       | Höherer Dienstgrad |
| - | Pionier Panzerpionier | Gefreiter          |
| Dienstgradgruppe: Mannschaften – Unteroffiziere o.P. – Unteroffiziere m.P. – Leutnante – Hauptleute – Stabsoffiziere – Generale |                       |                    |